# Peintre de cour

Les Ménines, Diego Velázquez, 1656, montre une princesse regardant ses parents que le spectateur ne voit pas tandis que Velázquez les peint ; la croix sur sa poitrine a été ajoutée plus tard, selon la légende peinte par le roi lui-même, après que l'artiste a reçu l'ordre de Santiago en 1659.

Un peintre de cour est un artiste qui peint pour les membres des familles royales ou des familles de la noblesse, parfois avec un salaire fixe et à une condition d'exclusivité où l'artiste ne doit pas entreprendre d'autres activités. Surtout à la fin du Moyen Âge, ils sont souvent titulaires de la charge de gentilhomme de la Chambre. Outre leur rémunération, ils reçoivent habituellement un titre officiel et souvent une pension à vie, même si les arrangements sont très variables. Pour l'artiste, une nomination à la cour a l'avantage de le libérer des restrictions des guildes de peintre locales, bien qu'au Moyen Âge et à la Renaissance, ils soient aussi souvent amenés à faire des travaux décoratifs dans les palais et à créer des œuvres temporaires pour des divertissements et des expositions de cour. Certains artistes, comme Jan van Eyck ou Diego Velázquez, sont utilisés dans d'autres capacités à la cour en tant que diplomates, fonctionnaires ou administrateurs

## Histoire
Dans les cultures islamiques, particulièrement entre le XIVe siècle et le XVIIe siècle, des arrangements similaires existent pour les miniaturistes et les artistes d'autres supports. Dans la miniature persane, le chah et autres dirigeants maintiennent généralement un « atelier de cour », de calligraphes, miniaturistes, relieurs et d'autres métiers, généralement gérés par le bibliothécaire royal. Plus qu'en Occident, les cours sont des mécènes essentiels pour les commandes à grande échelle et les changements politiques, ou les changements de goûts personnels, peuvent avoir un effet significatif sur le développement d'un style. Le nom par lequel Reza Abbasi est généralement connu comprend le titre honorifique « Abbasi », qui lui est donné ainsi qu'à d'autres par le chah Abbas Ier le Grand pour les associer à leur protecteur. Un certain nombre d'emplois administratifs importants sont confiés à Abd al-Samad, peintre persan qui s'est installé dans l'empire moghol, comme d'ailleurs à son fils également l'artiste. La cour demeure au centre du patronage de la peinture dans les cours princières « sous-Mughal » de l'Inde, qu'elles soient musulmanes ou hindous.
Dans de nombreuses périodes, les dirigeants possèdent ou contrôlent des ateliers ou manufactures qui produisent des tapisseries, porcelaines ou poteries, soies et autres types d'objets de haute qualité. Cela est particulièrement le cas en Chine et dans l'empire byzantin. Les artistes de cour travaillent souvent sur les dessins de ces produits; les plus beaux tapis de Perse de l'empire ottoman et des Mughal d'Inde par exemple reflètent très attentivement les évolutions de style trouvées sur d'autres supports tels que l'enluminure ottomane et il est généralement supposé que les dessins sont envoyés aux tisserands de la cour. Le même processus est mieux documenté dans la France du XVIIe siècle où le peintre de cour Charles Le Brun est le directeur de la manufacture royale des Gobelins, qui produit bien plus que des tapisseries et conçoit également les commandes royales de la manufacture de la Savonnerie. Le Brun domine, et en grande partie créé, le style partout trouvé dans les palais de Louis XIV, qui est alors immensément influent en France et dans toute l'Europe.
Au XXe siècle, les peintres de cour occupent une position obsolète. Généralement, des artistes sont autorisés par les membres des familles royales qui posent assis pour des portraits officiels, que ce soit pour des fins privées ou en tant que protecteurs des arts.

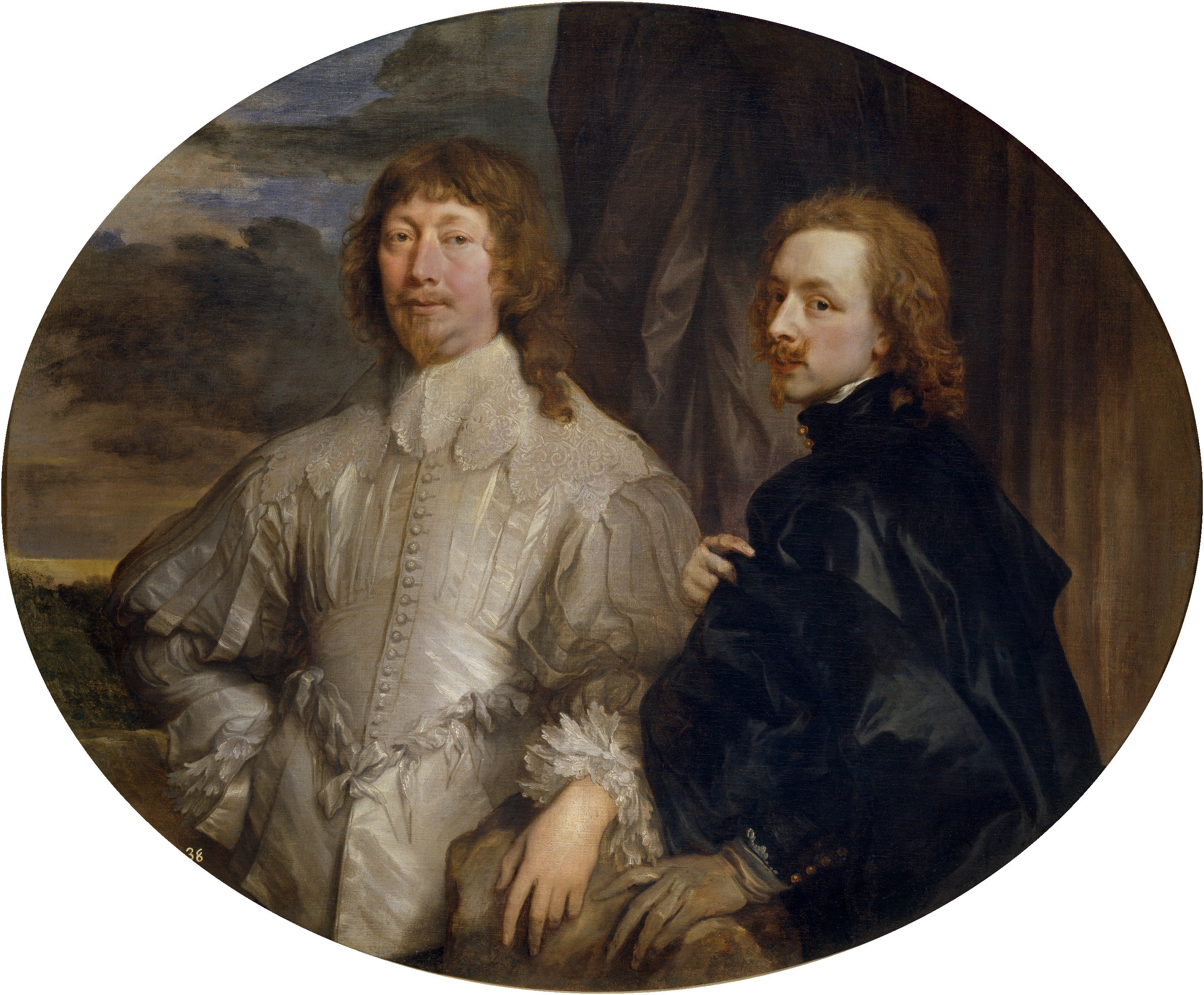
Sir Endymion Porter et Antoine van Dyck, 1635. De façon significative, un haut personnage de la cour d'Angleterre est immortalisé pour apparaître dans un « portrait de courtisan » en compagnie du peintre de la cour.

Charles Quint à cheval à Mühlberg, 1548. Titien réalise un portrait équestre très dynamique dans lequel l'empereur est représenté comme un miles Christi (soldat du Christ), et qui reflète minutieusement les détails de l'armure effectivement utilisée à cette occasion.

## Vocation
« Peintre de cour » ou « peintre de la cour » sont des termes utilisés pour désigner le peintre nommé pour réaliser de façon régulière les commandes artistiques d'une cour royale ou de la noblesse, en particulier les portraits, moyen essentiel pour identifier tous les personnages en quête de « célébrité » mais aussi tout autre type de thème artistique, également valable pour tous les types de fonctions (esthétiques, sociales et idéologiques), comme la peinture religieuse, la peinture d'histoire ou les genres plus purement décoratifs comme les cartons pour tapisserie ou les natures mortes. En tous les cas, le genre spécifique qui est sa fonction principale est d'obtenir la dénomination « portrait d'État » ou « portrait royal » (dans lequel le souverain est représenté); ou même le terme plus générique de personnes représentée sur un « portrait de cour ». Chacun a ses propres conventions iconographies et ses ressources expressives au service du décorum qui définit les limites de ce qui est approprié lorsqu'il s'agit de représenter certaines dignités.
Travaillant pour les cours royales des princes et des nobles laïcs et ecclésiastiques, souvent avec un statut privilégié et un rang équivalent dans la hiérarchie à celui de chambellan, les peintres de cour reçoivent parfois un salaire fixe plutôt qu'une somme déterminée pour le travail commandé, donnant au titre un caractère unique qui implique que l'artiste est lié à ses mécènes et qu'il ne doit donc pas entreprendre d'autres activités, au moins sans autorisation. Dans certaines cours du bas Moyen Âge, des peintres comme Jan van Eyck ou Jean Perréal, possèdent le titre de serviteur ou de valet (c'est-à-dire de courtisan permettant l'accès à la chambre royale) auxquels un salaire et un titre officiel ou une rente ou une autre forme de paiement sont alloués, ils sont encore chargés de missions politiques et diplomatiques. Dans le lent processus pour surmonter la condition sociale d'artisan et de plébéien propre aux peintres du Moyen Âge, les peintres de cour de l'Europe de l'ancien Régime deviennent membres de la cour et bénéficient du prestige associé à la confiance dont les distinguent les rois. Cette nomination a l'avantage de les libérer des restrictions inhérentes aux corporations locales des peintres. Leur état d'artiste est encore parfois considéré comme incompatible avec le statut privilégié équivalent à une fonction sociale semblable à celle de travailleurs manuel. Bien que certains aspirent au prestige de l'art de la Renaissance acquis par des génies universellement reconnus comme Michel-Ange, Raphaël Sanzio (le divin) ou Léonard de Vinci, ce ne sont pas seulement les artistes qui cherchent à travailler pour une grande cour mais les cours qui cherchent pour leur prestige à accueillir de grands artistes tels que Van Dyck, Rubens ou Velázquez à l'époque du baroque.
Il est très courant pour les artistes de visiter les différentes cours pour peindre les portraits des rois et des grands personnages (comme Antonio Moro ou les Van Loo) à l'exception du cas particulier du Titien auxquels les rois et les empereurs rendent visite dans son atelier vénitien. D'autres peintres prestigieux ne sont jamais devenus peintres de cour, dans certains cas, par rejet explicite des rois eux-mêmes (El Greco est méprisé par Philippe II), dans d'autres probablement en raison de problèmes budgétaires qui ne permettent pas d'augmenter les salaires d'un personnel déjà pléthorique (cas de Zurbarán) et enfin pour des raisons propres à ces mêmes artistes (cas de Caravaggio) et de beaucoup d'autres pour lesquels la nouvelle situation historique de la révolution bourgeoise dans les pays les plus avancés socialement permet aux artistes de développer une vie professionnelle complètement étrangère à la monarchie, à la noblesse et au clergé (cas de Rembrandt et de la peinture baroque hollandaise).
À partir de la fin du XIXe siècle, la charge de peintre de cour connaît d'une façon générale une évidente dévalorisation de son importance artistique. D'une part, par l'utilisation de la photographie comme moyen idéal pour rendre compte de l'apparence physique réelle des gouvernants, mais surtout par la rupture décisive effectuée par l'art moderne ou art contemporain avec des critères esthétiques et sociaux qu'impose le genre du portrait royal, ancré dans l'académisme ou dégénérant en kitsch, et qui continue à être cultivé tout au long du XXe siècle (Ricardo Macarrón (es). Certains monarques des XXe et XXIe siècles se sont soumis aux innovations de la peinture contemporaine, avec des résultats décrits comme scandaleux au goût des plus traditionalistes (comme le portrait qu'a réalisé Lucian Freud d'Élisabeth II).
Les collections royales de peintures servent depuis leur création de base fondamentale à la production des peintres de leurs propres cours, auxquelles s'ajoutent les acquisitions externes, très souvent sous la responsabilité des peintres de cour. Avec la conversion de ces musées en collections publiques, les galeries de portraits royaux et le reste de la peinture de cour est devenue une partie importante des fonds des grandes pinacothèques européennes comme le Prado (Madrid), le Louvre (Paris), la National Gallery (Londres), le Kunsthistorisches Museum (Vienne), l'Ermitage (Saint-Pétersbourg), la Galerie des Offices (Florence), etc.
« La seconde section comprend une galerie d'images qui montrent, quand cela est possible, des autoportraits de peintres de cour de divers cours européennes, des XVe au XIXe siècles, par règnes; ou éventuellement les peintres les plus importants d'entre eux qui ont portraituré des rois, bien que n'ayant pas strictement le droit d'occuper une position en ces termes. Quand les images ne sont pas disponibles (généralement par manque d'auto-portraits), ou éventuellement si le même peintre se retrouve dans plus d'un règne, des portraits de rois ou éventuellement de personnages importants des cours sont inclus. Dans certains cas, ces peintres ont fait des portraits utilisés par d'autres artistes. »

## Cours d'Italie

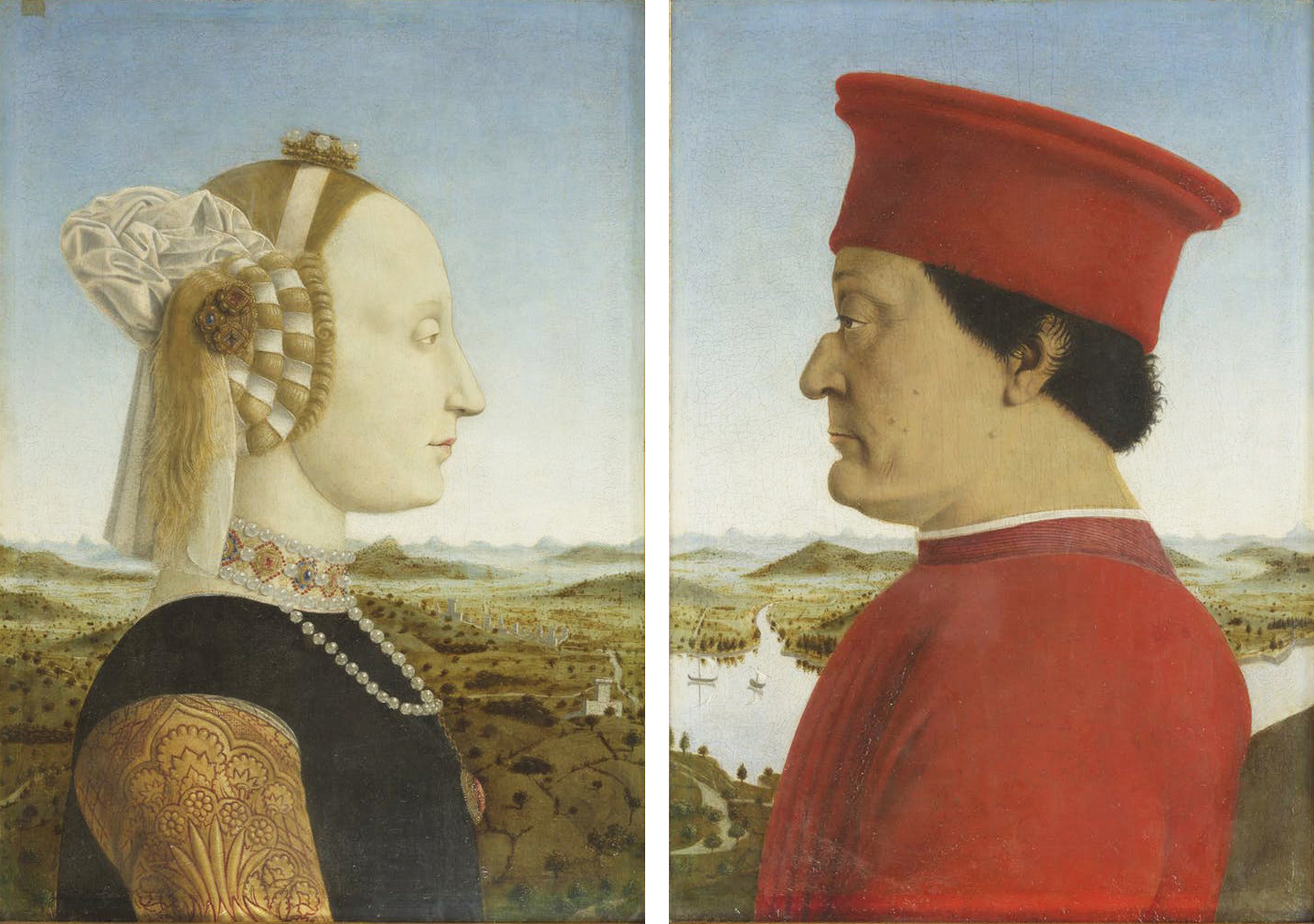
Les Ducs d'Urbino, Battista Sforza et Federico de Montefeltro, par Piero della Francesca.

D'abord comme républiques puis progressivement converties en monarchies, les « communes » ou cités-États de l'Italie centrale et septentrionale demeurent à la fin du haut Moyen Âge conformes au modèle d'un espace politique unique entre partagé pontife et empire, les deux échouant dans leur tentative de devenir un pouvoir universel, chacun étant soutenu par deux côtés opposés des mêmes belligérants (guelfes et gibelins). Les XVIe et XVIIe siècles sont le théâtre de la contestation de l'hégémonie continentale par les monarchies française et espagnole-autrichienne. Au sud des États pontificaux commandés par le pape, l'Italie méridionale est divisée en deux royaumes interdépendants d'une étendue considérable : le royaume de Naples et le royaume de Sicile, également soumis à la domination des maisons royales hors d'Italie (Anjou-Plantagenet, Aragon, Habsbourg et Bourbon).
Les condottieres locaux les plus estimés gagnent une place importante parmi les princes de « sang » par la force de toutes sortes d'armes, dont celle - bien mise en valeur - qui consiste en la protection des arts et de l'humanisme de la Renaissance. Cette orientation intellectuelle apparaît au XVe siècle à la suite de la réévaluation de l'Antiquité classique et de la redécouverte et de la lecture de ses textes avec une nouvelle perspective anthropocentrique opposée au théocentrisme médiéval. La justification de la Raison d'État devient le thème intellectuel de l'époque, avec la contribution majeure de Machiavel.
C'est dans cet espace géographique que se développe la révolution artistique de la Renaissance italienne qui donne aux artistes un nouveau statut social auprès des cours où ils se retrouvent sur le même plan que les philosophes et les princes. Les peintres sont liés au mécénat de clients qui ne se limitent pas à être les donneurs d'ordre d'une seule commande individuelle mais qui maintiennent leur parrainage sur une base exclusive, parfois contre la résistance de l'artiste qui préfère une autre ville avec de meilleures perspectives de perfectionnement professionnel. L'influence des courtisans italiens se répand comme modèles pour toutes les cours européennes.

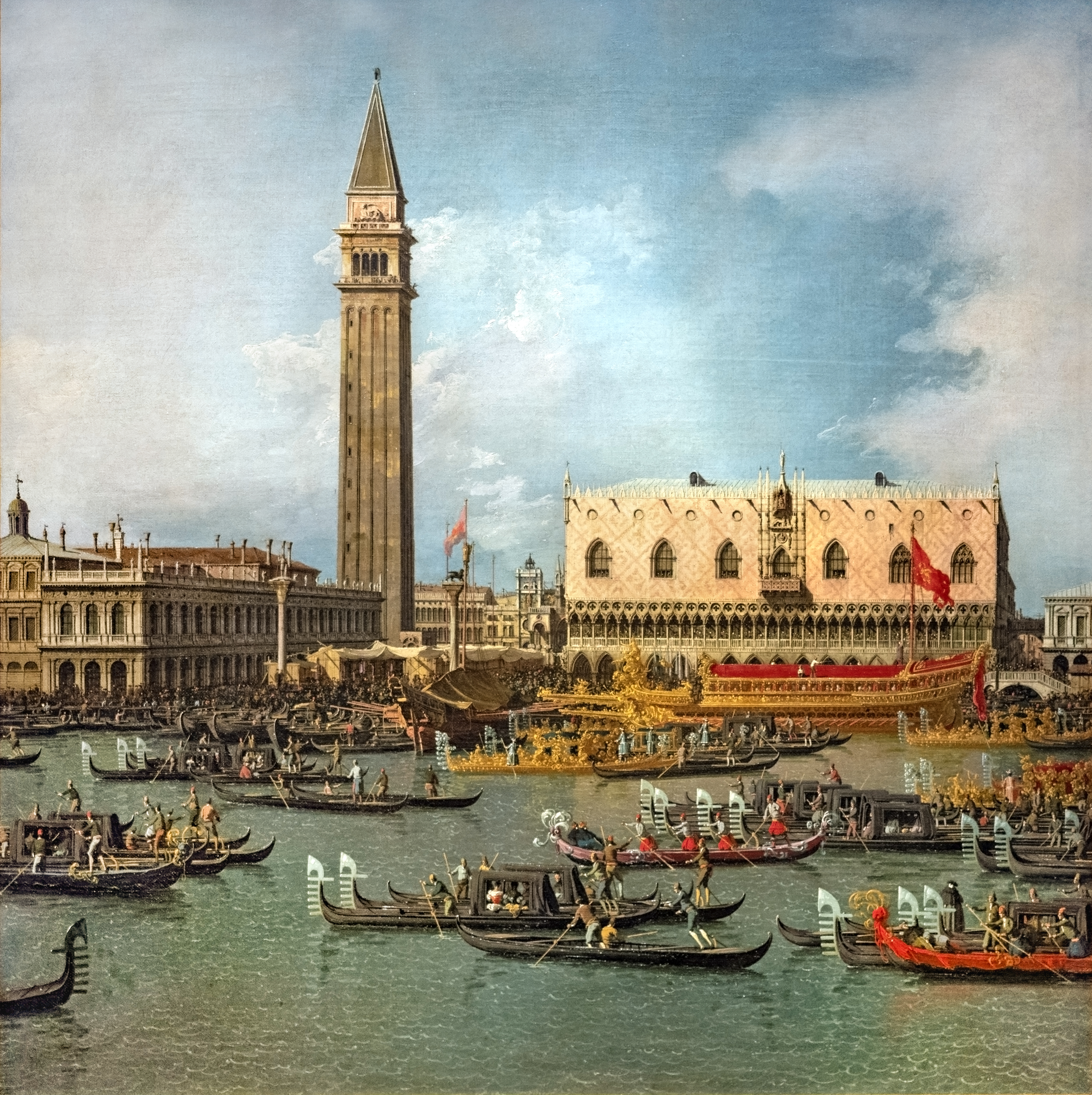
Canaletto (1697-1768), Veduta du palais des Doges.

### Cour de Venise
La sérénissime république de Venise, gouvernée par un groupe de familles patriciennes dont la figure institutionnelle de doge est simplement un primum inter pares, compte parmi ses peintres ceux de l'école vénitienne, une des plus importantes d'Italie.

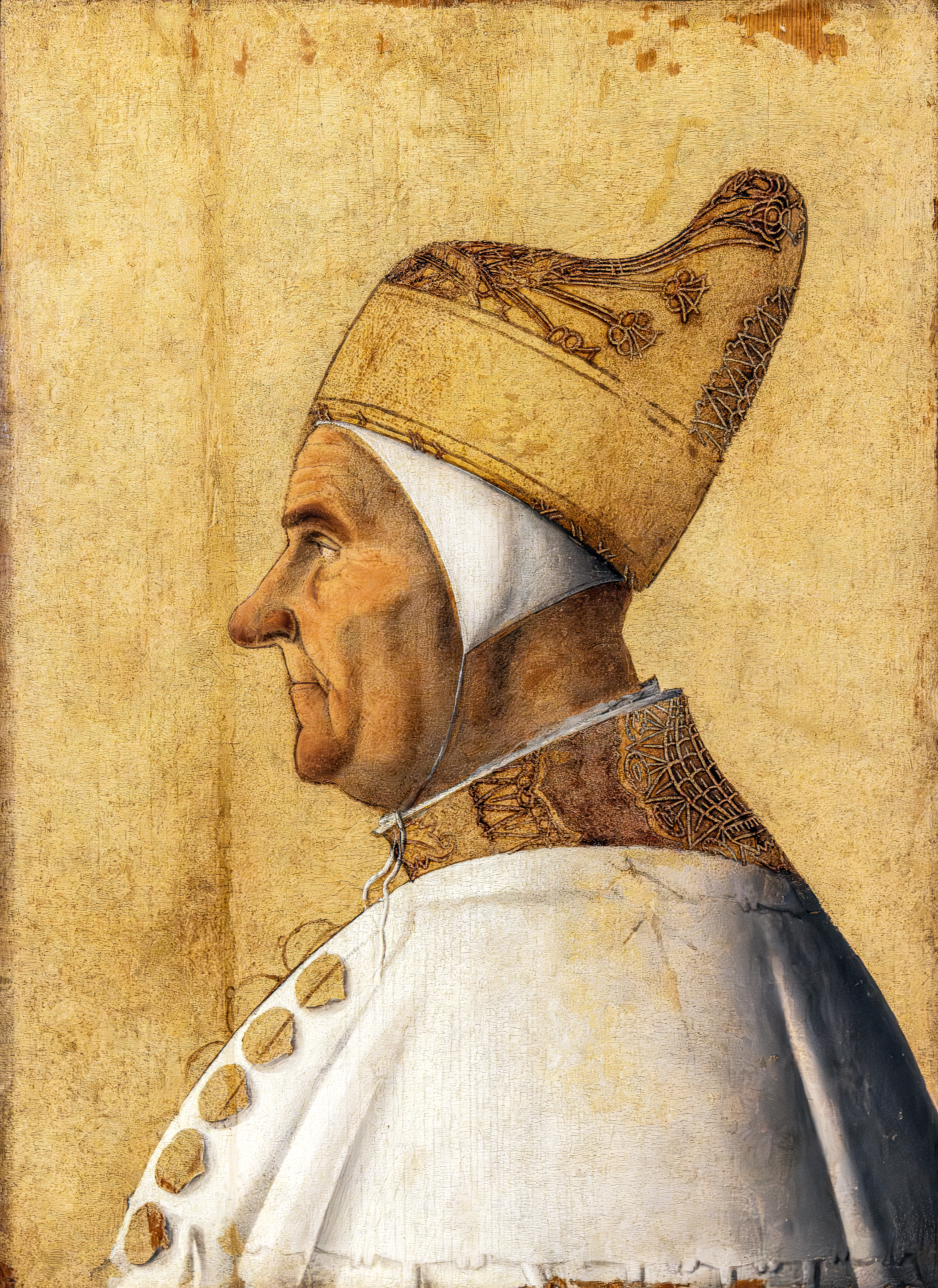
Gentile Bellini, Le Doge Giovanni Mocenigo (1355-1356)
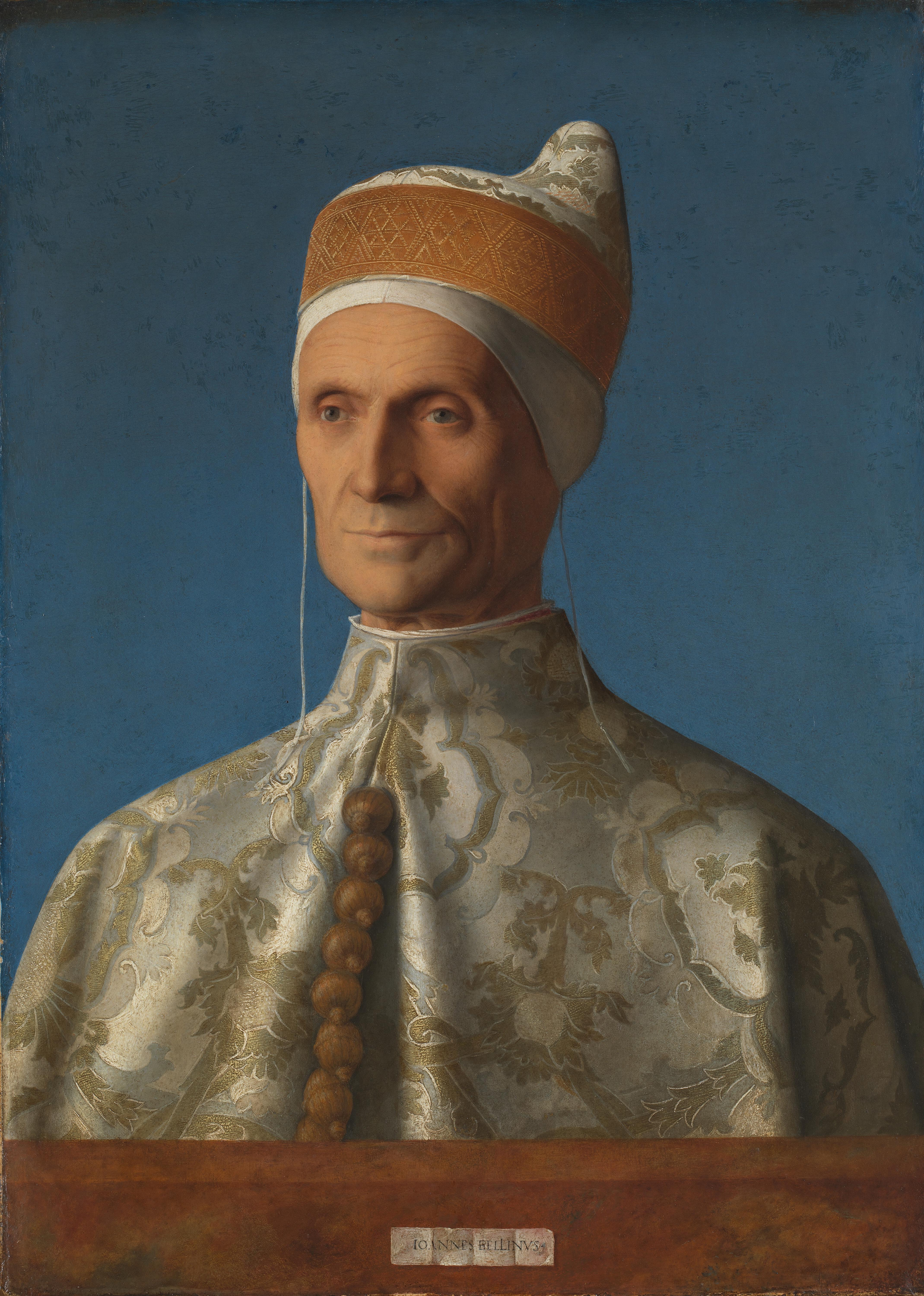
Giovanni Bellini, Le Doge Leonardo Loredan (1501-1521)
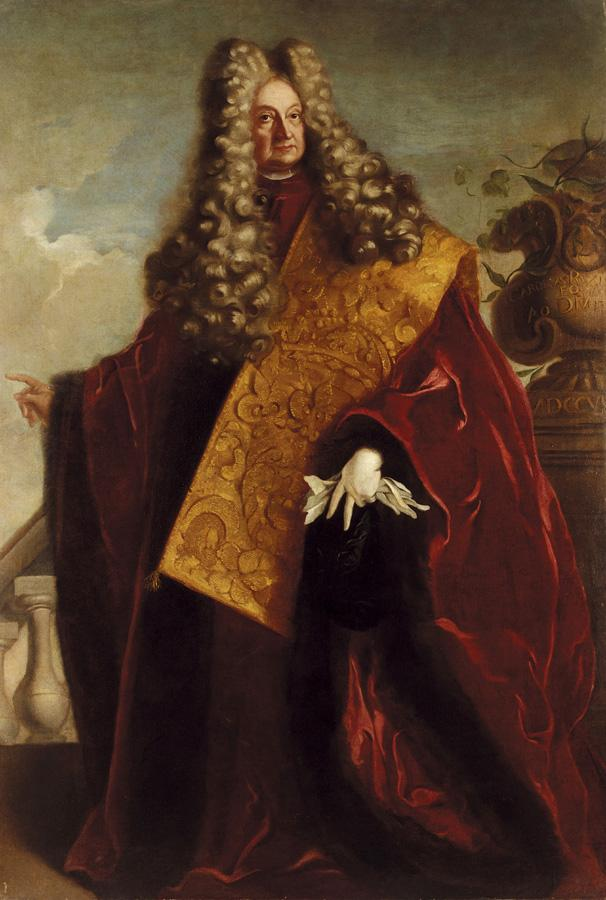
Gregorio Lazzarini, Le doge Carlo Ruzzini (1732-1735)

Titien, Le doge Andrea Gritti (1523-1538)
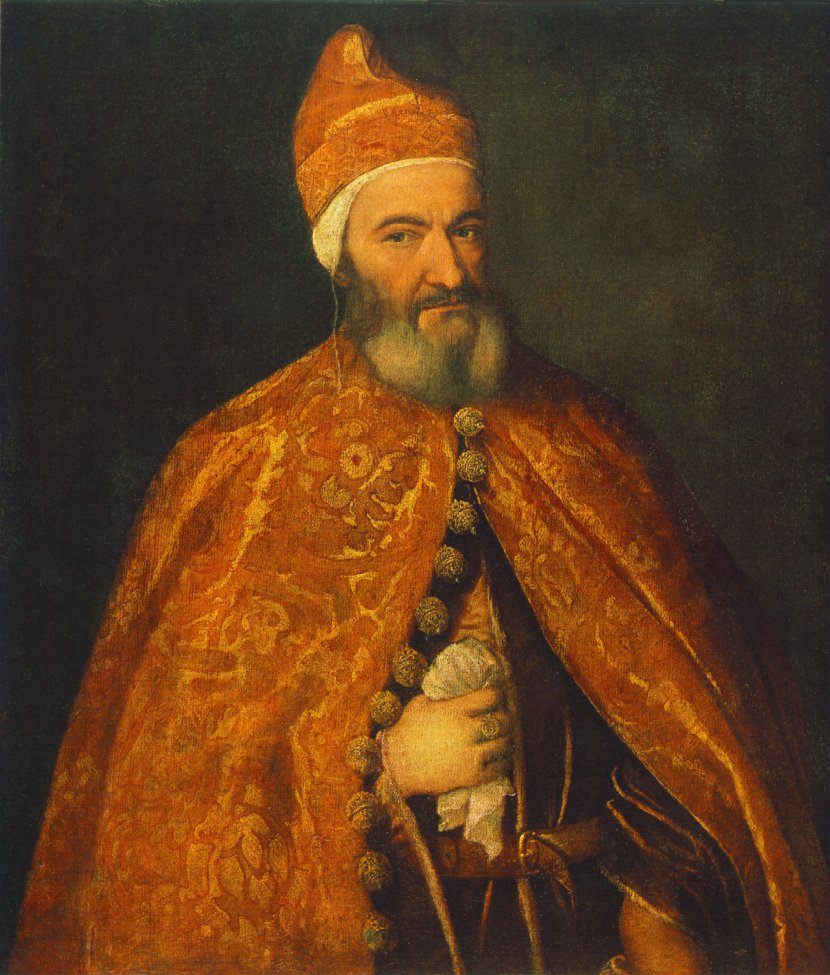
Titien, Le Doge Marcantonio Trevisan (1553-1554)
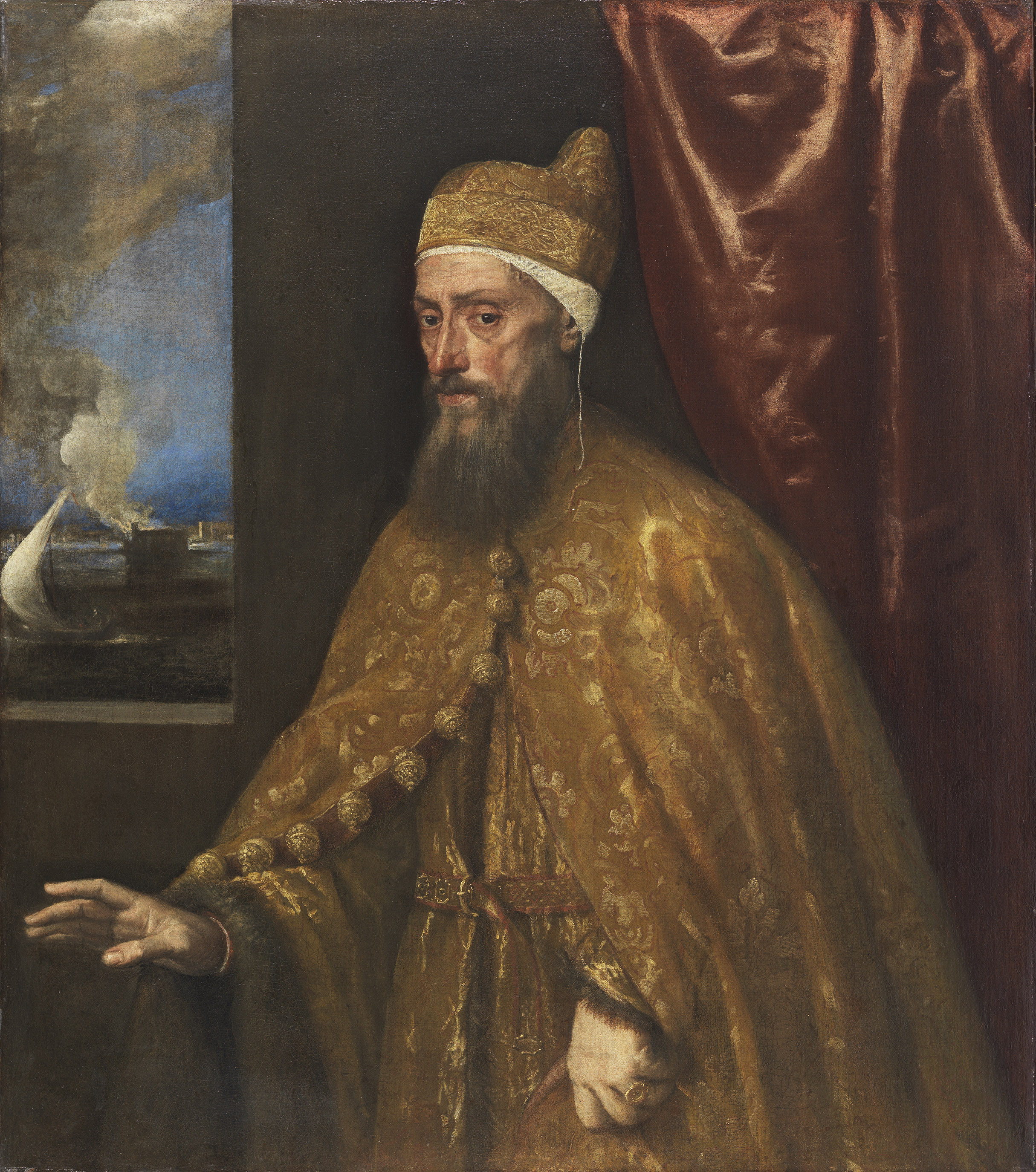
Titien, Le Doge Francesco Venier (1554-1556)

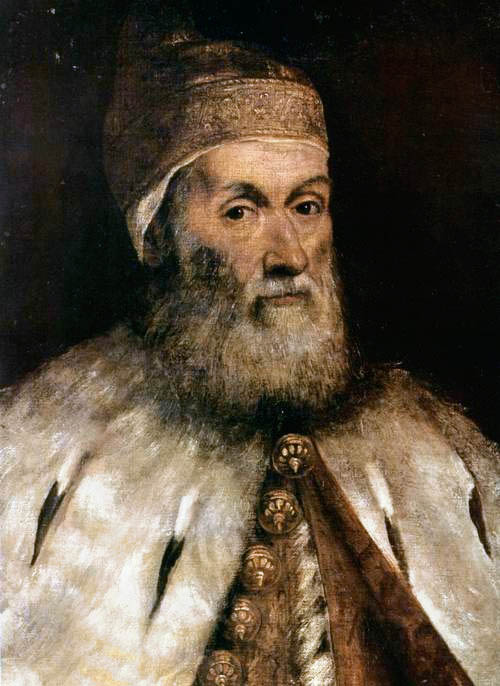
Le Tintoret, Le Doge Gerolamo Priuli (1559-1567)
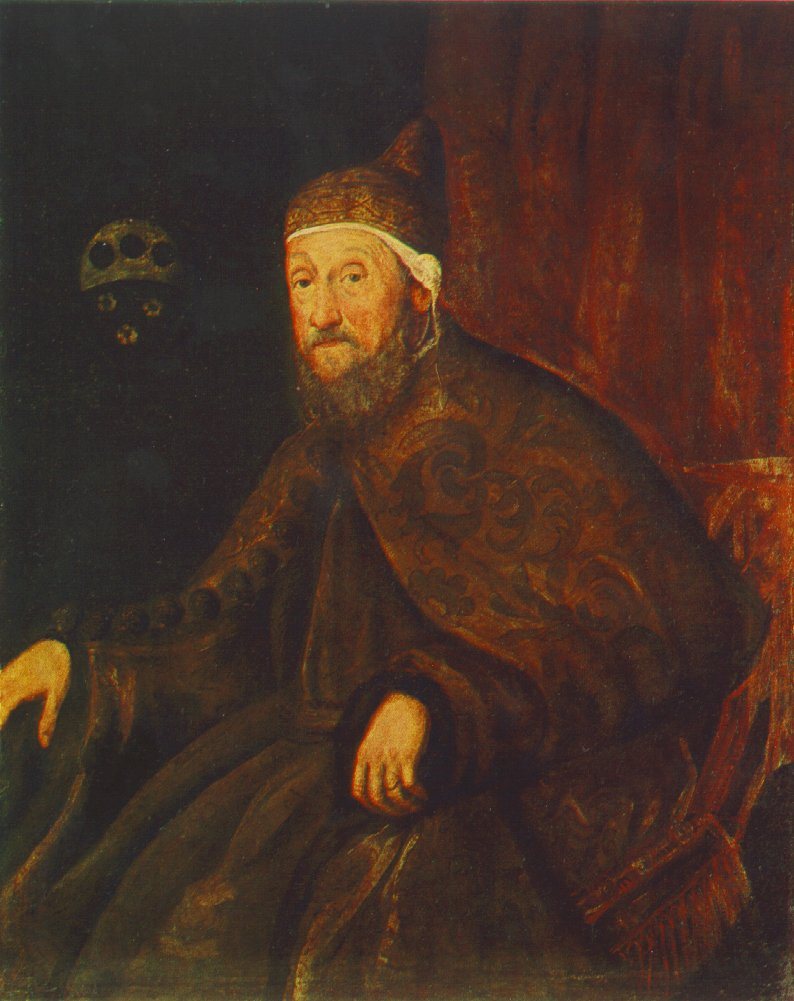
Le Tintoret, Le Doge Pietro Loredan (1567-1570)
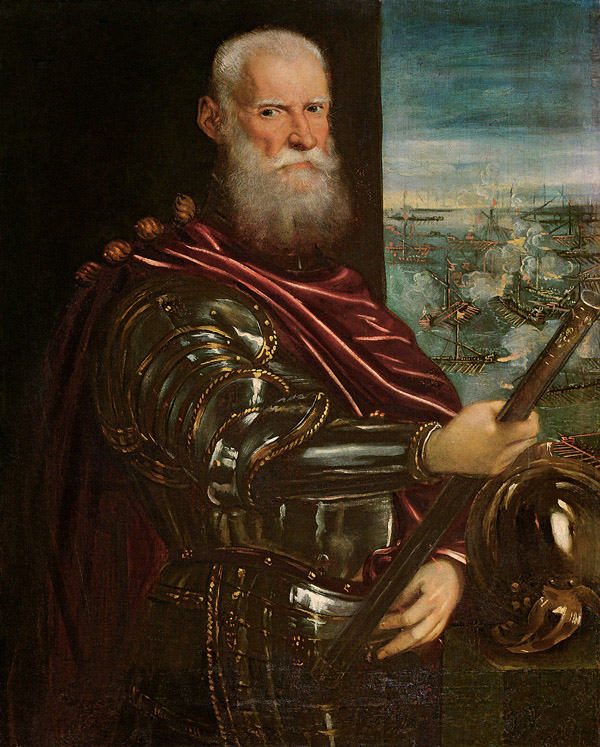
Le Tintoret, Le Doge Sebastiano Venier (1577-1578)

### Cour de Naples

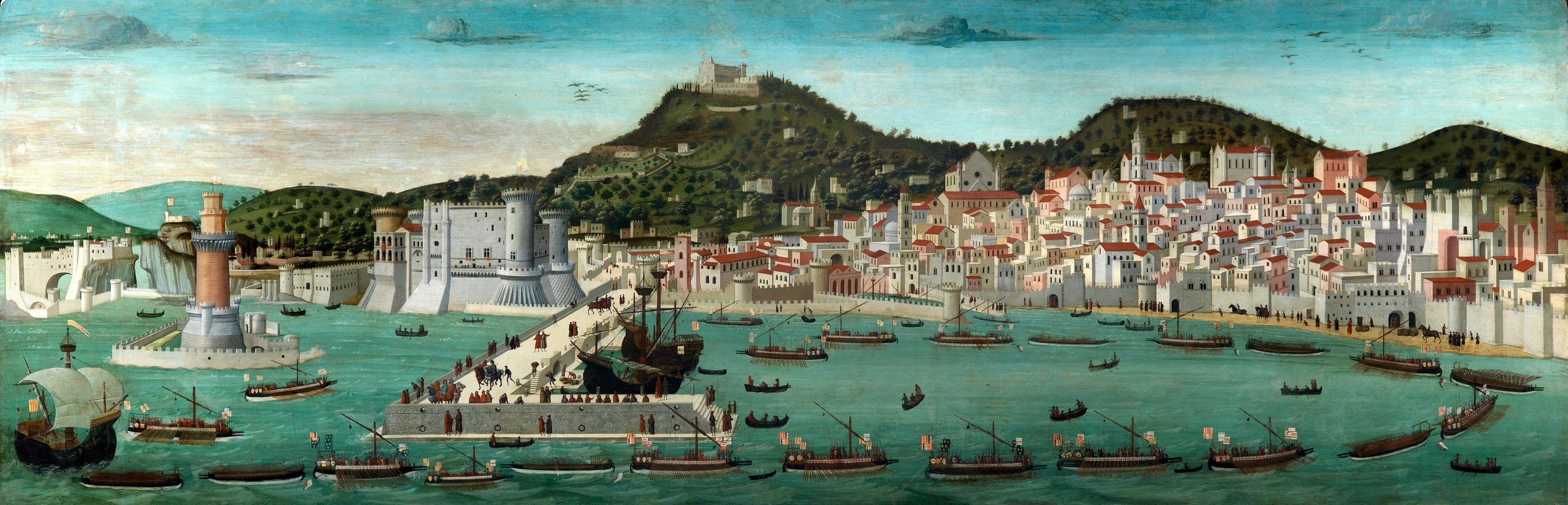
Victoire navale d'Alphonse V d'Aragon sur Juan de Anjou, Tabla Strozzi, attribué à Francesco Pagano, 1470.

Naples se présente comme un centre humaniste de premier ordre au XVe siècle (Alphonse V d'Aragon), et maintient, même en tant que juridiction du vice-roi, son statut de référence artistique incontestable, aboutissant même au renouvellement de la peinture baroque au XVIIe siècle.
Au milieu du XVIIIe siècle est reconstitué un véritable « âge d'or » sous le règne du futur Charles III d'Espagne. Giuseppe Bonito y devient peintre de la cour de Charles III à partir de 1751.

Cour de Naples
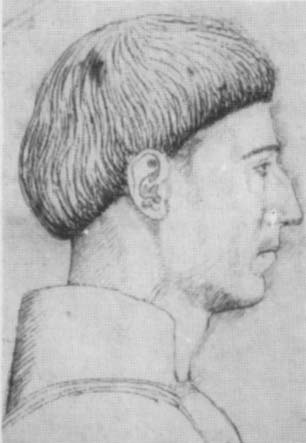
Alfonso V, par Pisanello.
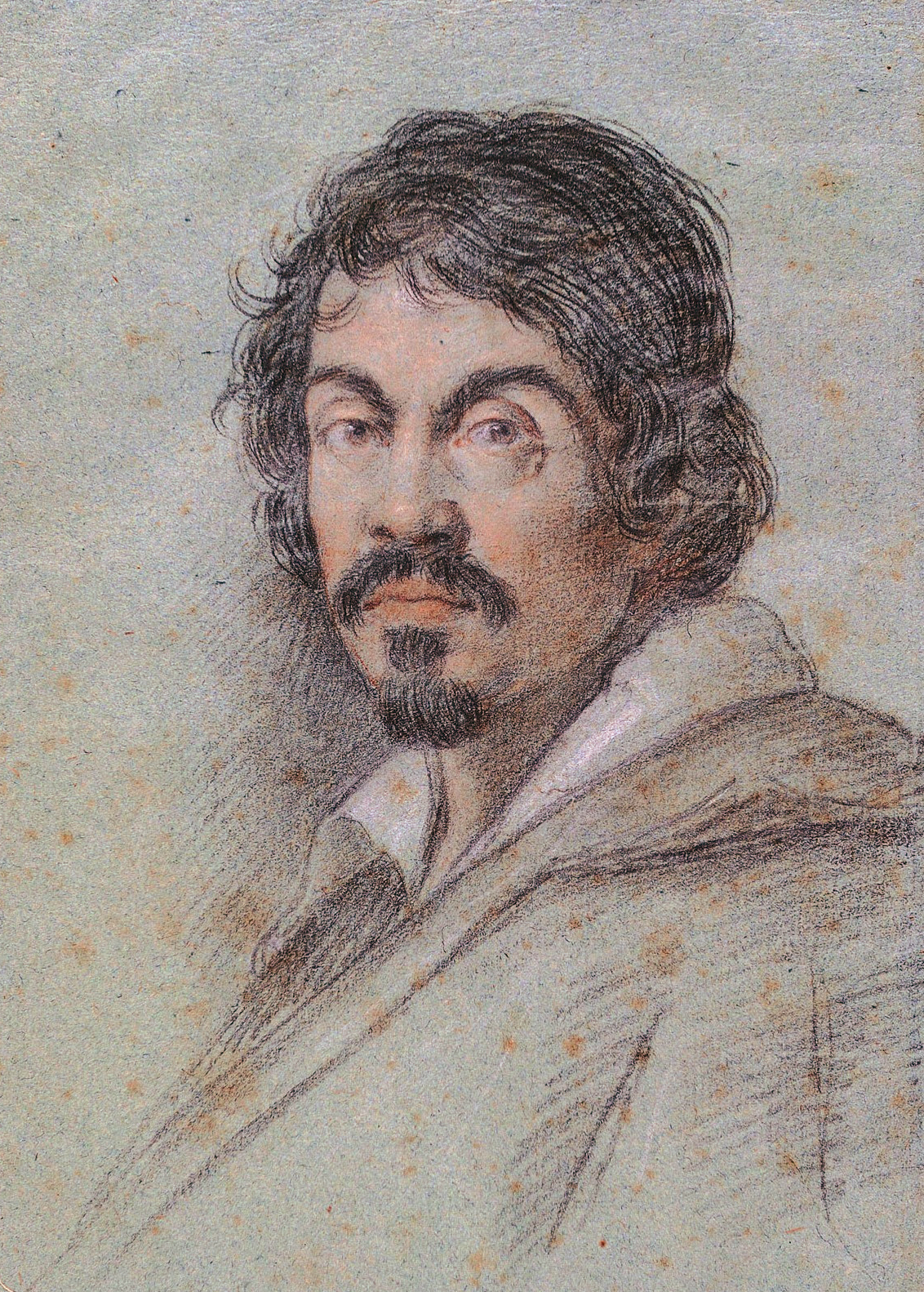
Le Caravage, à la vie trépidante, peint à Naples des commandes essentiellement religieuses, protégés par les Colonna, entre 1606 et 1610.
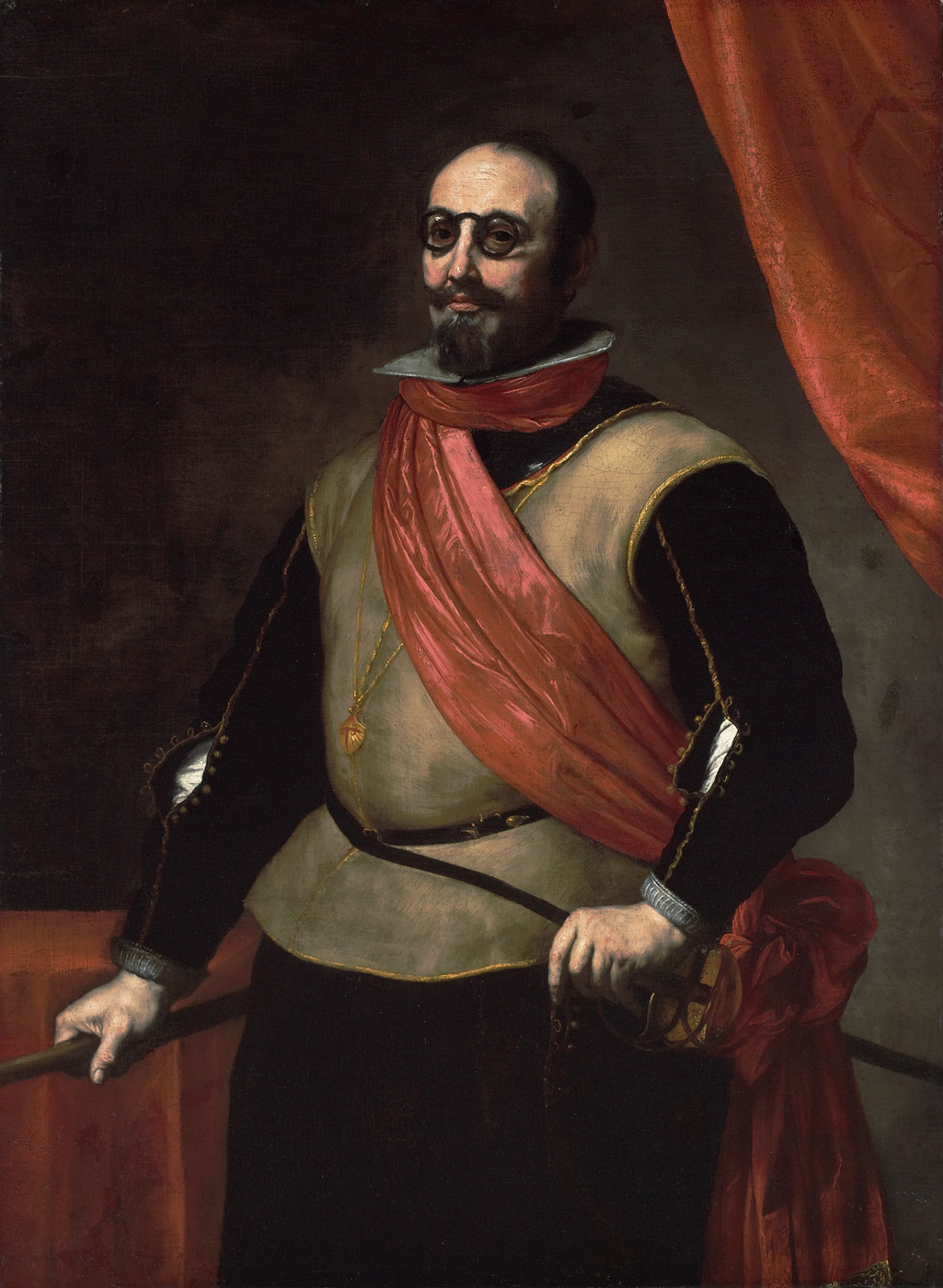
Cavalier de Santiago, par José de Ribera.
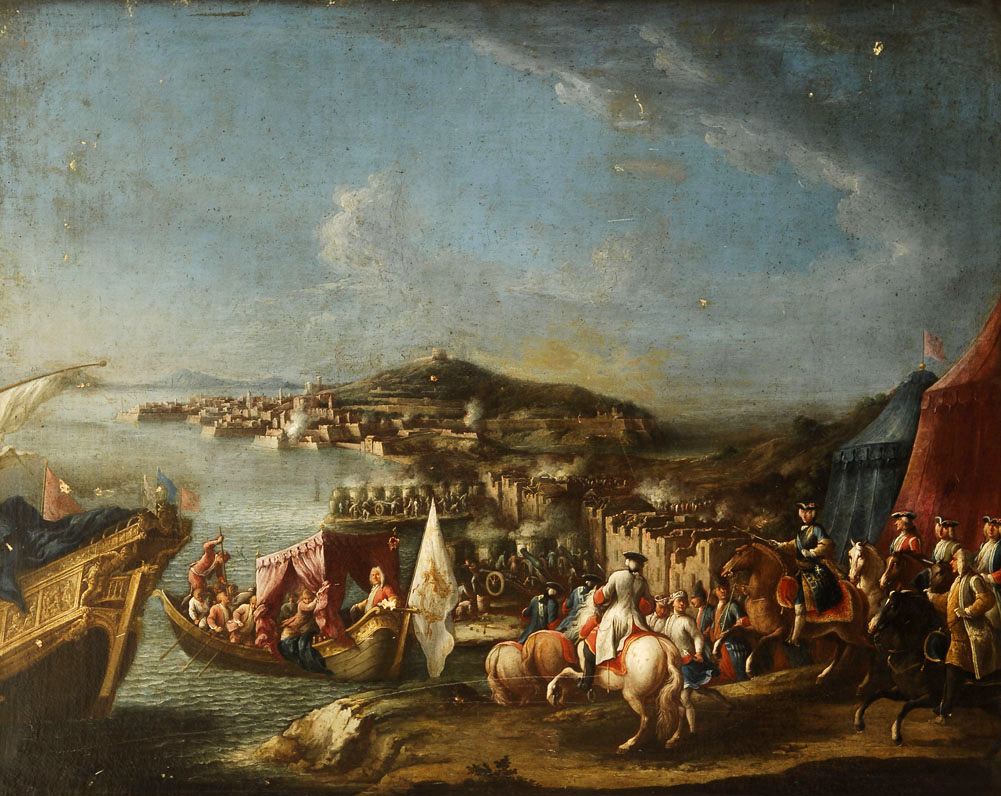
Entrée de Charles III à Naples, par Giovanni Luigi Rocco (1701-1750)
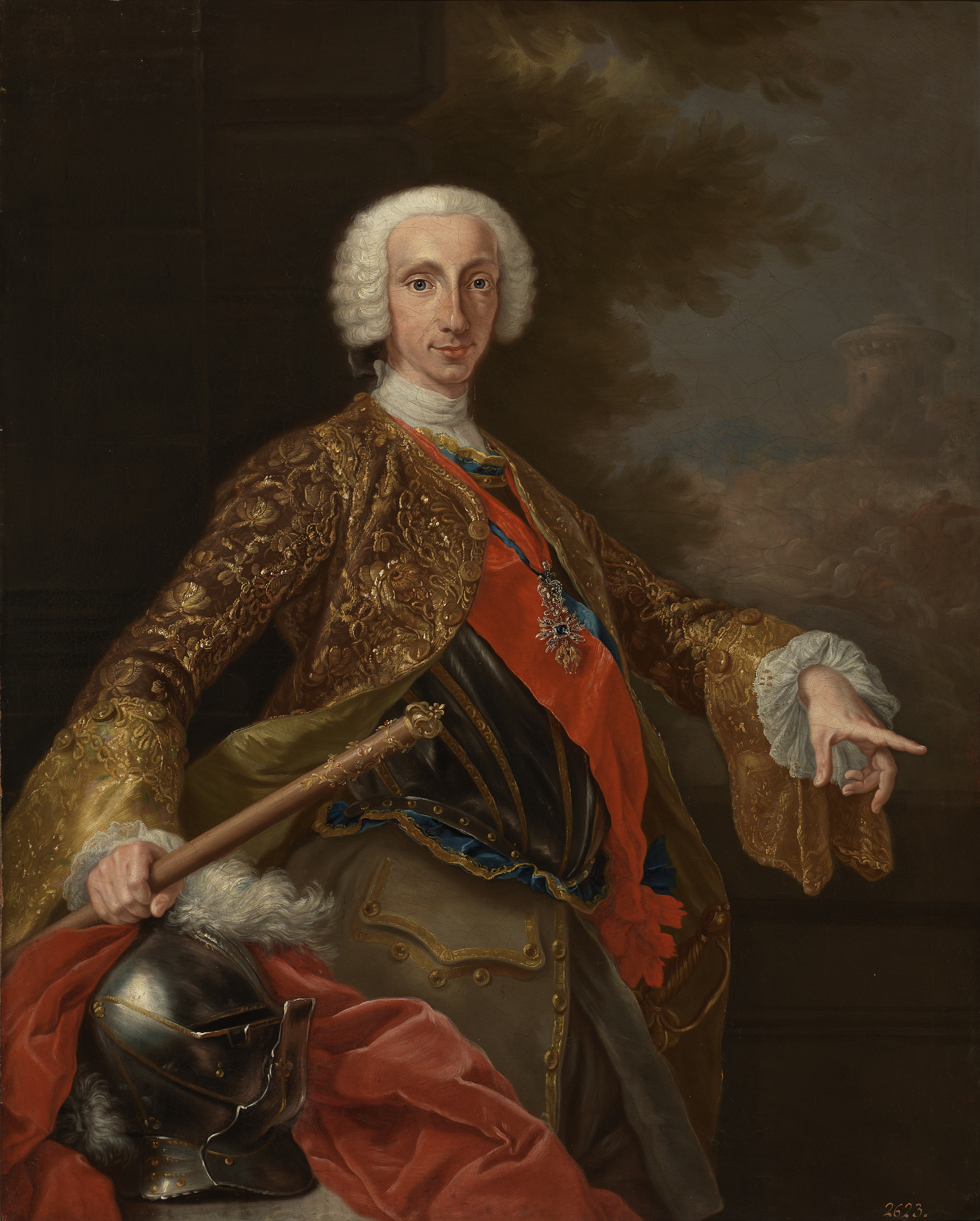
Charles de Bourbon, roi des Deux Siciles (vers 1745) Giuseppe Bonito Musée du Prado

### Cours de Gènes (Doria) et Piémont ou Turín (Savoie)
Les ducs de Savoie, avec leur cour à Turin, gagnent en importance tout au long de l'époque moderne, absorbant la république de Gênes (une ville clé de la Méditerranée, avec ses propres familles patriciennes, comme les Doria), devenant ainsi les rois de Sardaigne au XVIIIe siècle. Au milieu du XIXe siècle, ils conduisent le processus de l'unification italienne.

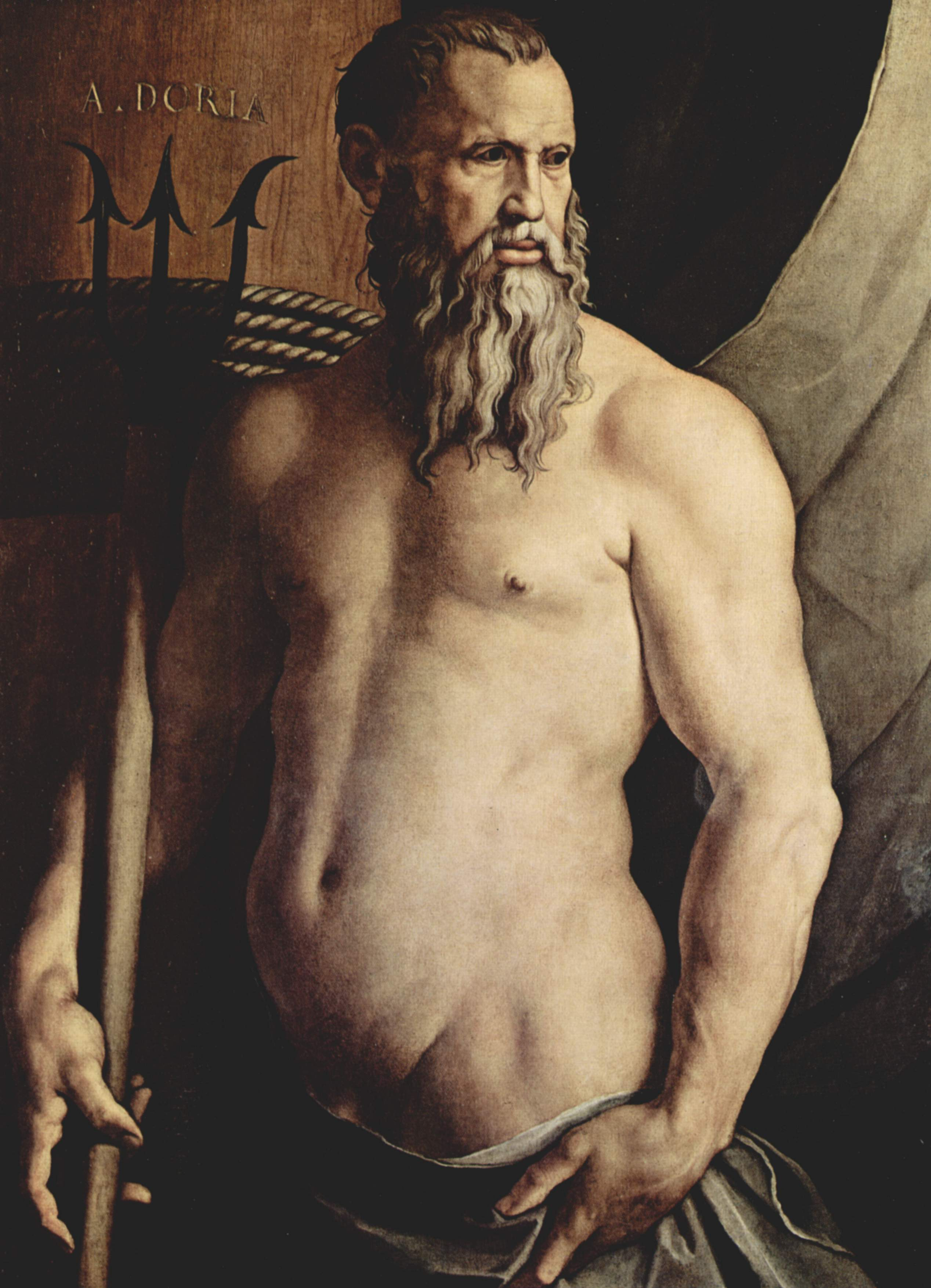
Andrea Doria como Neptuno, par Bronzino.
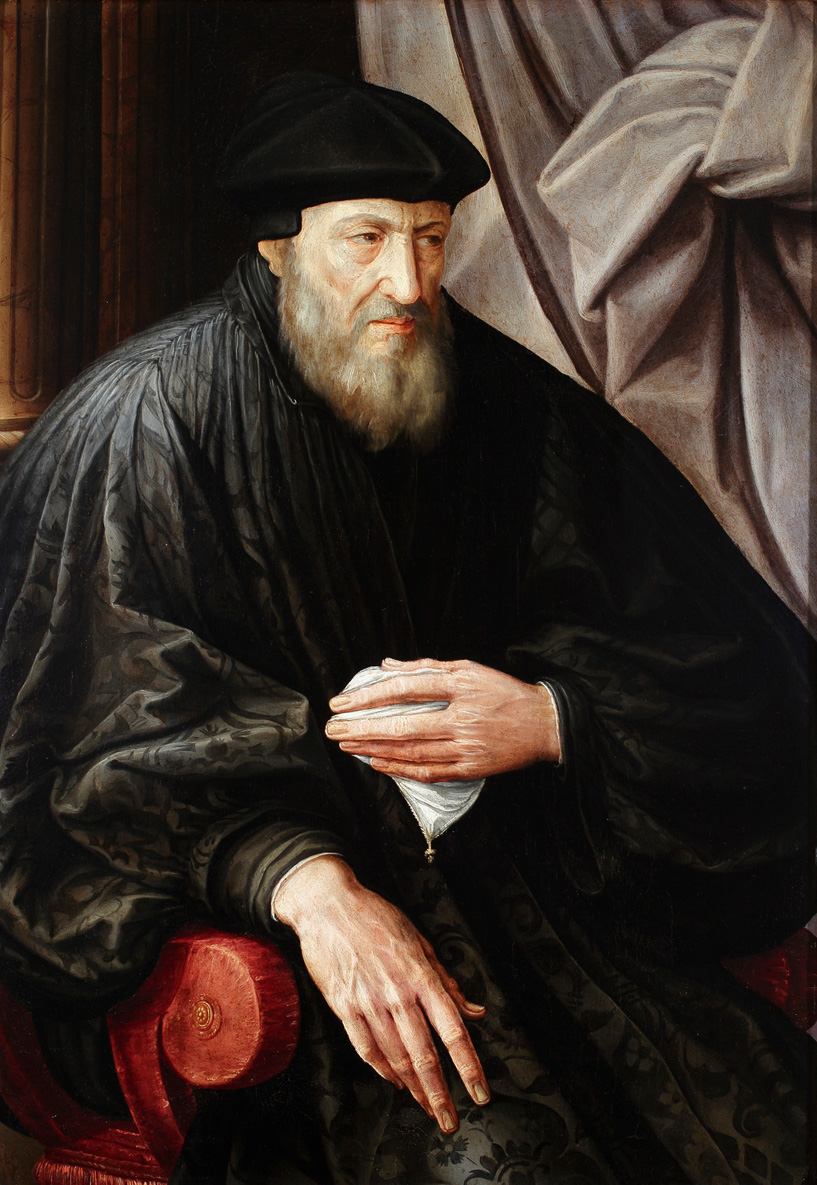
Andrea Doria par Jan Matsys.

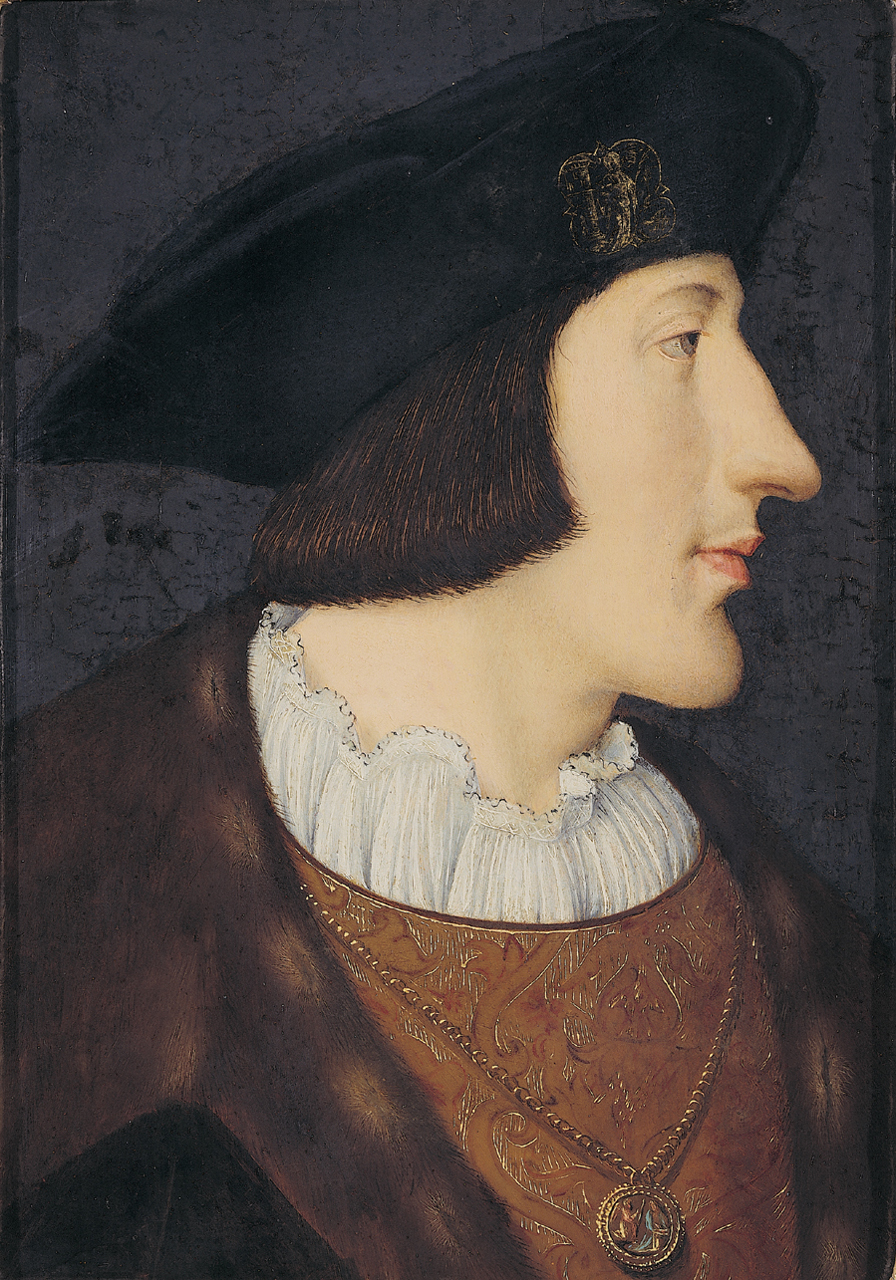
Charles III de Savoie, par Jean Clouet.
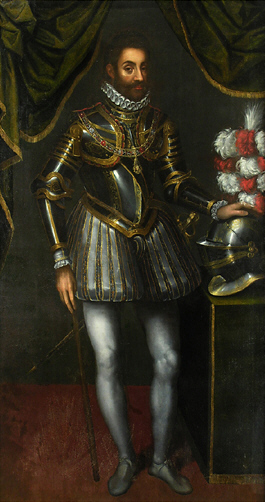
Emmanuel-Philibert de Savoie, par Scipione Pulzone (1544–1598).
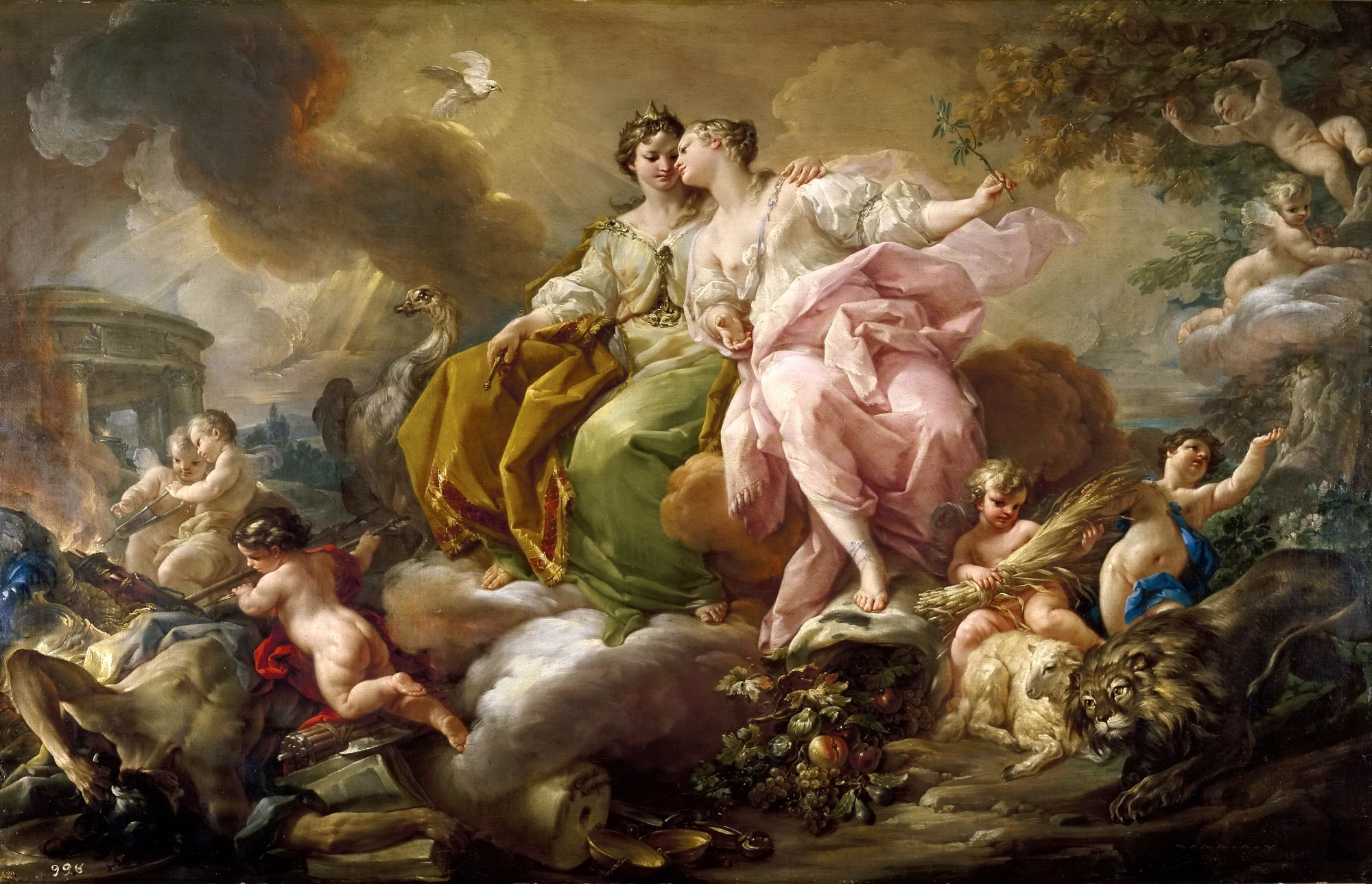
Allégorie de la Justice et de la Paix, par Corrado Giaquinto, qui travaille à la cour de Turin entre 1740 et 1741[11].
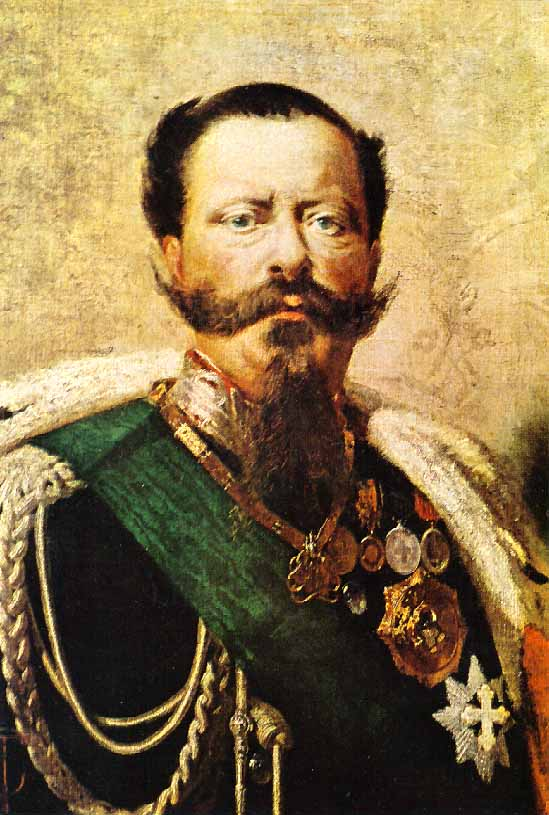
Victor Manuel II, par Tranquillo Cremona (1837-1878).

### Cour de Rímini (Malatesta)

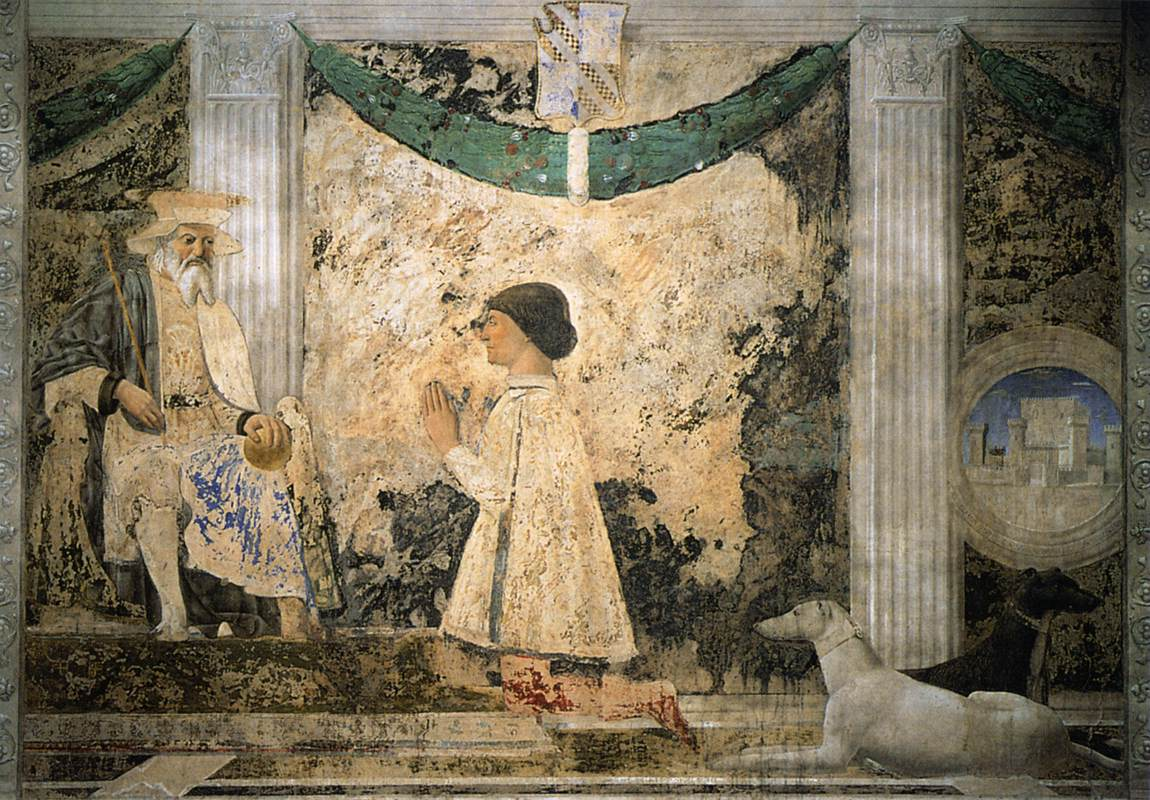
Segismundo Malatesta devant San Segismundo, par Piero della Francesca. Par la fenêtre circulaire est représenté le château de la famille Malatesta à Rimini.

### Cour de Ferrare (Este)
La maison d'Este exerce sa souveraineté sur les duchés de Ferrare et de Modène, et bénéficie de l'art des peintres de l'école de Ferrare (Benvenuto Tisi da Garofalo Francesco del Cossa, etc.).

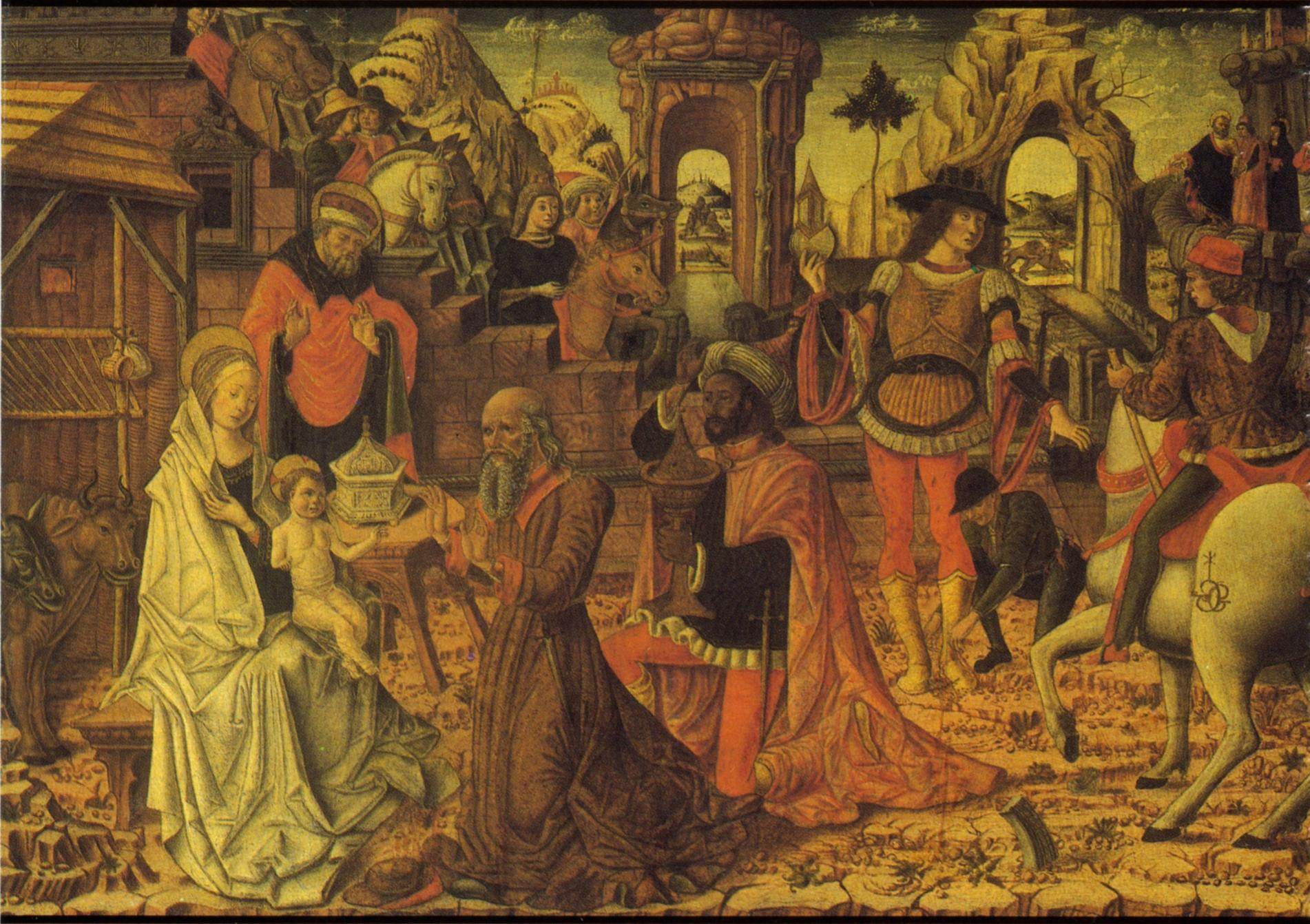
Adoration des rois mages, par Galasso Galassi (seconde moitié du XVe siècle)
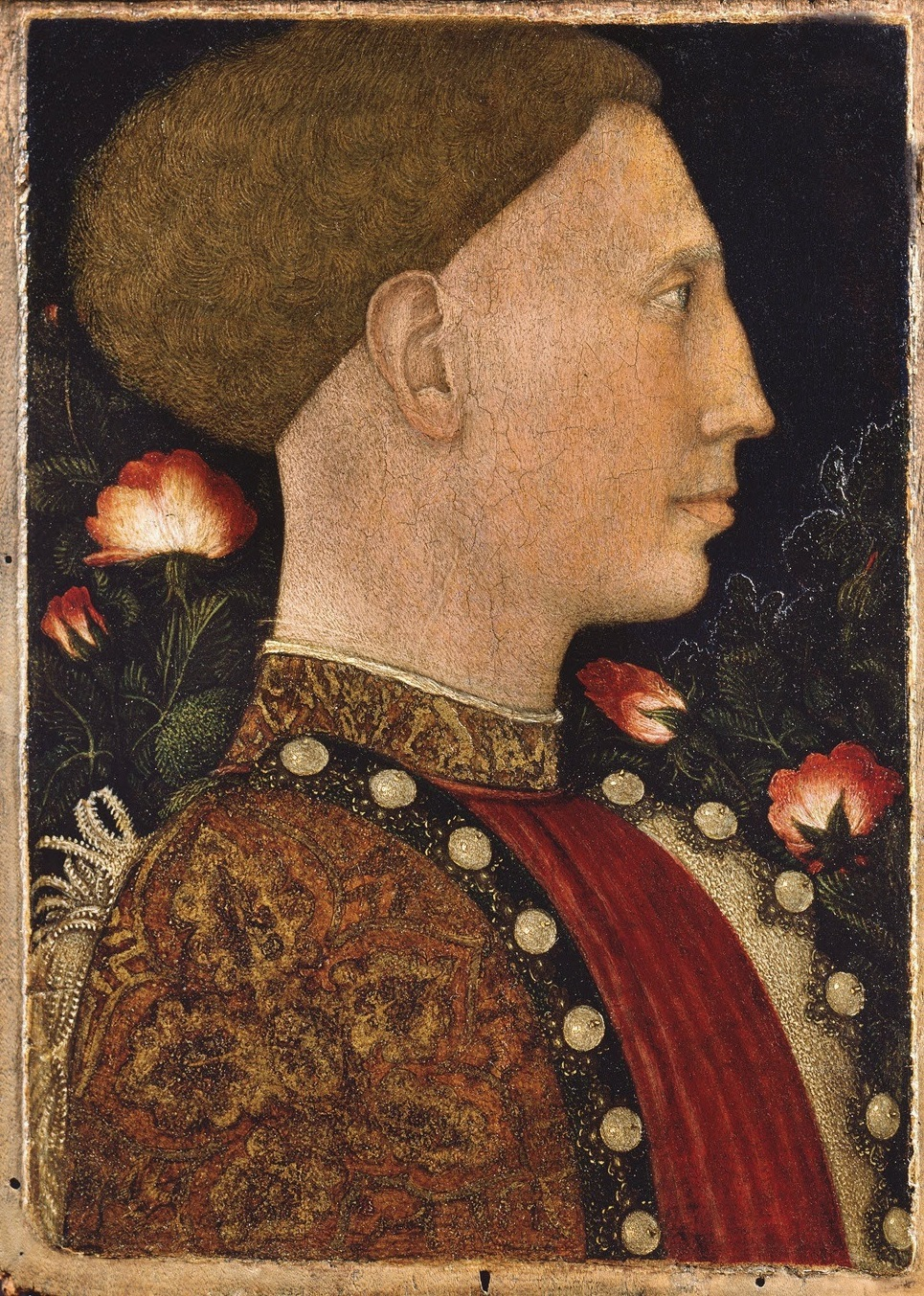
Portrait de Lionel d'Este, par Pisanello (1395-1455).

### Cour de Mantoue (Gonzague)

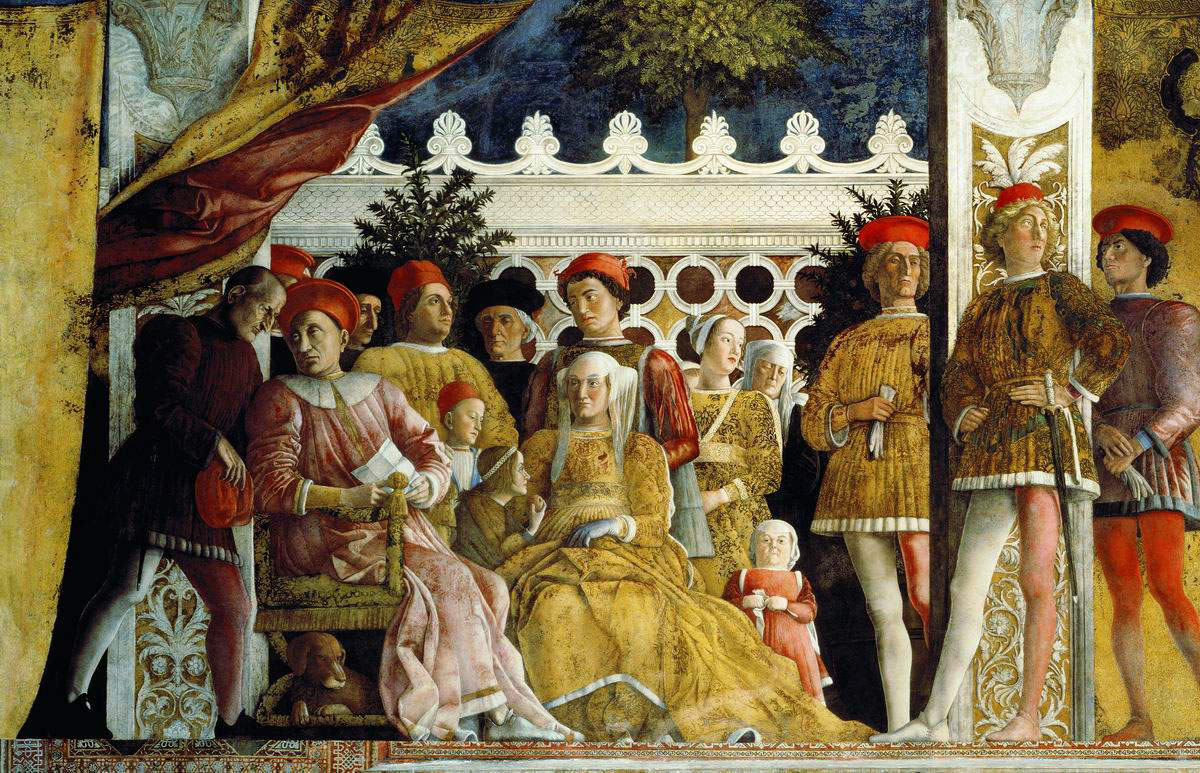
La cour des ducs de Mantoue représentée dans la salle La Chambre des Époux Andrea Mantegna (1431–1506).

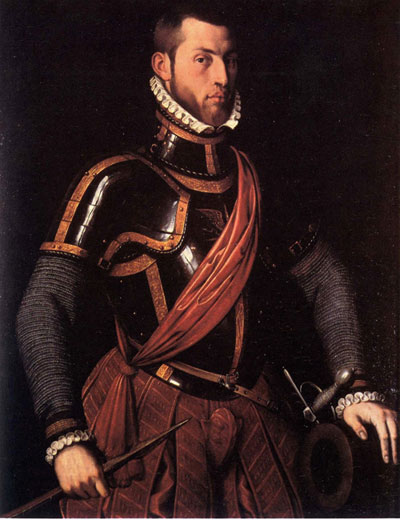
Vespasien Gonzague, par Antonio Moro (1520-1578).

La cour ducale de Mantoue établie par la famille de Gonzague est représentée par Andrea Mantegna entre 1471 et 1474 sur les fresques de la salle La Chambre des Époux, l'un des monuments de la peinture du Quattrocento.
Le duc Vespasien Ier crée à Sabbioneta, entre Mantoue et Parme, une ville nouvelle selon les critères de la Renaissance de la « cité idéale », et embauche Bernardino Campi pour les fresques du palais.

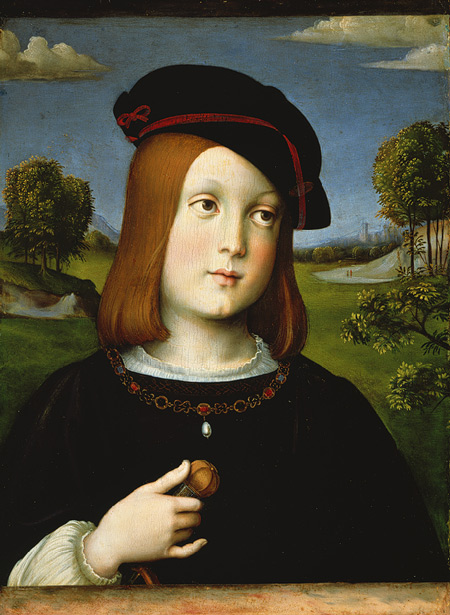
Frédéric II de Mantoue enfant, par Francesco Raibolini (c. 1450– 1517), appelé Francesco Francia.
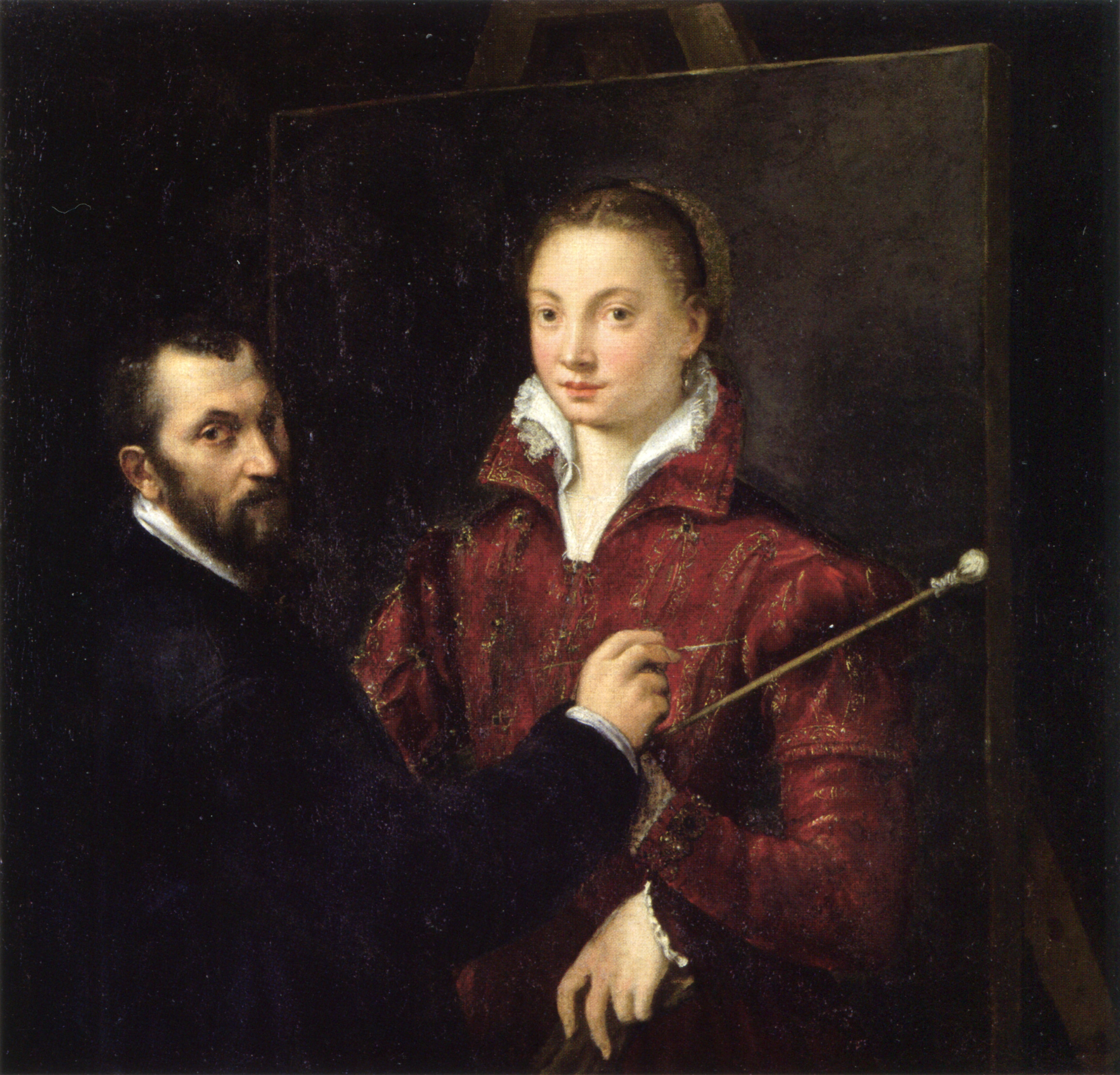
Bernardino Campi (1522 - 1591).
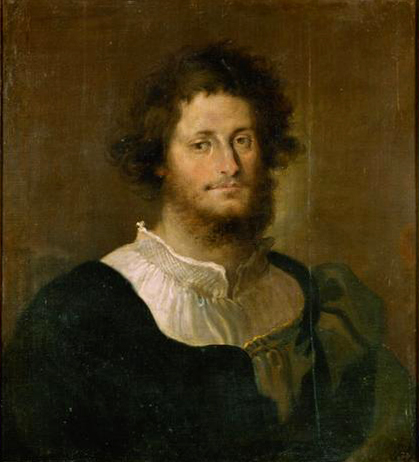
Un prince Gonzague, par Domenico Fetti (1588–1623).
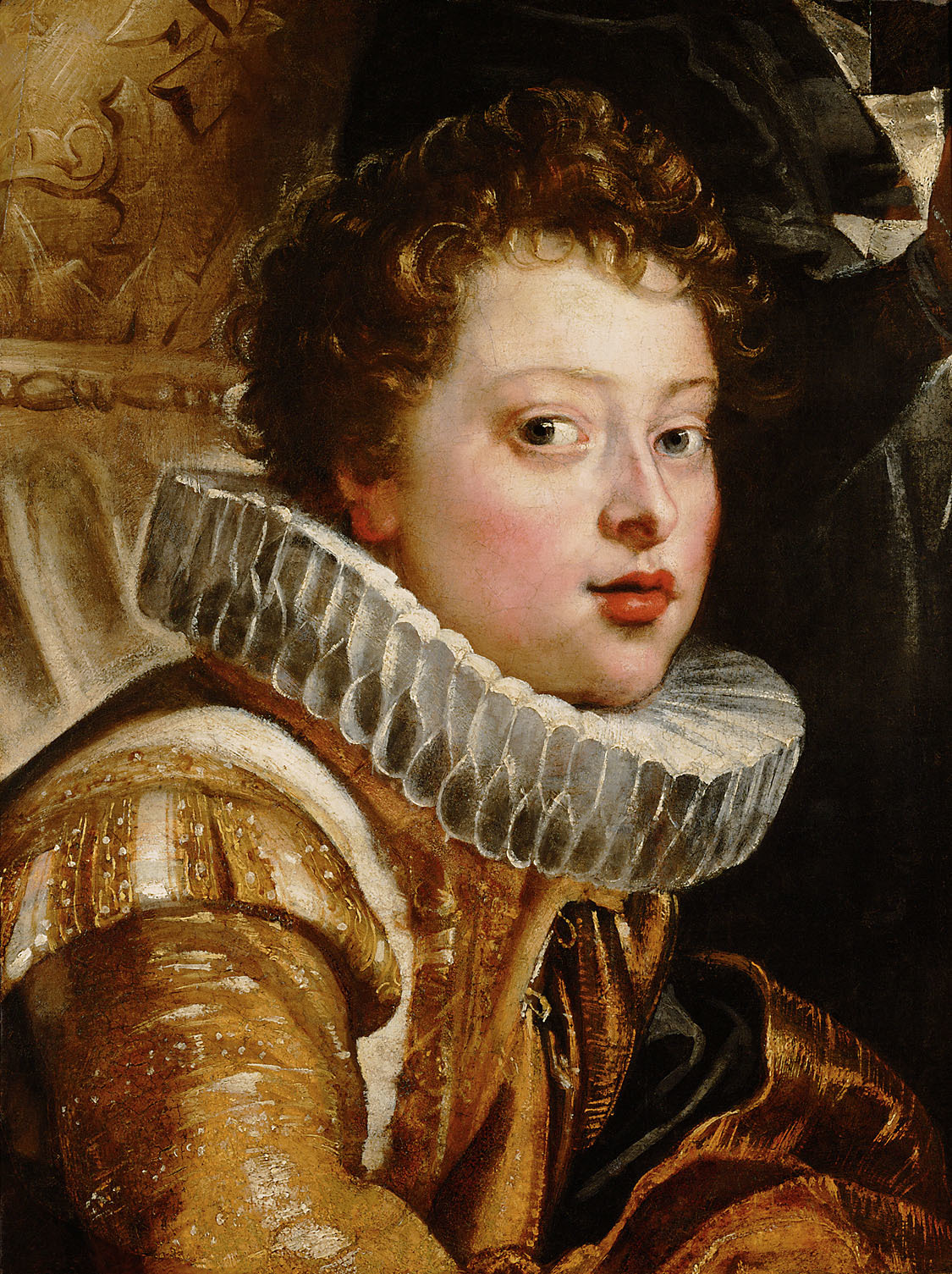
Vicenzo II Gonzague, par Rubens (réside à Mantoue entre 1600 et 1608).

### Cour de Milan (Visconti et Sforza)

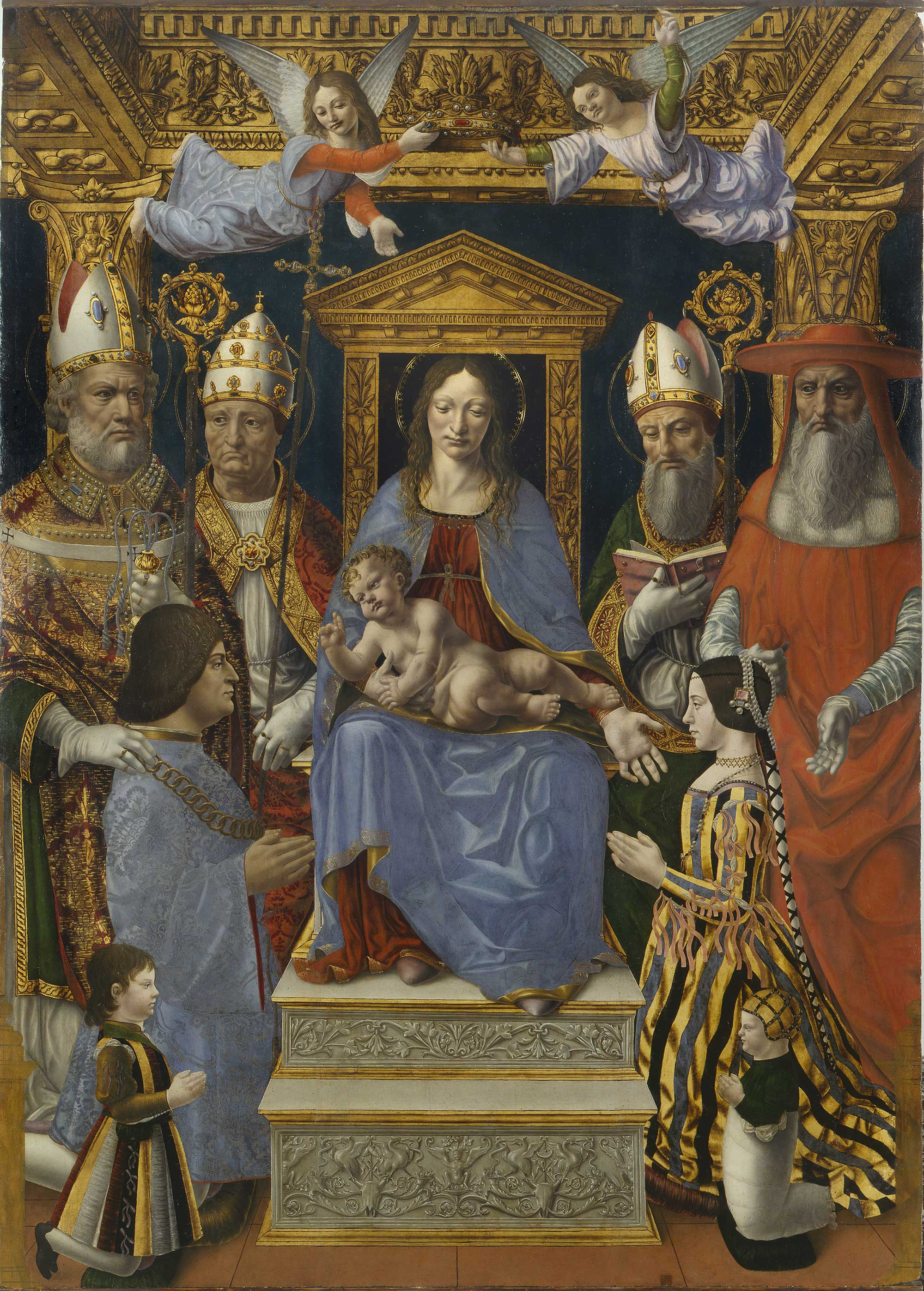
La Pala Sforzesca (1494, 1495), retable sur lequel apparaissent comme commanditaires le duc de Milan, sa femme et leurs enfants devant les pères de l'Église et la Vierge à l'Enfant.

Ludovico Sforza occupe la cour ducale de Milan, probablement la plus disputée par différentes dynasties qui peuvent faire valoir une quelconque revendication sur elle, tant italienne (les Visconti) que transalpine (les Valois de France et les Habsbourg espagnol-allemand-flamand), comme un moyen de légitimer par le prestige des arts leur précaire situation politique. Elle attire un échantillon remarquable d'artistes de toutes origines, comme le peintre sicilien Antonello da Messina et flamand Petrus Christus. Parmi eux se distingue Léonard de Vinci, bien que son activité n'est pas limitée au domaine de la peinture mais embrasse tous les champs du savoir, dont la conception de festivités et d'ingénierie militaire.

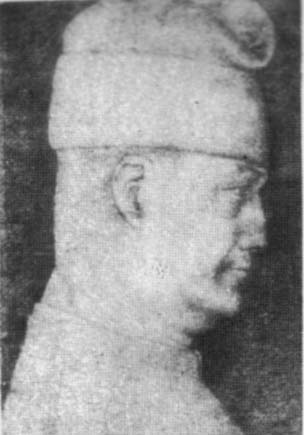
Filippo Maria Visconti, par Pisanello (1395-1455)
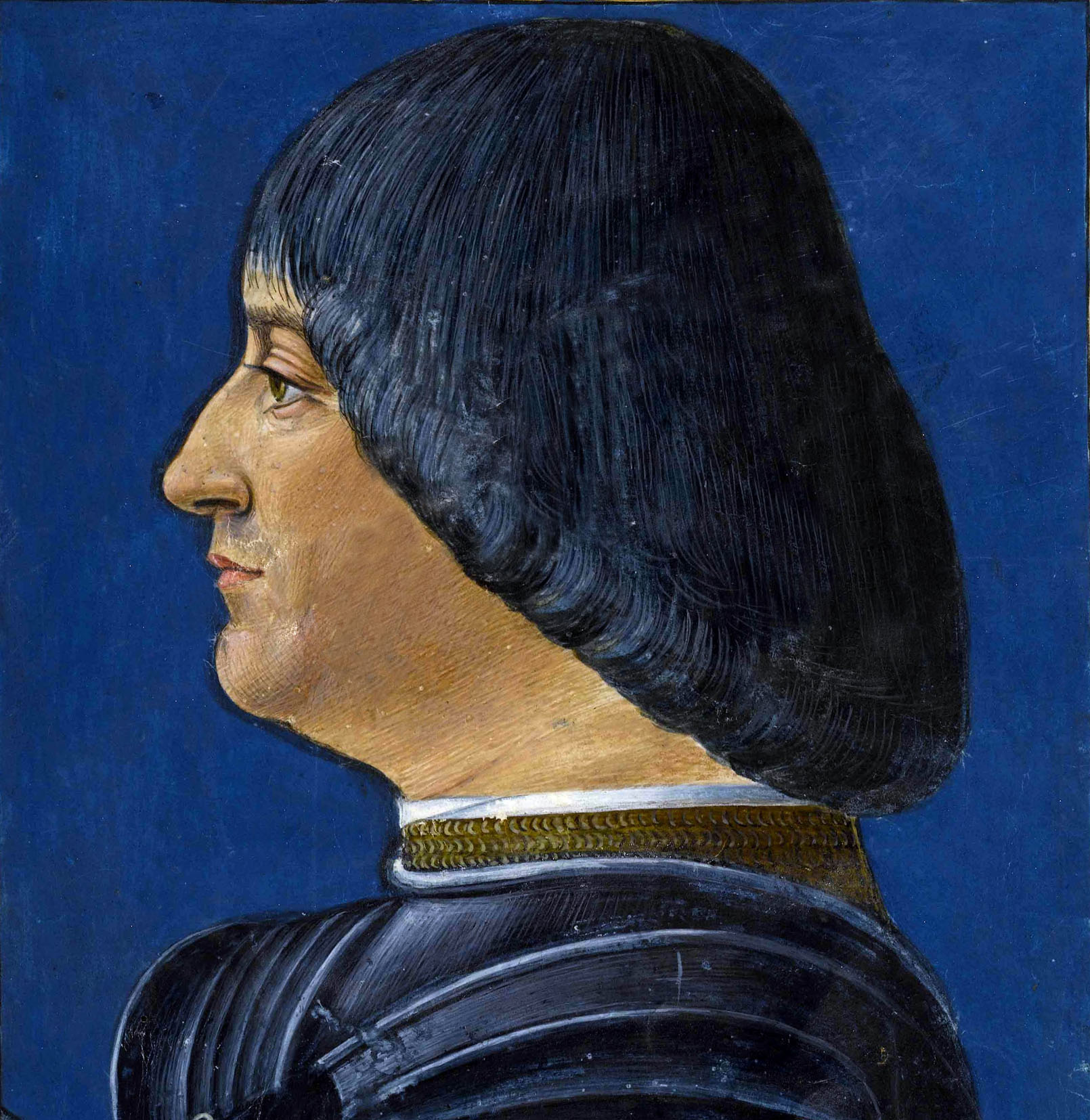
Ludovico Sforza « le More », par Ambrogio de Predis (1455-1508)
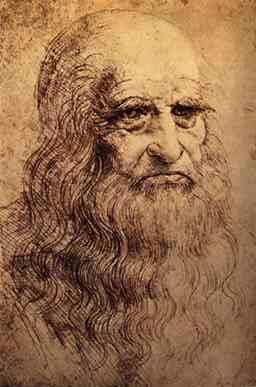
Léonard de Vinci (1452-1519)

### Cour de Bologne (Bentivoglio)

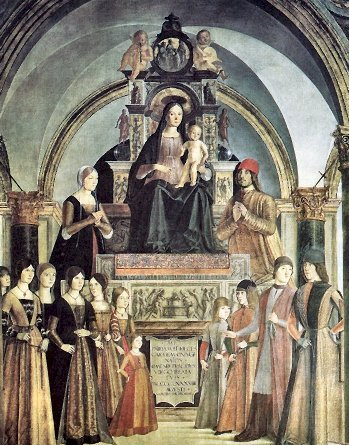
Retable Bentivoglio (1488), une « Vierge » qui représente les membres de la famille Bentivoglio en 1488, par Lorenzo Costa (1460-1535). Sous le même nom Pala Bentivoglio est également connue une « Conversation sacrée » de Francesco Francia, de dix ans postérieure (1498) dans laquelle sont représentés Anton Galeazzo y Alessandro Bentivoglio et le poète Girolamo Casio.

À Bologne les Bentivoglio, dirigeants de la ville durant le quattrocento, bénéficient de l'existence des premiers maîtres de l'école de Bologne pour leurs portraits de cour et toutes autres sortes de commandes, jusqu'à leur expulsion en 1506-1511 et la constitution définitive de la zone des États pontificaux.

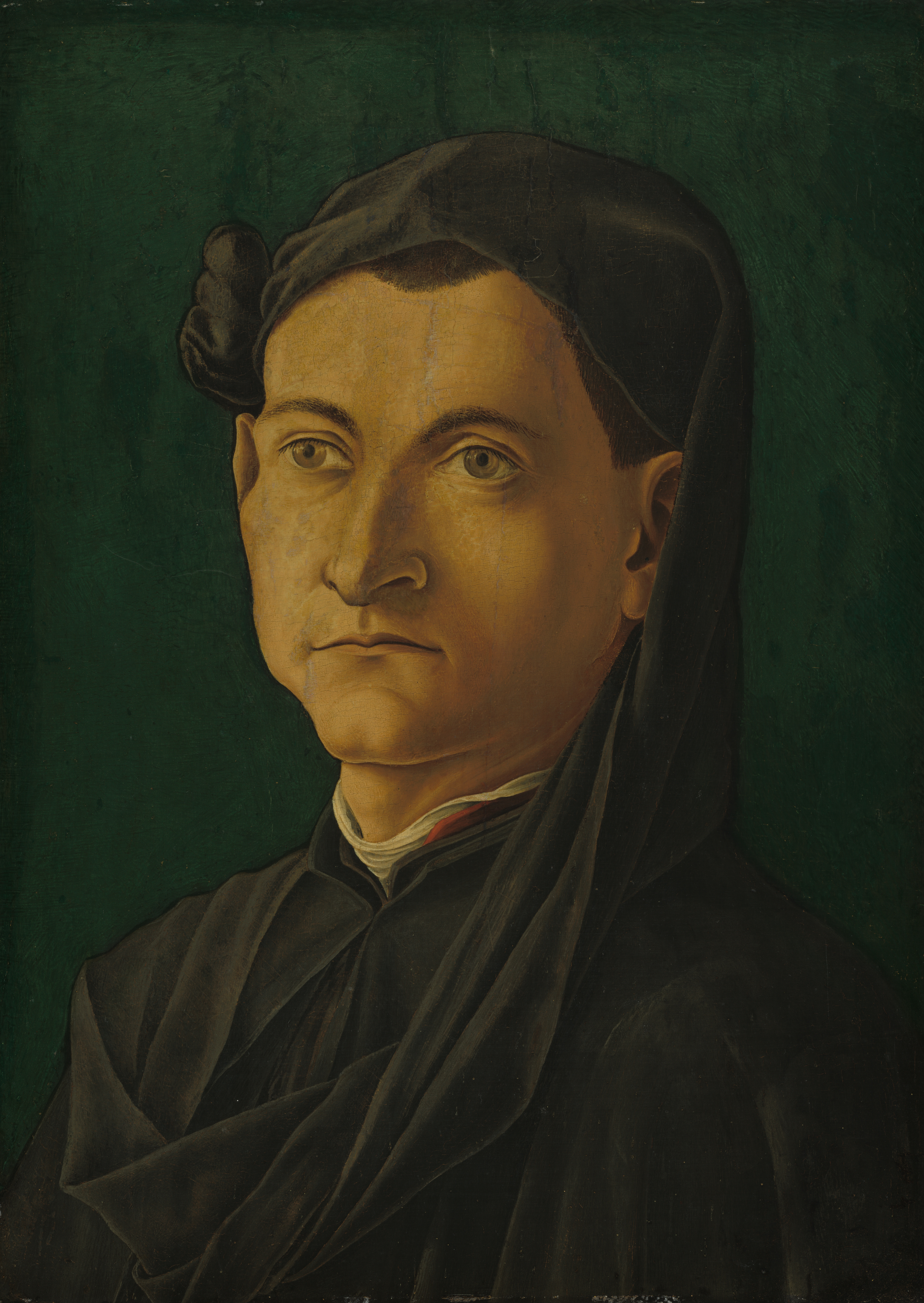
Portrait de cavalier, par Marco Zoppo (1433 - 1498).
Giovanni II Bentivoglio, par Ercole de Roberti (1451-1496).
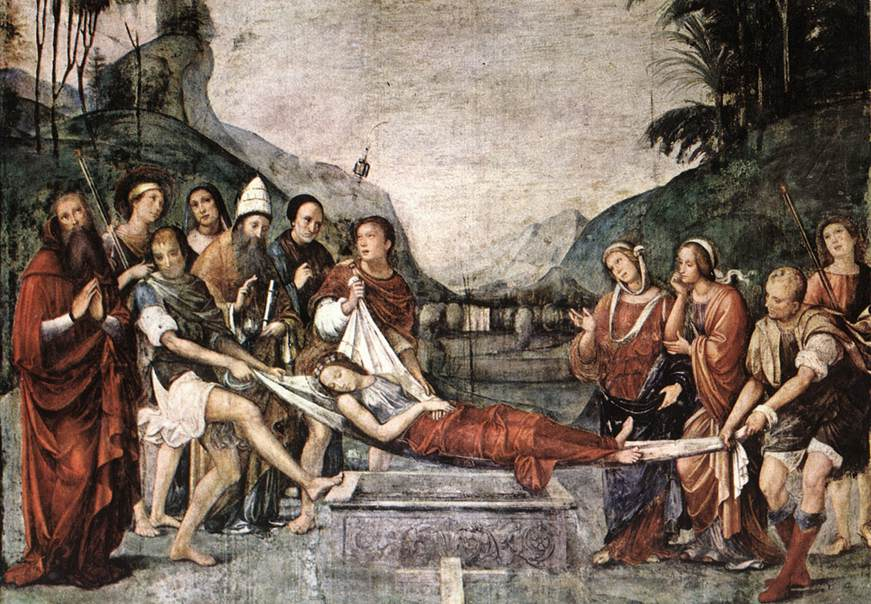
Enterrement de sainte Cécile, par Francesco Francia (1450-1517).
Saint Sébastien, par Amico Aspertini (1474-1552).

### Cour d'Urbino (Montefeltro)

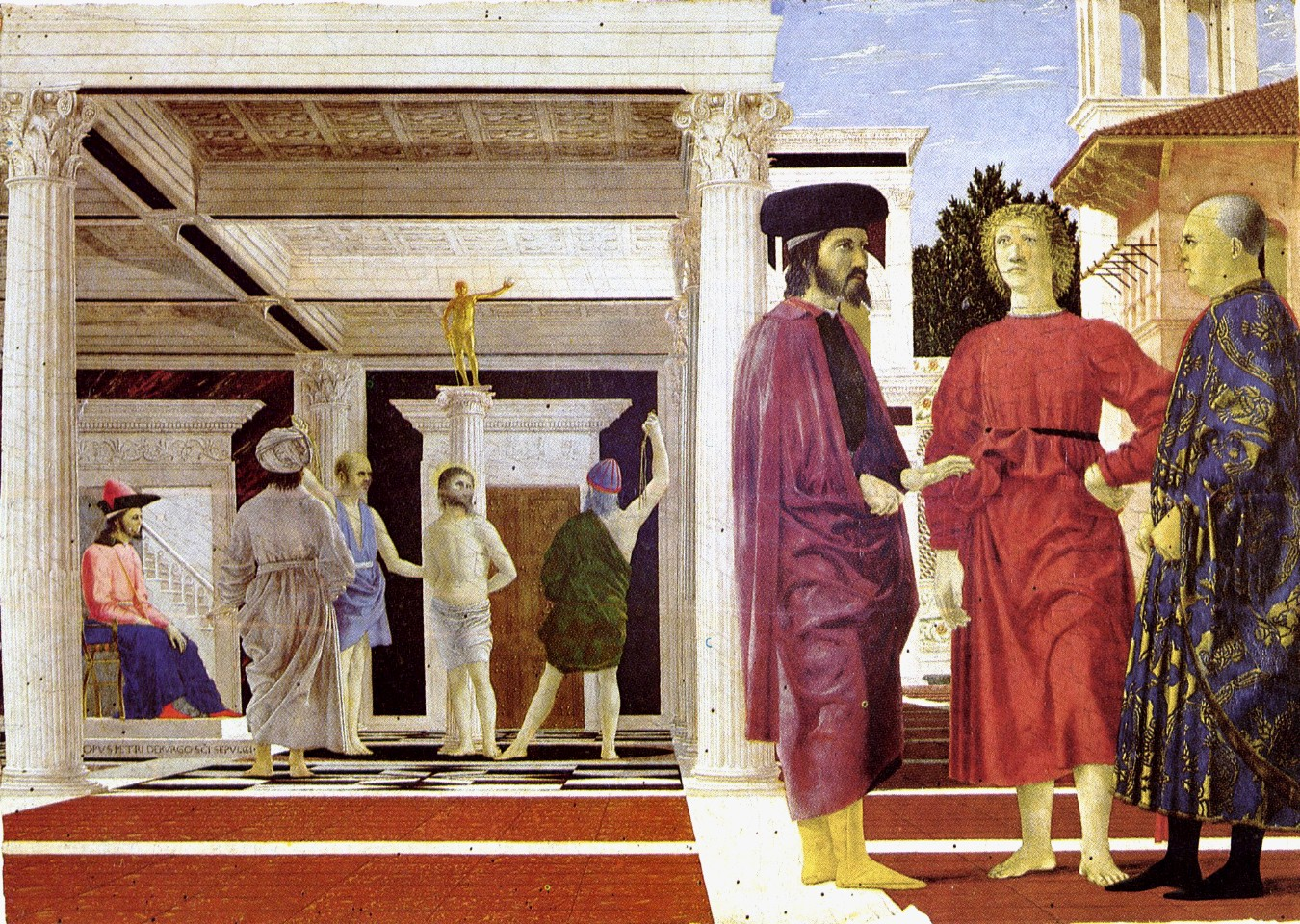
La Flagellation du Christ, de Piero della Francesca, œuvre à l'interprétation disputée qui cherche à associer divers épisodes historiques concernant la famille des Montefeltro. Les personnages au premier plan seraient Oddantonio, le comte d'Urbino, et son frère Guidobaldo, le fils de Federico. Federico, duc d'Urbino et modèle de della Francesca apparaît dans plusieurs autres œuvres de ce peintre, en particulier dans le panneau de l'autel de Brera.

Frédéric III de Montefeltro tient à Urbino une cour par laquelle passent beaucoup des grands peintres de l'époque, Italiens (comme Piero della Francesca ou Melozzo da Forli) et non Italiens (comme l'Espanol Pedro Berruguete ou le Flamand Joos van Wassenhove), qui travaillent dans le studiolo du palazzo ducale d'Urbino.

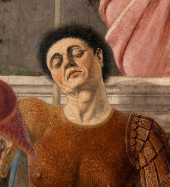
Piero della Francesca (1416-1492)
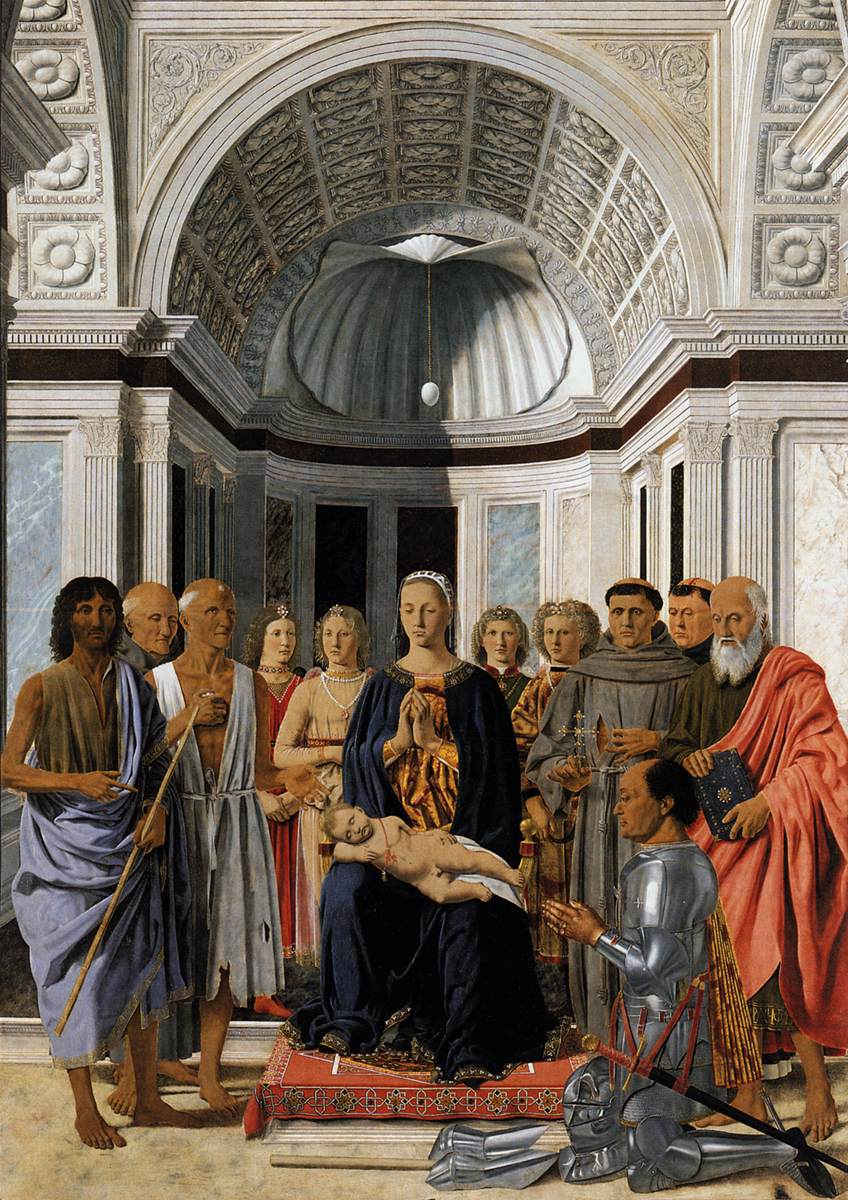
Pala de Brera, de Piero della Francesca.
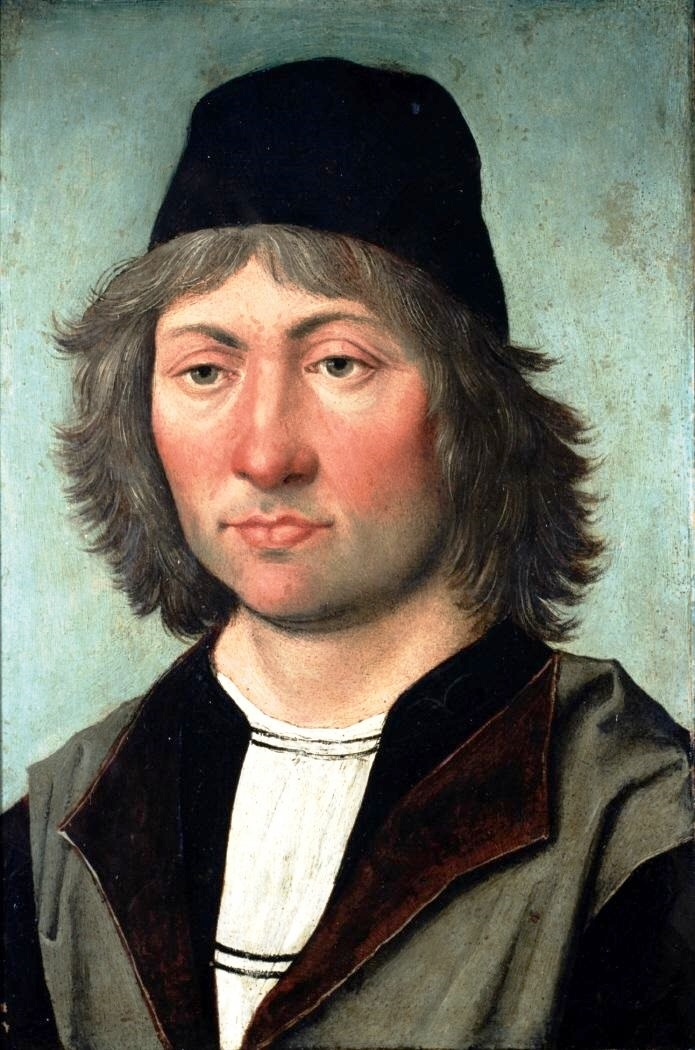
Pedro Berruguete (1450-1503)
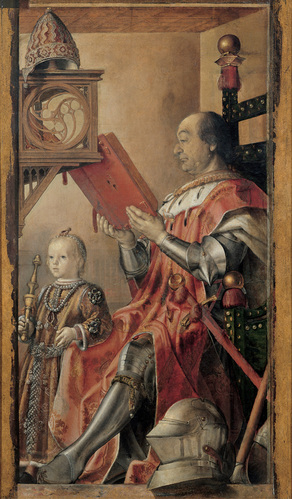
Le duc Federico da Montefeltro et son fils, dans le studiolo du palais Urbino[17].

### Cour de Florence (Médicis)

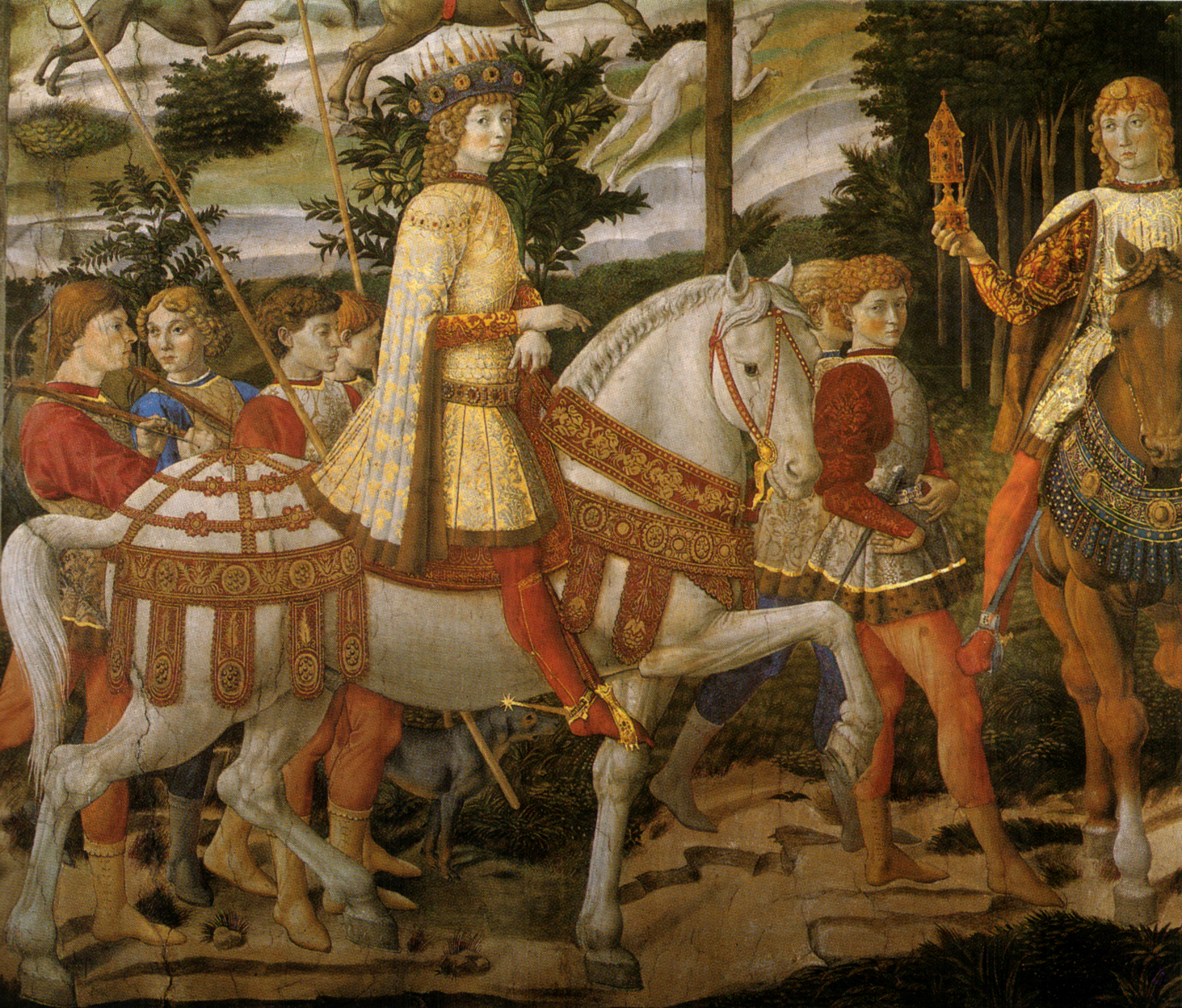
Laurent de Médicis, « le Magnifique », représenté entre les personnages du Cortège des rois mages de Benozzo Gozzoli (1420–1497). La commande, qui comprend des représentants des autres membres de la famille Médicis, devient par la grâce de Côme de Médicis, l'occasion de la célébration d'un concile à Florence.

La famille Médicis, la principale des familles patriciennes de Florence, a déjà montré sa capacité à exploiter les ressources du mécénat au cours du Quattrocento, à la fois dans sa ville et à Rome où elle occupe la charge papale (notamment avec Jules II, Michel-Ange et Raphaël, pour ne citer que deux peintres). Après plusieurs « restaurations » de la république, elle se rétablit comme dynastie sous une forme plus stable aux XVIe et XVIIe siècles sous la dénomination « ducs de Toscane ».
Les autres familles florentines, les Strozzi, les Tuornabuoni, les Ruccellai etc., rivalisent également dans le mécénat des arts. La maison de Pazzi est la principale rivale des Médicis.

Dante et Pétrarque, par Giovanni da Marco ou Giovanni del Ponte (1376-1437)
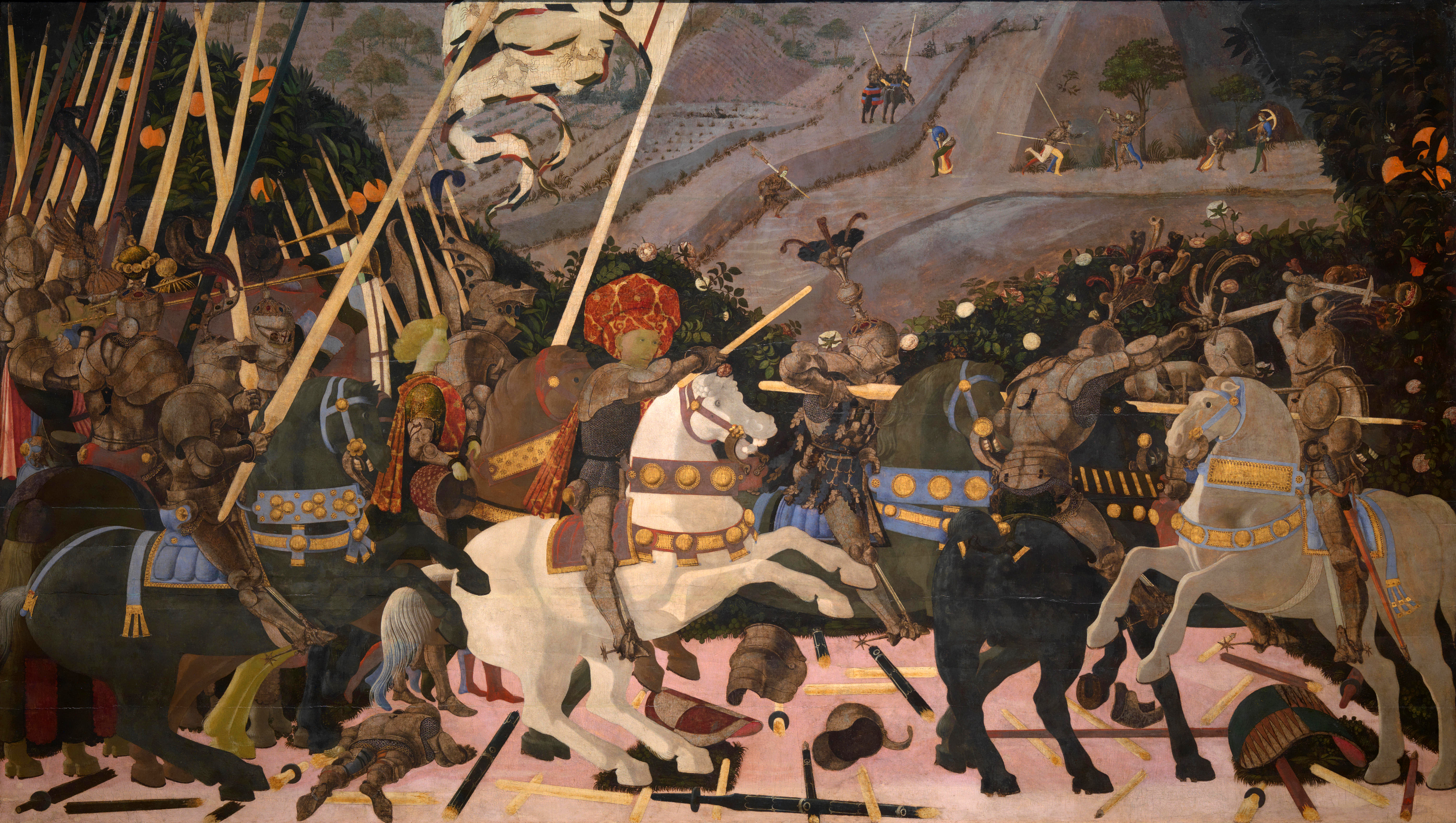
La Bataille de San Romano, par Paolo Uccello (1397-1475), para el palais Medici-Riccardi.
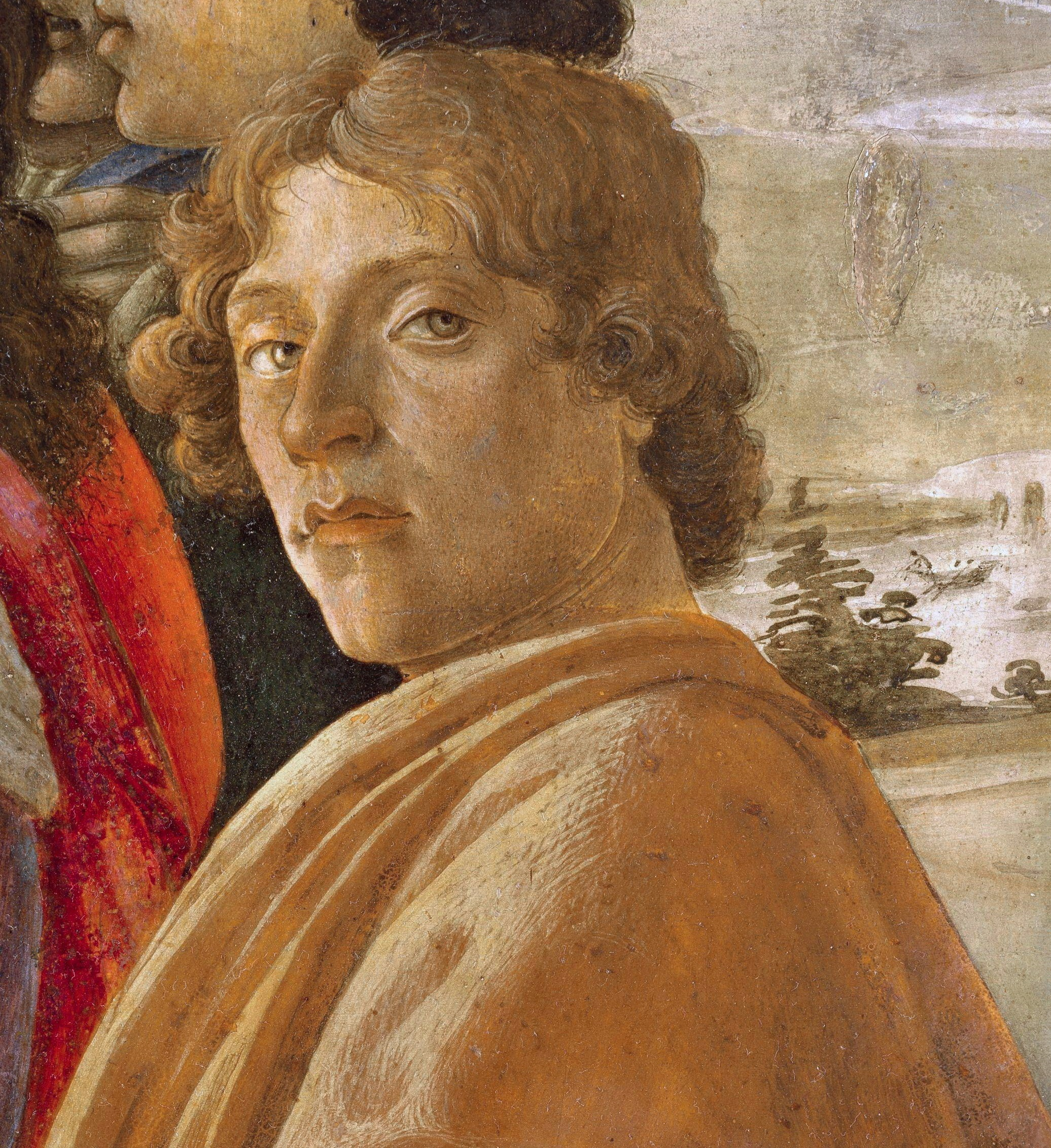
Sandro Botticelli (1445-1510)
Côme Ier de Médicis, par Bronzino (1503-1572)

### Cour de Parme (Farnese)
La Maison Farnèse établie à Parme une cour en étroite relation avec la cour pontificale romaine et la monarchie espagnole.

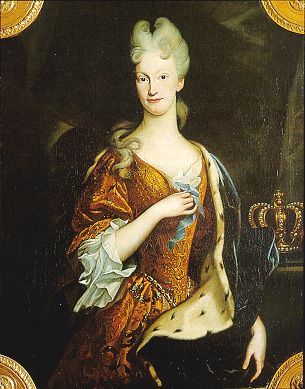
Élisabeth Farnèse, par Giovanni Maria delle Piane, il Molinaretto (1660-1745)
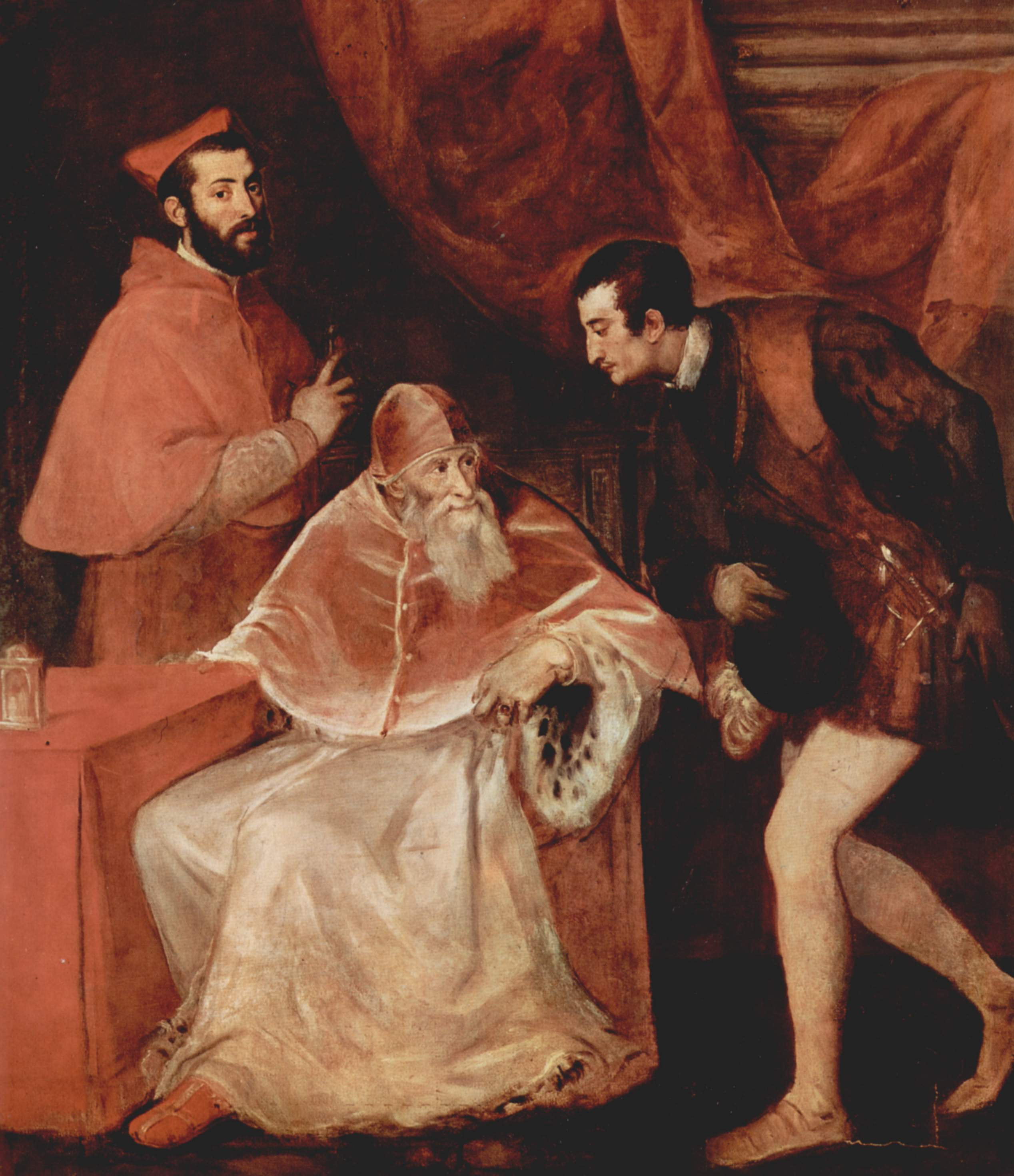
Le pape Paul III avec ses népotes, le cardinal Alexandre Farnèse et Octave Farnèse. Peinture de Titien (1546).

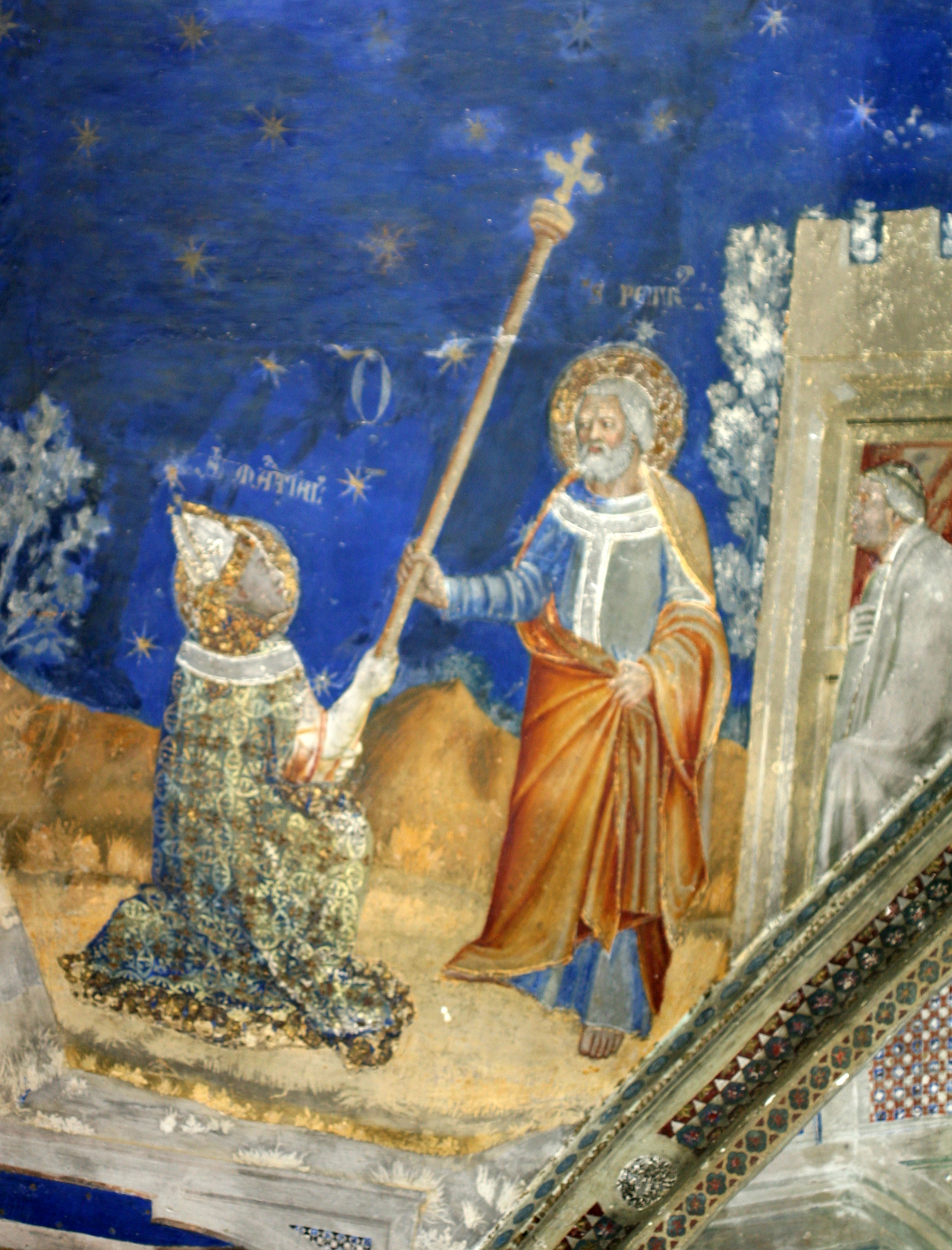
Saint Martial renvoie le personnel à San Pedro. Fresque du palais des papes d'Avignon.

## Cour papale (Avignon et Rome)
Le domaine territorial relativement étendu des États pontificaux et les substantiels revenus de tout l'Occident chrétien permettent au Saint-Siège de devenir le principal client des arts. Au cours du XIVe siècle, les papes séjournent de façon prolongée dans la ville française d'Avignon (péjorativement appelée « captivité d'Avignon »), qui se conclut avec le Grand Schisme d'Occident et leur retour à Rome.
Les familles aristocratiques romaines (Orsini, Colonna, etc.) maintiennent un patronage soutenu des arts pour le prestige de leurs propres cours de nobles et leur influence sur la cour pontificale, dont l'occupant se décide avec de longues manœuvres entrelacées (alliances matrimoniales, guerres, assassinats) à nommer des cardinaux parmi elles et toutes les autres familles nobles italiennes (Della Rovere —Sixte IV et Jules II, promoteurs successifs de la Chapelle Sixtine, le principal programme de la peinture de la Renaissance italienne — Médicis —Léon X, Clément VII et Léon XI—, Borghese -Paul V-, Aldobrandini -Clément VII-, etc.) en plus des charges de cardinal concédées à d'autres familles nobles des autres royaumes européens, en particulier français et espagnols (comme la famille Borgia de Valence).
À la fin du XVe siècle, de nombreux artistes formés à la cour des Médicis à Florence sont délogés par les guerres civiles successives qui conduisent à la révolte de Savonarole (1490, particulièrement destructeur pour la peinture), et déménagent à Rome, ce qui a pour conséquence le passage de la Renaissance italienne de sa « période florentine » à sa « période romaine ».

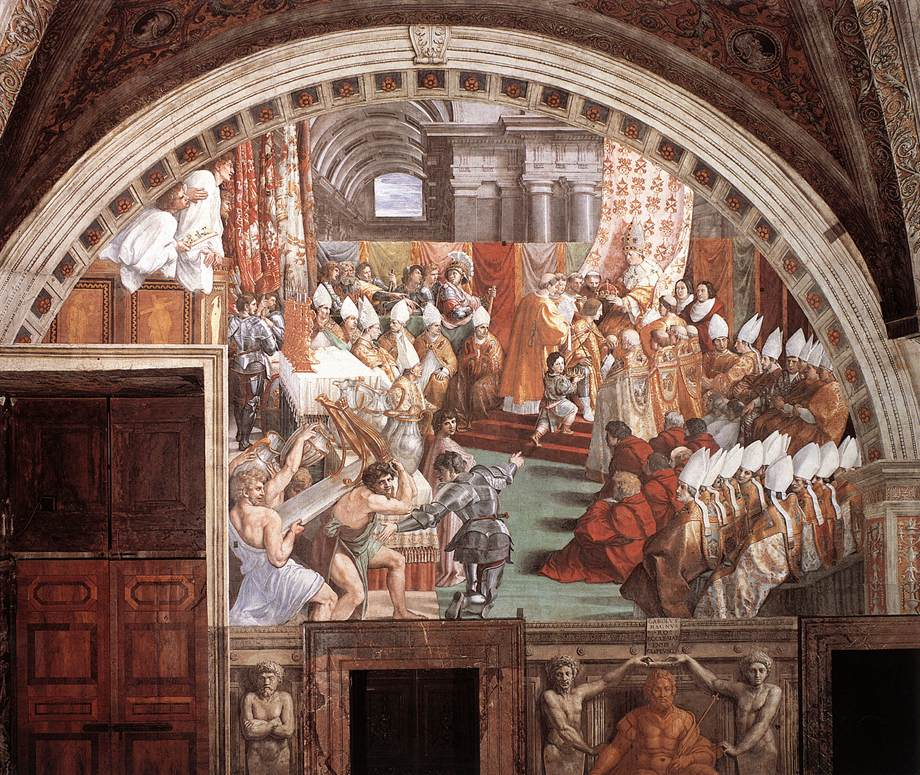
Couronnement de Charlemagne, une des fresques des chambres de Raphaël au Vatican.

## Cours d'Europe occidentale
En Europe occidentale, les monarchies féodales du Moyen Âge central sont renforcées après la crise de la fin du Moyen Âge et deviennent les sujets politiques déterminants comme monarchies autoritaires dont les territoires sont de dimensions bien plus grandes que les cités-États mais inférieures à celles des empires (dont la dernière tentative de formation est l'idée impériale de Charles Quint au début du XVIe siècle). Elles forment désormais les États-nations (Portugal, France, Angleterre, Espagne, Hollande). L'ère des Grandes découvertes qui ouvre l'époque moderne fait d'eux des acteurs clés du nouveau système-monde et dynamisent de façon radicale leurs sociétés, provoquant des changements idéologiques remarquables, tous dans la même direction : durant l'Ancien Régime, la monarchie absolue évolue vers la monarchie parlementaire. Le rôle que l'art, et essentiellement les peintres de cour, ont joué dans les cours de la Renaissance italienne, est résolument appliqué sur une plus grande échelle dans des projets politiques plus larges.

### Cour d'Espagne

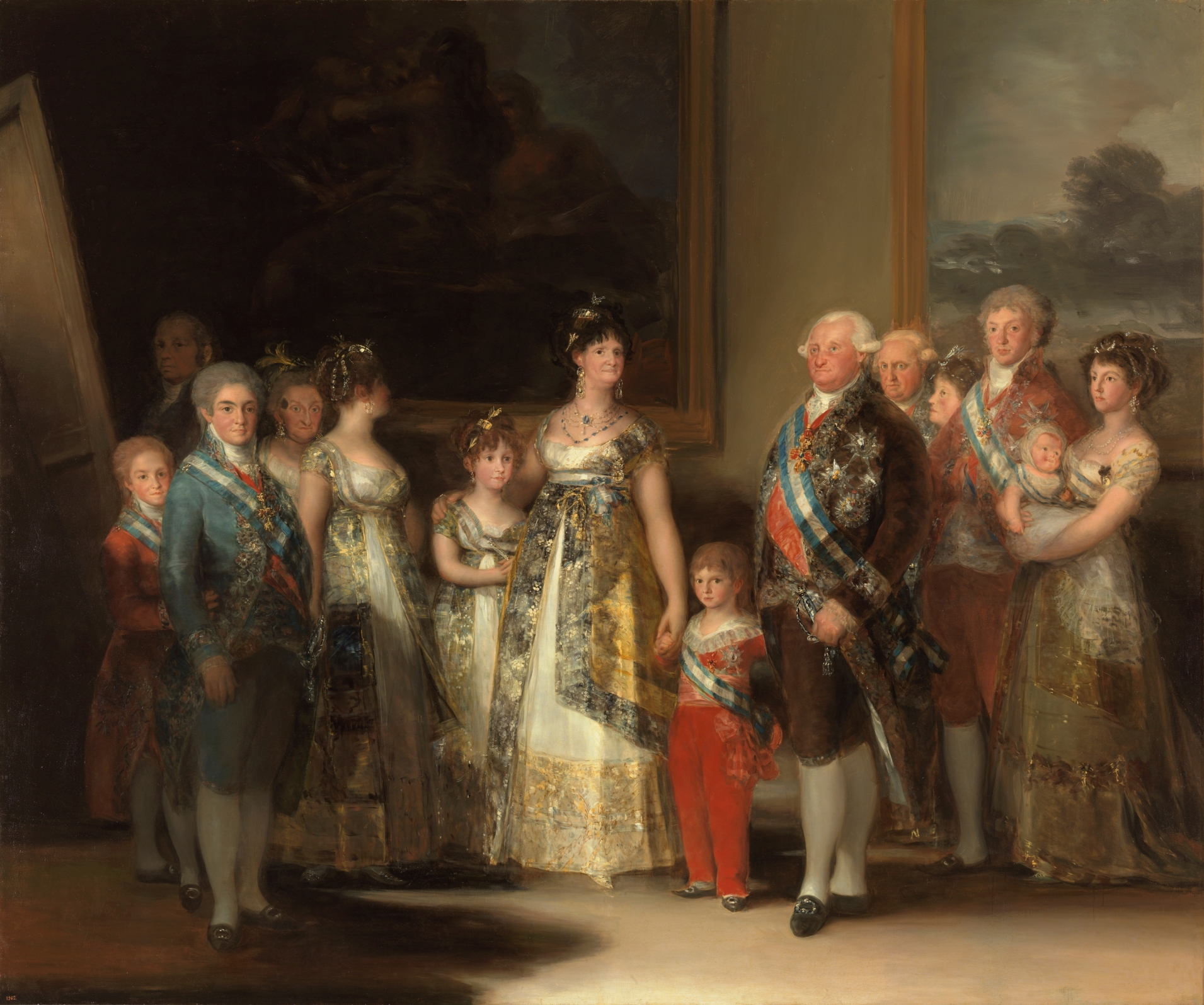
La Famille de Charles IV, par Goya, 1801. Avec des références explicites à Las Meninas, cette image représente la dernière génération des rois de l'Ancien Régime, et contrairement à d'autres versions précédentes (La famille de Philippe V} de Van Loo), le fait d'une manière sobre. Il a été suggéré que l'intention du peintre était de refléter les qualités morales négatives dans ses modèles mais les témoignages contemporains indiquent sa prétention à servir ses maîtres « de la meilleure façon possible ».

La maison de Trastamare, qui au cours des derniers siècles du Moyen Âge accède aux trônes des principaux royaumes chrétiens ibériques (Castille et Aragon), ne reste pas attachée à une cour fixe mais dispose d'une cour itinérante, qui sur le plan artistique, demeure dans le domaine de l'influence flamande et attire des artistes du Nord plutôt que de l'Italie.
Comme la monarchie catholique espagnole tient une position hégémonique en Europe depuis le XVIe siècle, la cour espagnole conserve la charge de « Peintre de cour » comme celle de peintre auquel le roi accorde le plus sa confiance et qui reçoit les principales commandes de la cour; elle accorde aussi le titre de « peintre du roi » à d'autres peintres, même s'ils ne peignent pas à la cour. Parfois, les titres sont accordés « à titre honoraire » (c'est-à-dire, sans le droit à un salaire). Habituellement, les artistes devenus peintres de la cour ont reçu des années auparavant le titre de « peintre du roi ». La charge peut être complétée par d'autres, comme c'est le cas pour Velázquez, ancien chambellan royal. Dans certains cas, ces peintres sont même invités à enseigner la peinture aux membres de la famille royale.
L'influence artistique décisive devient italienne mais néanmoins le goût personnel des rois Habsbourg continue à privilégier la peinture flamande. Plus précisément, Philippe II conserve une collection personnelle avec la présence exceptionnelle de Jérôme Bosch, alors que dans le programme pictural de l'Escurial est exigée la présence des peintres italiens qui semblent les plus prometteurs (Luca Cambiaso, Federico Zuccaro et Pellegrino Tibaldi). Le règne de Philippe IV est le point culminant du siècle d'or espagnol avec la présence simultanée à la cour d'Espagne de Rubens et Velázquez, une politique active d'acquisitions en Europe de tableaux et un programme de peinture confiée à une constellation d'artistes de la peinture baroque espagnole, comme on le voit au salon des royaumes. De toute évidence, la décadence espagnole (es) simultanée ne signifie par une retraite culturelle ou artistique. 
| Peintures de la cour des rois catholiques (1469-1516)                       | Peintures de la cour des rois catholiques (1469-1516) | Peintures de la cour des rois catholiques (1469-1516) |
| --------------------------------------------------------------------------- | ----------------------------------------------------- | --- |
|                                                                             |                                                       | |
| Fernando de Aragón, par Michael Sittow, llamado Melchior Alemán (1469-1525) | Isabel de Castilla, par Juan de Flandes (1560-1519)   | Francisco Fernández de Córdoba y Mendoza, par Fernando del Rincón (ca. 1460-?). Il serait le père d'Antonio del Rincón, aussi peintre des rois, mais l'identification est problématique. D'autres peintres de l'époque seraient Francisco Chacón et le maître Miguel (un des « peintres étrangers de la cour »). |

| Peintures de la cour de Charles Quint (1516-1556) | Peintures de la cour de Charles Quint (1516-1556) | Peintures de la cour de Charles Quint (1516-1556) |
| ------------------------------------------------- | ------------------------------------------------- | ------------------------------------------------- |
|                                                   |                                                   |                                                   |
| Titien (1477-1576)                                | Antonio Moro (1520-1577)                          | Diego de Arroyo (1498-1551).                      |

| Peintures de la cour de Philippe II (1556-1598) | Peintures de la cour de Philippe II (1556-1598) | Peintures de la cour de Philippe II (1556-1598)                           | Peintures de la cour de Philippe II (1556-1598)    | Peintures de la cour de Philippe II (1556-1598) |
| ----------------------------------------------- | ----------------------------------------------- | ------------------------------------------------------------------------- | -------------------------------------------------- | ----------------------------------------------- |
|                                                 |                                                 |                                                                           |                                                    |                                                 |
| Felipe II, par Antonio Moro                     | Juan Fernández Navarette "el mudo" (1526-1579)  | Isabelle-Claire-Eugénie d'Autriche, par Alonso Sánchez Coello (1531-1588) | Felipe II, par Juan Pantoja de la Cruz (1553-1608) | Sofonisba Anguissola (1532-1625)                |

| Peintures de la cour de Philippe III (1598-1621) | Peintures de la cour de Philippe III (1598-1621)              | Peintures de la cour de Philippe III (1598-1621)                                                                            | Peintures de la cour de Philippe III (1598-1621)           |
| ------------------------------------------------ | ------------------------------------------------------------- | --- | ---------------------------------------------------------- |
|                                                  |                                                               | |                                                            |
| Philippe III, par Juan Pantoja de la Cruz        | L'infante Margarita Francisca, par Santiago Morán (1571-1626) | Le cardinal infant Ferdinand d'Autriche avec les infants Alfonso et Margarita, par Bartolomé González y Serrano (1564-1627) | Juana de Salinas, par Rodrigo de Villandrando (1588-1622). |

| Peintures de la cour de Philippe IV (1621-1665) | Peintures de la cour de Philippe IV (1621-1665) | Peintures de la cour de Philippe IV (1621-1665)                        | Peintures de la cour de Philippe IV (1621-1665) |
| ----------------------------------------------- | ----------------------------------------------- | ---------------------------------------------------------------------- | ----------------------------------------------- |
|                                                 |                                                 |                                                                        |                                                 |
| Pierre Paul Rubens (1577-1640)                  | Diego Velázquez (1599-1660)                     | La famille du peintre, par Juan Bautista Martínez del Mazo (1605-1667) | Rois wisigoths, par Alonso Cano (1601-1667)     |

| Peintures de la cour de Charles II (1665-1700)         | Peintures de la cour de Charles II (1665-1700)          | Peintures de la cour de Charles II (1665-1700)              | Peintures de la cour de Charles II (1665-1700)                   | Peintures de la cour de Charles II (1665-1700)             |
| ------------------------------------------------------ | ------------------------------------------------------- | ----------------------------------------------------------- | ---------------------------------------------------------------- | ---------------------------------------------------------- |
|                                                        |                                                         |                                                             |                                                                  |                                                            |
| Charles II, par Sebastián Herrera Barnuevo (1619-1671) | Marie Louise d'Orléans, par Francisco Ricci (1614-1685) | Le duc de Pastrana, par Juan Carreño de Miranda (1614-1685) | Portrait de Antonio Palomino (1653-1726), par Juan Bautista Simó | L'hostie devant Charles II, par Claudio Coello (1642-1693) |

L'arrivée de la maison de Bourbon au XVIIIe siècle diversifie la provenance des peintres de cour.
| Peintures de la cour de Philippe V (1700-1746) et Louis Ier (1724) | Peintures de la cour de Philippe V (1700-1746) et Louis Ier (1724) | Peintures de la cour de Philippe V (1700-1746) et Louis Ier (1724) | Peintures de la cour de Philippe V (1700-1746) et Louis Ier (1724) |
| ------------------------------------------------------------------ | ------------------------------------------------------------------ | ------------------------------------------------------------------ | ------------------------------------------------------------------ |
|                                                                    |                                                                    |                                                                    |                                                                    |
| Felipe V, par Miguel Jacinto Meléndez (1679-1734)                  | La famille de Philippe V, par Jean Ranc (1674-1735)                | Louis-Michel van Loo (1707-1771)                                   | Louis I, par Michel-Ange Houasse (1680-1730)                       |

L'italien Corrado Giaquinto appelé à la cour d’Espagne en 1753, devient le Premier Peintre de la Chambre du roi de Ferdinand VI d'Espagne et directeur de l'Académie de san Fernando.
| Peintures de la cour de Ferdinand VI (1746-1759)          | Peintures de la cour de Ferdinand VI (1746-1759) | Peintures de la cour de Ferdinand VI (1746-1759)                                               |
| --------------------------------------------------------- | ------------------------------------------------ | ---------------------------------------------------------------------------------------------- |
|                                                           |                                                  |                                                                                                |
| Le marquis de la Ensenada, par Jacopo Amigoni (1682-1752) | Farinelli, par Corrado Giaquinto (1703-1766)     | Ferdinando VI comme protecteur des arts et des sciences, par Antonio González Ruiz (1711-1788) |

L'Aragonais Francisco de Goya sera point final de la peinture de l'ère moderne et signalant le début de la période contemporaine.
| Peintures de la cour de Charles III (1759-1788) | Peintures de la cour de Charles III (1759-1788)  | Peintures de la cour de Charles III (1759-1788)                       |
| ----------------------------------------------- | ------------------------------------------------ | --------------------------------------------------------------------- |
|                                                 |                                                  |                                                                       |
| Anton Raphael Mengs (1728-1779)                 | Retrato de Francisco Bayeu (1734-1795), par Goya | Charlotte-Joachime d'Espagne, par Mariano Salvador Maella (1739-1819) |

| Peintures de la cour de Charles IV (1788-1808) et José Bonaparte (1808-1814) | Peintures de la cour de Charles IV (1788-1808) et José Bonaparte (1808-1814) |
| ---------------------------------------------------------------------------- | ---------------------------------------------------------------------------- |
|                                                                              |                                                                              |
| Francisco de Goya (1746-1828)                                                | Campomanes, par Antonio Carnicero Mancio (1748-1814)                         |

| Peintures de la cour de Ferdinand VII (1814-1833) | Peintures de la cour de Ferdinand VII (1814-1833) | Peintures de la cour de Ferdinand VII (1814-1833)   | Peintures de la cour de Ferdinand VII (1814-1833) |
| ------------------------------------------------- | ------------------------------------------------- | --------------------------------------------------- | ------------------------------------------------- |
|                                                   |                                                   |                                                     |                                                   |
| Fernando VII, par Francisco de Goya               | Vicente López (1772-1850)                         | Cincinnatus, par Juan Antonio de Ribera (1779-1860) | Bartolomé Montalvo (1769-1846)                    |

| Peintures de la cour de Isabelle II (1833-1868) | Peintures de la cour de Isabelle II (1833-1868) | Peintures de la cour de Isabelle II (1833-1868) | Peintures de la cour de Isabelle II (1833-1868)    | Peintures de la cour de Isabelle II (1833-1868) |
| ----------------------------------------------- | ----------------------------------------------- | ----------------------------------------------- | -------------------------------------------------- | ----------------------------------------------- |
|                                                 |                                                 |                                                 |                                                    |                                                 |
| María Cristina, par Vicente López               | Valentín Carderera (1796-1880)                  | Federico de Madrazo (1815-1894)                 | Pedro I, par Joaquín Domínguez Bécquer (1817-1879) | Carlos Luis de Ribera y Fieve (1815-1891)       |

### Cour de Bourgogne, de Flandres ou de Bruxelles et néerlandaise

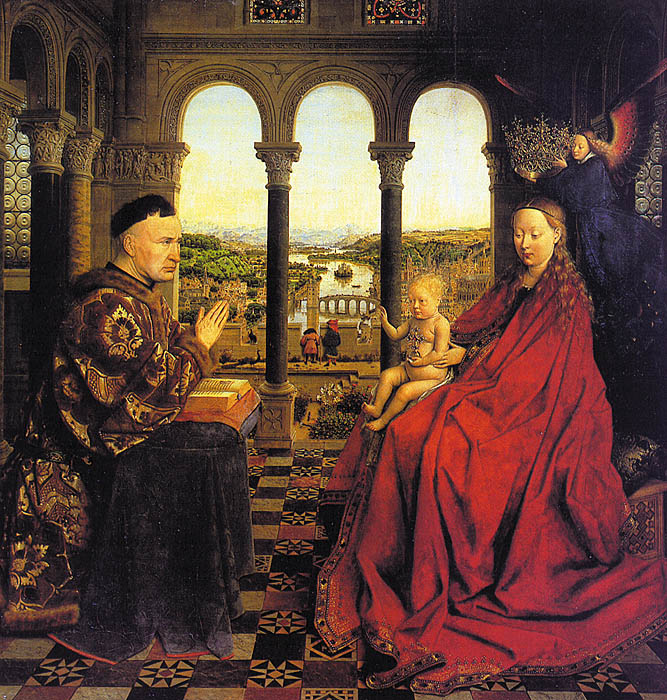
La Vierge du chancelier Rolin, par Jan van Eyck (1390-1441), pintor de la corte borgoñona de Philippe le Bon, trasladada de Dijon a Flandes.

Le territoire qui a reçu de l'historiographie la dénomination ambigüe de Pays-Bas ou Flandre, lié au duché de Bourgogne, devient possession des Habsbourg par le mariage de Maximilien Ier du Saint-Empire avec Marie de Bourgogne. La capitale, Bruxelles, et autres cités flamandes comme Bruges et Malines, sont de façon discontinue sous la domination de gouverneurs, souverains ou non, qui conservent une cour de grande importance artistique, bénéficiant de l'extraordinaire vitalité de l'école flamande de peinture, second foyer de la renaissance européenne après l'Italie. Certains des plus grands artistes, tels que Roger van der Weyden, ne sont pas strictement peintres « de cour » mais appartiennent au conseil de Bruxelles (Stad scildere).

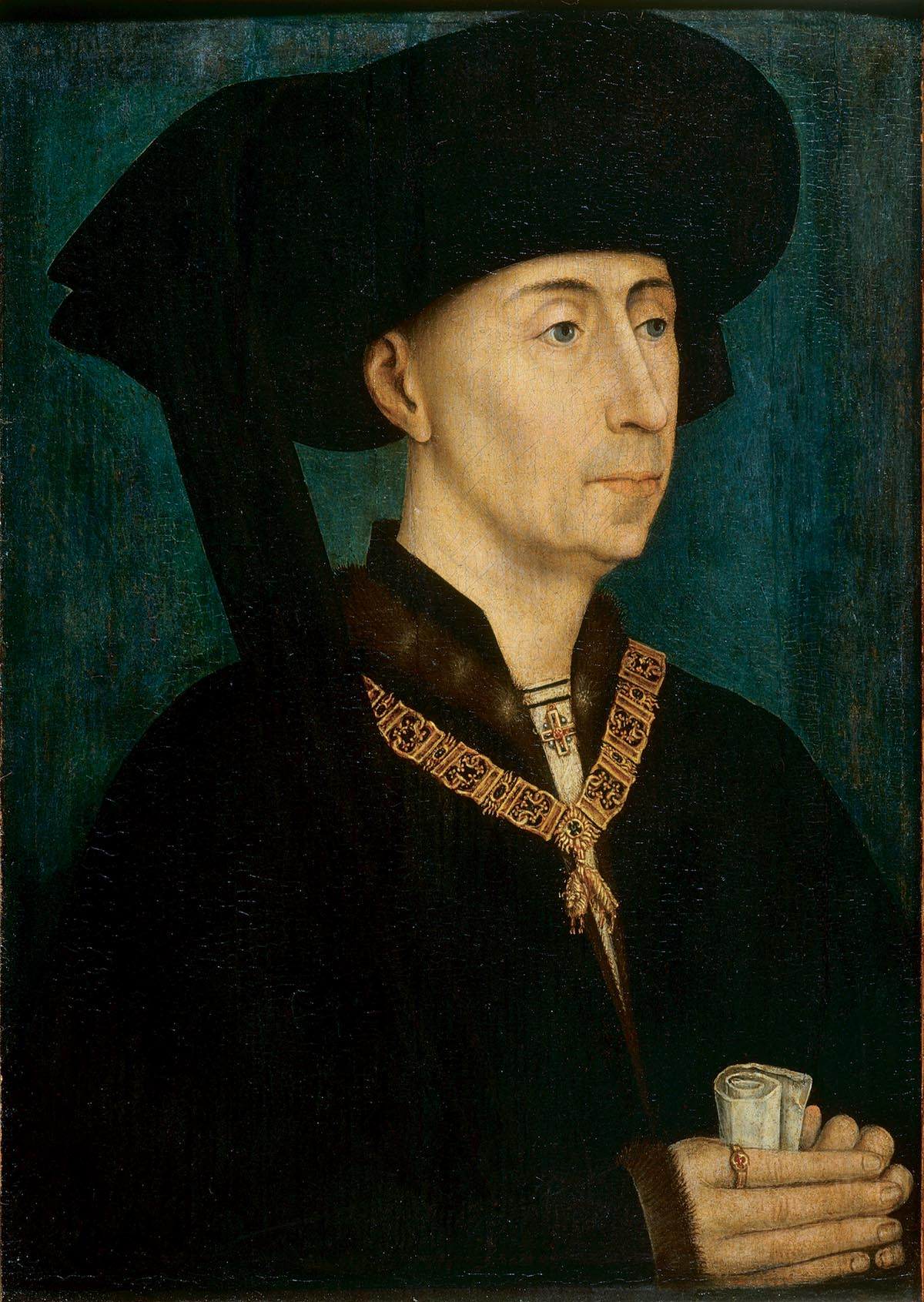
Philippe le Bon, par Roger van der Weyden (1399-1464)
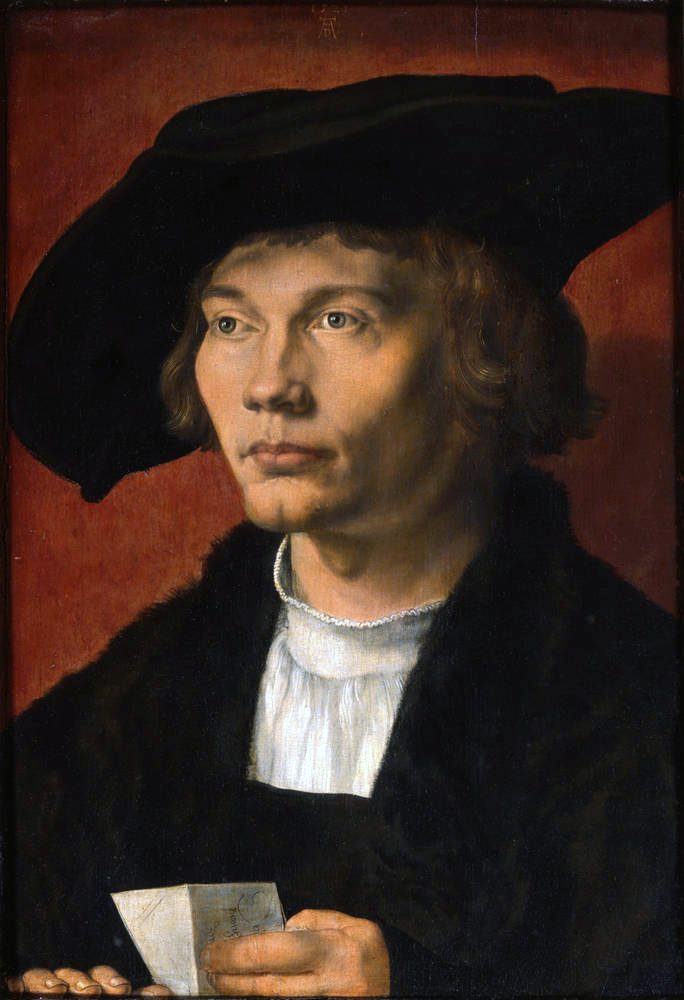
Bernaert van Orley (1488-1541), portrait par Albrecht Dürer[31].
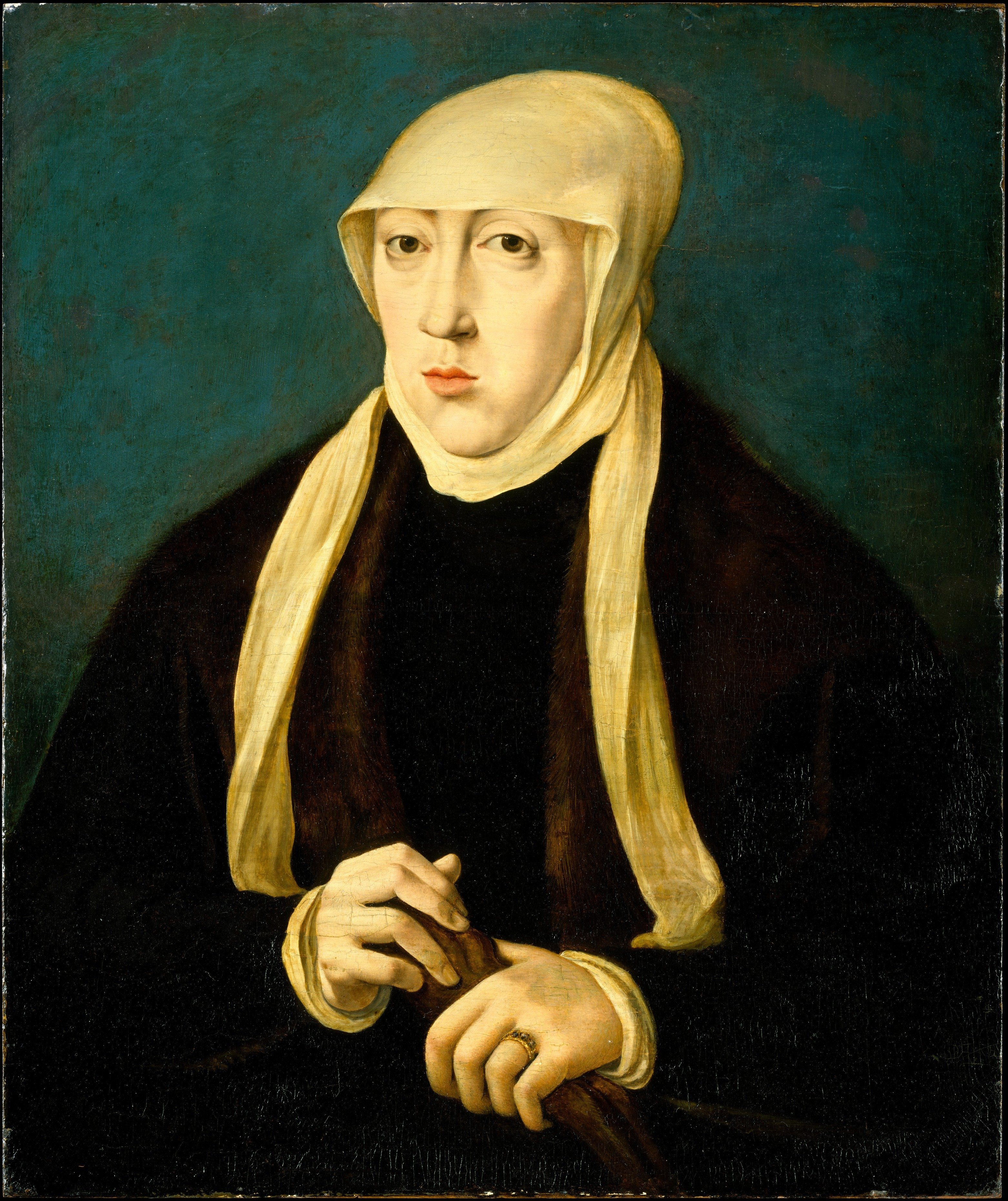
Marie de Hongrie, reine de Hongrie et régente des Pays-Bas, par Jan Cornelisz Vermeyen (1500–1559), également peintre à la cour à Malines de la regente Marguerite d'Autriche et de Charles Quint lui-même, documente l'expédition à Tunis de 1535[32].
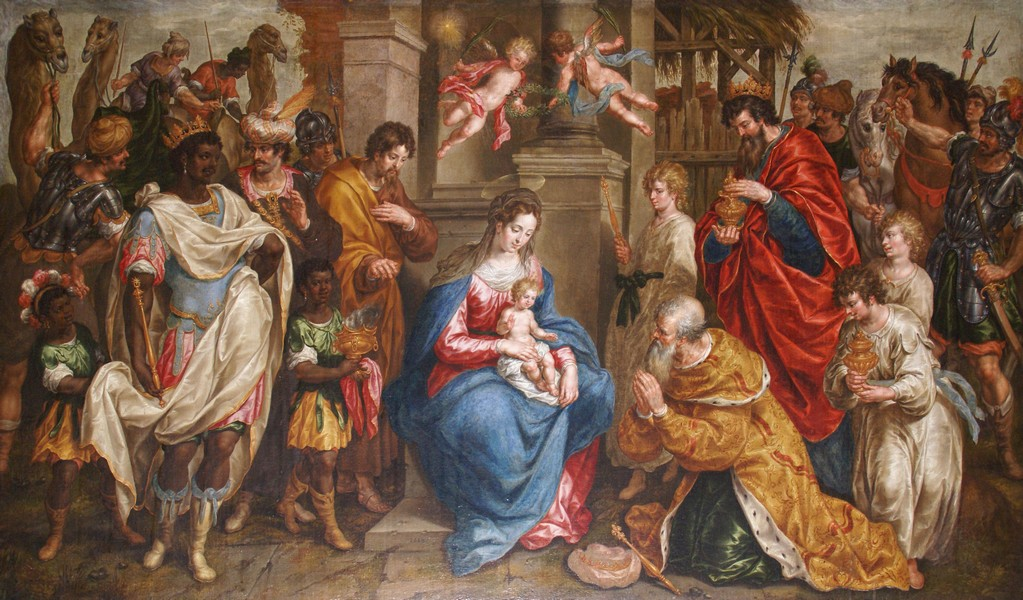
Adoration des rois mages, de Hendrick de Clerck (1570–1630)[33].
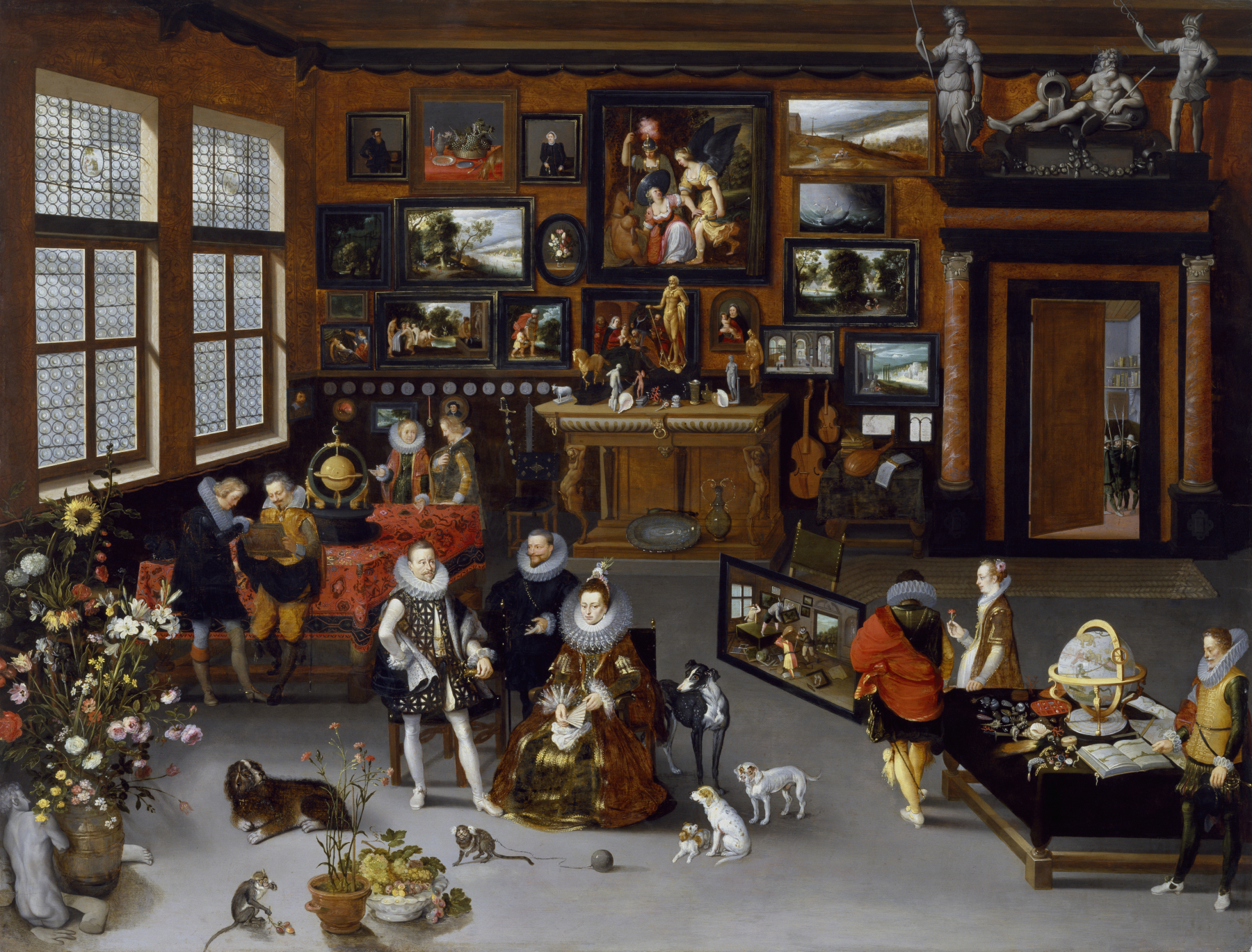
Les archiducs Isabel Clara Eugenia et Albert visitent un cabinet d'art, par Jan Brueghel l'Ancien (1568-1625) et Hieronymous Francken II (1578–1623).
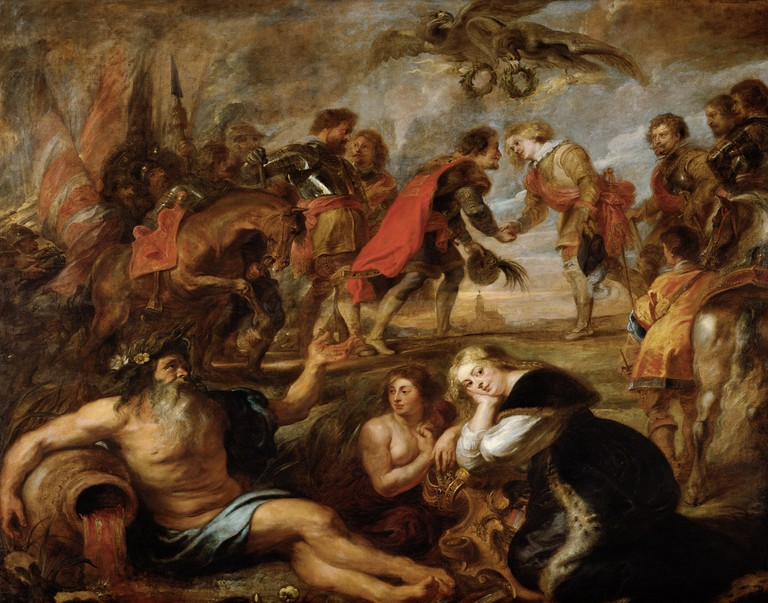
Rencontre entre le cardinal-infant et Ferdinand de Hongrie à la bataille de Nördlingen, Pierre Paul Rubens (1577-1640).
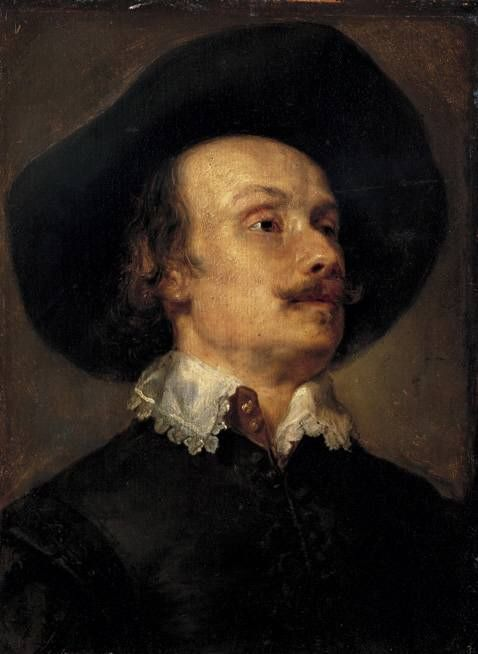
Pieter Snayers (1592-1667), portrait par Anton van Dyck.
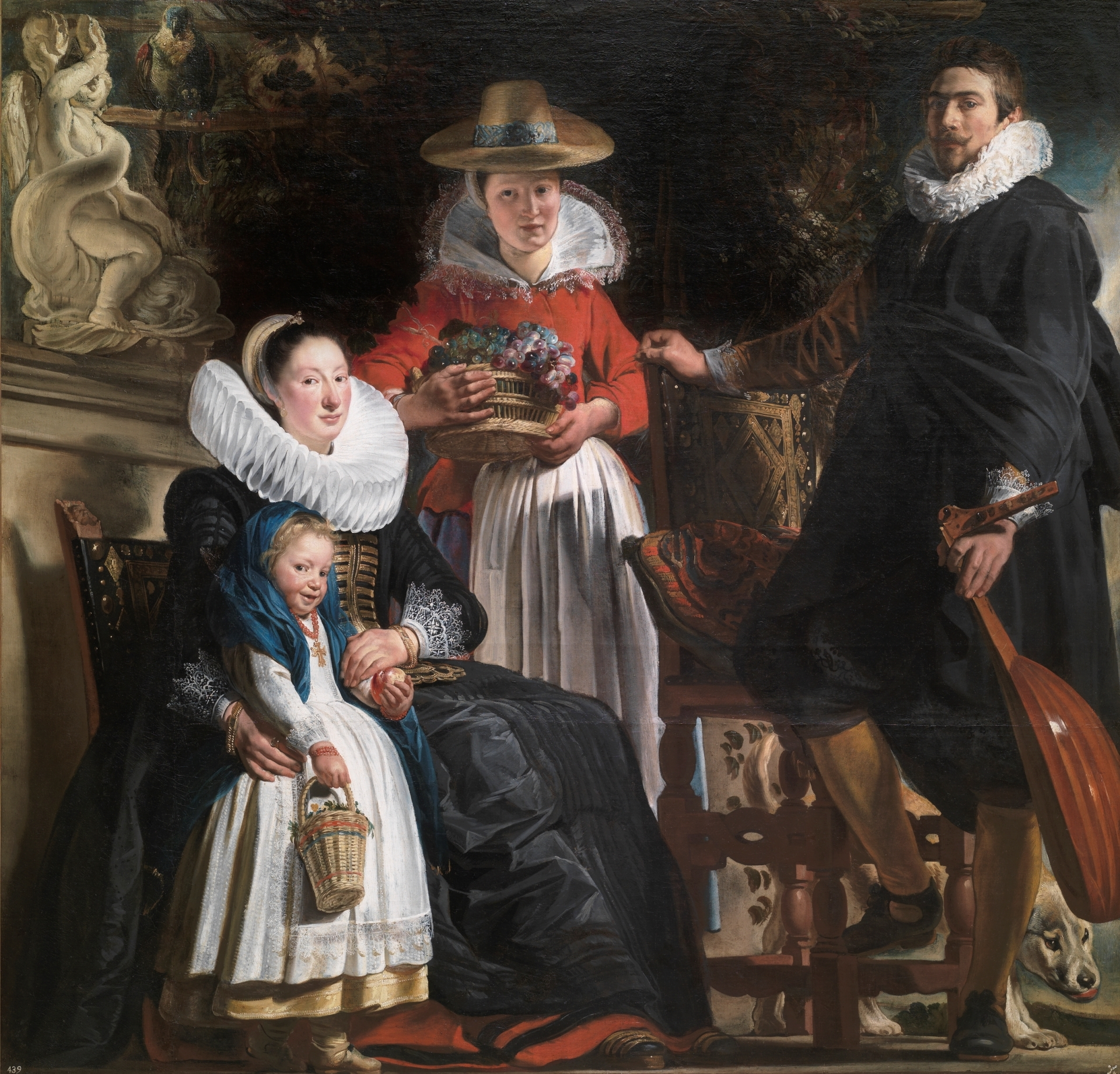
Autoportrait de l'artiste avec sa famille, par Jacob Jordaens (1593–1678).

La révolte des Flandres conduit à la division du territoire en un « Pays-Bas du Sud » ou espagnol, avec cour à Bruxelles, et un « Pays-Bas du Nord », au début de condition républicaine et avec sa capitale dans la ville néerlandaise d'Amsterdam, où la maison d'Orange-Nassau contrôle la charge de stathouder et obtient plus tard le statut royal. Les principaux peintres hollandais baroque (Rembrandt, Frans Hals ou Vermeer) développent leur travail pour un public bourgeois dans un marché de l'art de condition complètement différent du monde des peintres de cour.
C'est un mariage doublement habsbourgeois qui réunit (l'infante Isabelle-Claire-Eugénie d'Autriche, 
fille de Philippe II, et l'archiduc Albert d'Autriche, fils de Maximilien II) connu pour son intérêt pour la peinture, et qui en 1609 nomme Rubens peintre de la cour à Bruxelles avec un salaire de 500 florins. Cependant, le peintre créé la plupart de son travail à Anvers et voyage à travers l'Europe en tant que diplomate. Une génération plus tard, l'archiduc Léopold-Guillaume de Habsbourg (gouverneur entre 1647 et 1662) entreprend une remarquable activité de collectionneur conseillé par David Teniers le Jeune.

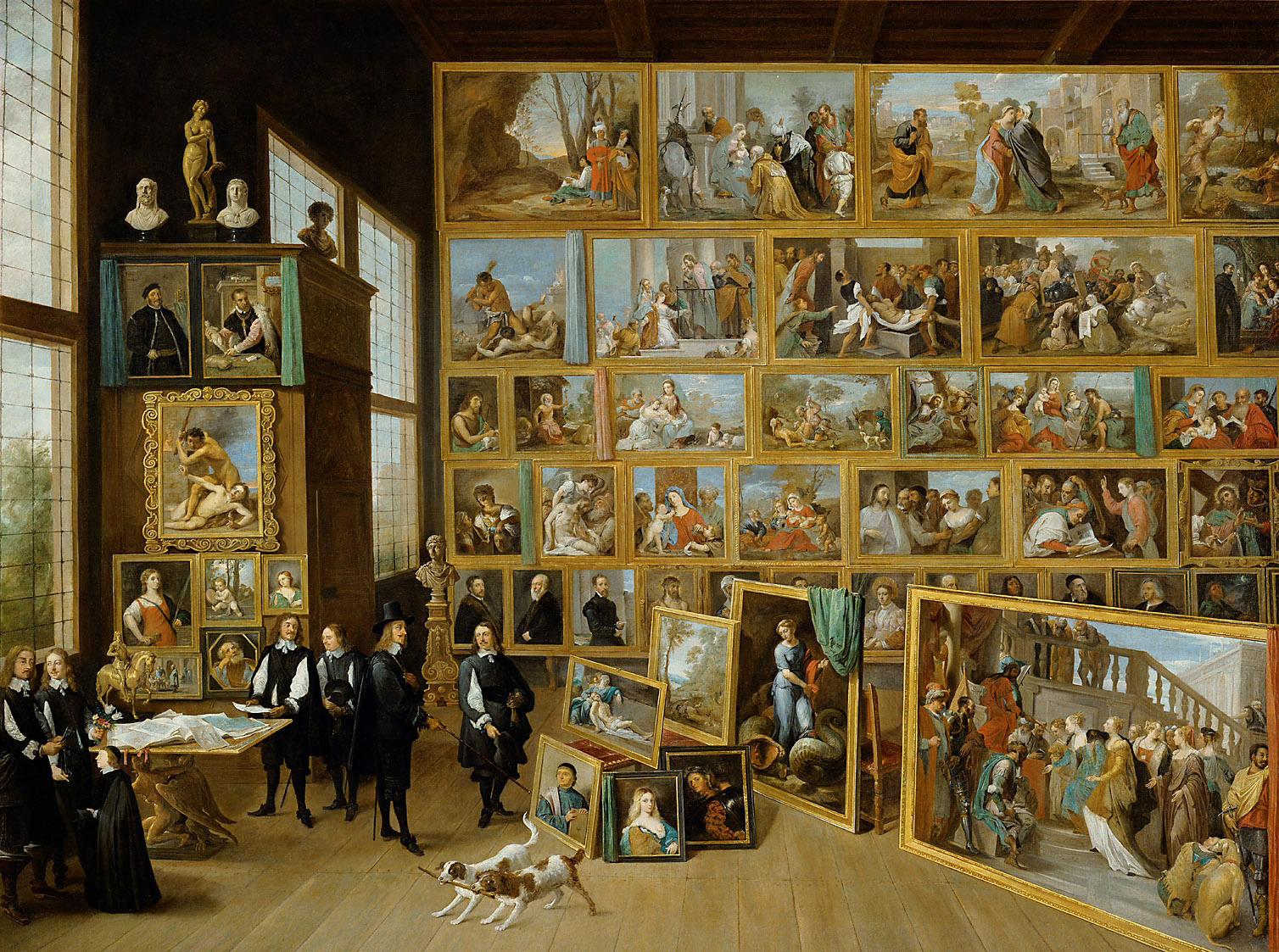
L'archiduc Léopold dans son cabinet de Bruxelles, par David Teniers le Jeune, 1651.

### Cour du Portugal

Triptyque de Saint-Vincent, Políptico de São Vicente, par Nuno Gonçalves, 1470 - 1480. Museu Nacional de Arte Antiga

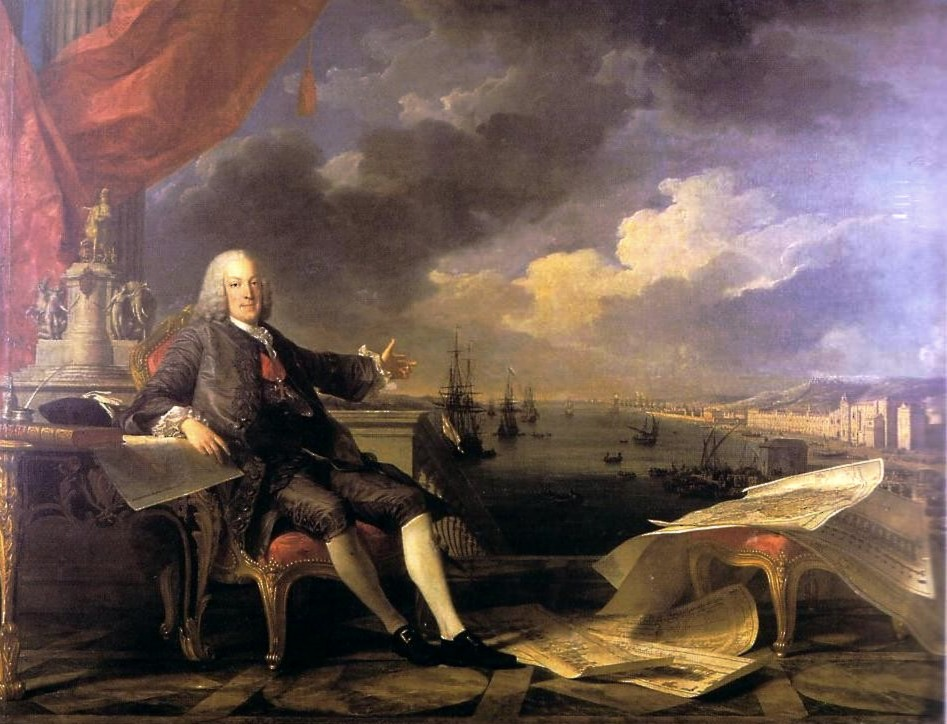
Le Marquis de Pombal, par Louis-Michel van Loo.

Sébastien Ier de Portugal, par Cristóvão de Morais, 1565
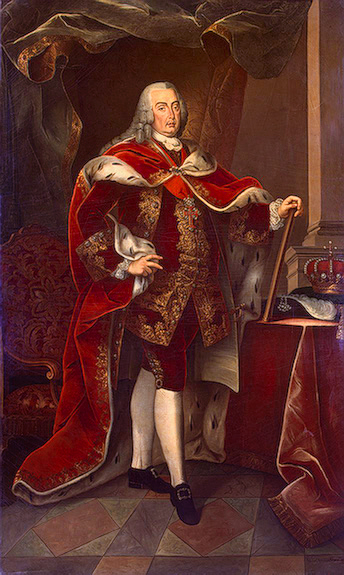
Joseph Ier de Portugal, par Miguel António do Amaral (1710 - 1780)

### Cour de France

Louis XIV, par Hyacinthe Rigaud, 1701. Le « roi soleil » s'expose vêtu de la pompe régale avec ses symboles et iconographie : Couronne, sceptre, épée, manto de hermine, dossal, fleurs de lys, etc.

Durant le Moyen Âge, les cours de Provence et de Bourgogne établissent des modèles de raffinement culturel et artistique mais c'est la cour royale des Valois, vainqueurs de la guerre de Cent Ans, qui impose sa domination politique avec un modèle centralisé (au palais du Louvre à Paris) et qui utilise la peinture comme l'un des principaux véhicules pour l'imagerie de l'autoritarisme, devenu absolutisme avec les Bourbons. La cour du palais de Versailles est conçue comme un complexe système de puissances dans lequel tous les arts, y compris la peinture, ont leur place, et tout au long du XVIIIe siècle est témoin de la confrontation esthétique entre le rococo, style monarchique et aristocratique, et le néoclassicisme, style de la critique du siècle des Lumières de l'Ancien Régime qui conduit à la Révolution française. La Restauration essaye de maintenir les mêmes peintres de cour qui ont déjà glorifié Napoléon, offre rejetée par Jacques-Louis David.
|                          |
| Jean Fouquet (1420-1481) |

|                                            |
| Dame, par Jean Perréal (c. 1460 - c. 1530) |

| Peintures de la cour de François Ier (1515-1547)                                                                            | Peintures de la cour de François Ier (1515-1547)    | Peintures de la cour de François Ier (1515-1547) | Peintures de la cour de François Ier (1515-1547)                          |
| --- | --------------------------------------------------- | ------------------------------------------------ | ------------------------------------------------------------------------- |
| |                                                     |                                                  |                                                                           |
| François Ier au lit de mort de Leonardo da Vinci (1452-1519), peinture historique de Jean-Auguste-Dominique Ingres en 1818. | Portrait de Varón, par Rosso Fiorentino (1494-1540) | François Ier, par Jean Clouet (1475-1541)        | François Ier en déité composite, attribué au Maître des Heures d'Henri II |

|                                           |                                             |
| Henri II, par François Clouet (1516-1572) | Charles IX, par François Clouet (1516-1572) |

|                                    |                                                          |
| Frans Pourbus le Jeune (1569-1622) | Couronnement de Marie de Médicis, par Pierre Paul Rubens |

|                                  |                               |
| Philippe de Champaigne (1602-75) | Justus van Egmont (1602–1674) |

| Peintures de la cour de Louis XIV (1643-1715)    | Peintures de la cour de Louis XIV (1643-1715)                                        | Peintures de la cour de Louis XIV (1643-1715)          | Peintures de la cour de Louis XIV (1643-1715) | Peintures de la cour de Louis XIV (1643-1715) |
| ------------------------------------------------ | ------------------------------------------------------------------------------------ | ------------------------------------------------------ | --------------------------------------------- | --------------------------------------------- |
|                                                  |                                                                                      |                                                        |                                               |                                               |
| Louis XIV enfant, par Henri Testelin (1616-1695) | Portrait équestre du jeune Louis XIV partant pour la chasse, par Jean de Saint-Igny, | Le chancelier Séguier, par Charles Le Brun (1619-1690) | Louis XIV, par Antoine Benoist (1632-1717)    | Hyacinthe Rigaud (1659-1743)                  |

| Peintures de la cour de Louis XV (1715-1774) | Peintures de la cour de Louis XV (1715-1774) | Peintures de la cour de Louis XV (1715-1774) | Peintures de la cour de Louis XV (1715-1774)    |
| -------------------------------------------- | -------------------------------------------- | -------------------------------------------- | ----------------------------------------------- |
|                                              |                                              |                                              |                                                 |
| Antoine Coypel (1661-1722)                   | Nicolas Vleughels (1668-1737)                | Charles-André van Loo (1705-1765)            | Louis XV, par Jean-Baptiste van Loo (1684-1745) |

| Peintures de la cour de Louis XVI (1754-1793) | Peintures de la cour de Louis XVI (1754-1793) | Peintures de la cour de Louis XVI (1754-1793)     | Peintures de la cour de Louis XVI (1754-1793) |
| --------------------------------------------- | --------------------------------------------- | ------------------------------------------------- | --------------------------------------------- |
|                                               |                                               |                                                   |                                               |
| Joseph Siffred Duplessis (1725–1802)          | Jean-Honoré Fragonard (1732-1806)             | Louis XVI par Antoine-François Callet (1741-1823) |                                               |

| Peintures de la cour de Napoléon Bonaparte (1799-1815), Louis XVIII (1814-1824) et Charles X (1824-1830) | Peintures de la cour de Napoléon Bonaparte (1799-1815), Louis XVIII (1814-1824) et Charles X (1824-1830) | Peintures de la cour de Napoléon Bonaparte (1799-1815), Louis XVIII (1814-1824) et Charles X (1824-1830) | Peintures de la cour de Napoléon Bonaparte (1799-1815), Louis XVIII (1814-1824) et Charles X (1824-1830) |
| --- | --- | --- | --- |
| | | | |
| Jacques Louis David (1748-1825)                                                                          | Napoléon, par François Pascal Simon Gérard (1779-1837)                                                   | Jean Auguste Dominique Ingres (1780-1867)                                                                | |

| Peintures de la cour de Louis Philippe (1830-1848) et Napoléon III (1852-1870) | Peintures de la cour de Louis Philippe (1830-1848) et Napoléon III (1852-1870) | Peintures de la cour de Louis Philippe (1830-1848) et Napoléon III (1852-1870) | Peintures de la cour de Louis Philippe (1830-1848) et Napoléon III (1852-1870) |
| ------------------------------------------------------------------------------ | ------------------------------------------------------------------------------ | ------------------------------------------------------------------------------ | ------------------------------------------------------------------------------ |
|                                                                                |                                                                                |                                                                                |                                                                                |
| Marie Caroline de Bourbon, par François Meuret (1800-1887)                     | Louis Philippe, par Eugène Lami (1800-1890)                                    | Napoléon III, par Franz Xaver Winterhalter (1805-1873)                         |                                                                                |

### Cour anglaise, britannique ou de St. James

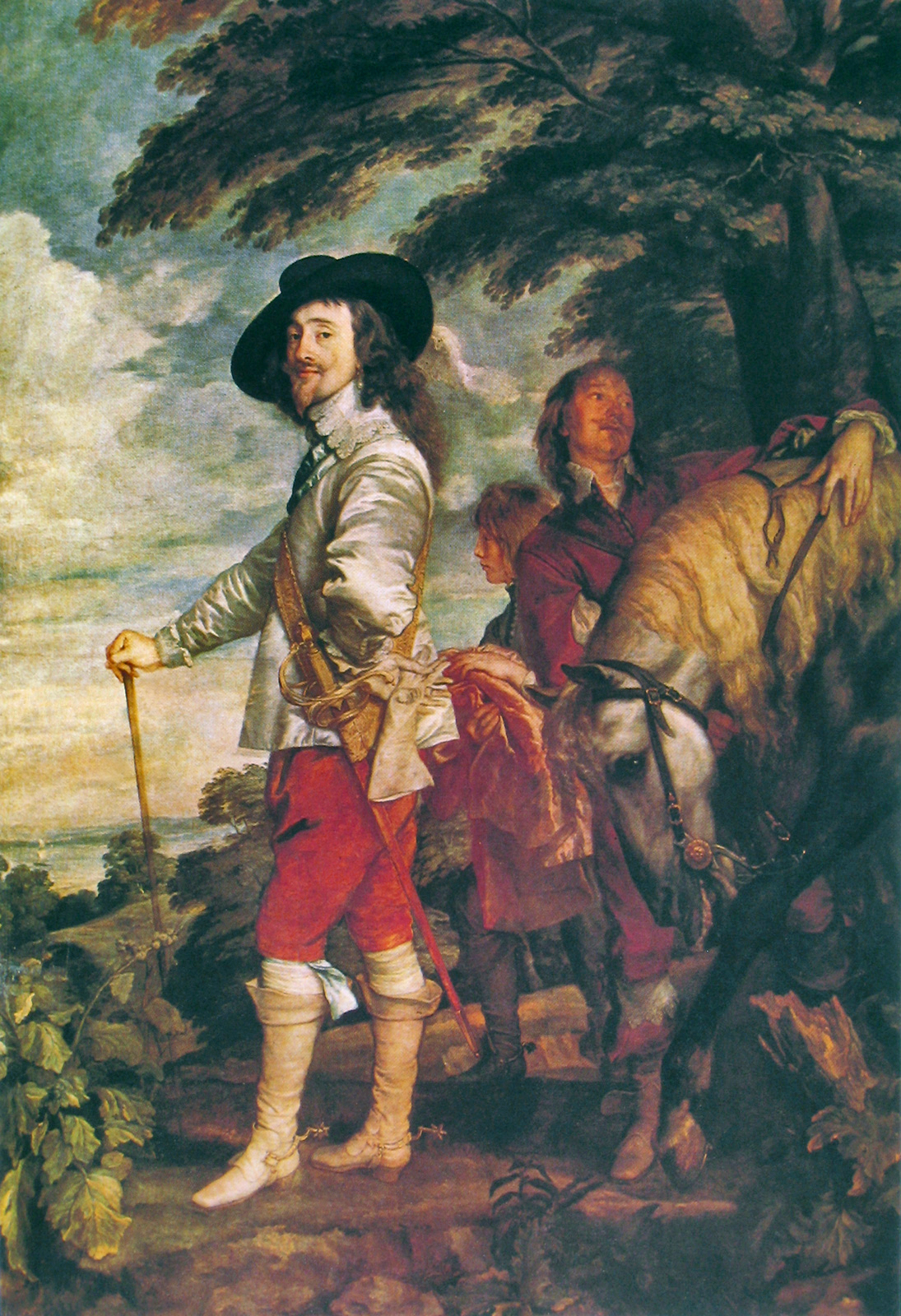
Charles Ier d'Angleterre, par Antoine van Dyck, 1635. La pose du roi, dans un décorum parfait, la révérence du cheval et même l'inclinaison des branches d'arbres, qui servent de dais, donnent à cette œuvre une grande force de légitimation de l'absolutisme monarchique.

Réduite à son domaine insulaire après la perte de la guerre de Cent Ans, la monarchie anglaise passe à la dynastie Tudor, inaugure une augmentation de l'autorité royale dans laquelle le prestige des rois figure dans le projet pictural caractéristique des mécanismes de représentation. Les personnalités de Henri VIII ou de Marie Tudor, dans la période de turbulences dans laquelle se trouve l'Angleterre, oscillent entre la Réforme et la Contre-Réforme, personnalités immortalisées par Holbein et Antonio Moro respectivement. Au XVIIe siècle, après le règne de la « reine vierge » Élisabeth I (plus heureuse dans sa cour de théâtre -Shakespeare- que dans ses portraits de cour, en dépit d'être « la reine la plus dépeinte »), la nouvelle dynastie Stuart échoue dans sa tentative de construire une monarchie absolue, mais réussit à choisir son peintre : Antoine van Dyck.
L'intégration du royaume d'Écosse et de l'Irlande permet à la cour de Londres ou Court of St. James's (en) de devenir la capitale du Royaume-Uni depuis la première Révolution anglaise et une monarchie parlementaire dans laquelle les pouvoirs du roi sont sévèrement limités par une institution clé : le parlement du Royaume-Uni.
La création en 1856 d'une section de portraits à la National Portrait Gallery qui ne se limite pas aux portraits royaux ou courtisans, est une remarquable particularité britannique parmi d'autres grands musées.
|                                   |                                                            |
| Hans Holbein le jeune (1497-1543) | Allégorie protestante, par Girolamo da Treviso (1508-1544) |

|                                        |
| Edouard VI, par William Scrots (-1553) |

|                           |                                                 |
| William Segar (1564–1633) | Élisabeth Ier par Marcus Gheeraerts (1561–1563) |

|                                            |                                                                       |
| Jacques Ier, par John de Critz (1551-1642) | Henry Fédéric, prince de Gales, par Robert Peake le Vieux (1551–1619) |

| Peintures de la cour de Charles I (1625-1649) |
| --------------------------------------------- |
|                                               |
| Sir Anton van Dyck (1599-1641)                |

| Peintures de la cour de Charles II (1649-1685) |
| ---------------------------------------------- |
|                                                |
| Sir Peter Lely (1618-1680)                     |

| Peintures de la cour de Jacques II, Guillaume III et Marie II, Anne et George I (1689-1727) |
| ------------------------------------------------------------------------------------------- |
|                                                                                             |
| Sir Godfrey Kneller (1643-1723)                                                             |

| Peintures de la cour de George II (1727-1760) | Peintures de la cour de George II (1727-1760) |
| --------------------------------------------- | --------------------------------------------- |
|                                               |                                               |
| George II, par Thomas Hudson (1701–1779)      | William Hogarth (1599-1641)                   |

| Peintures de la cour de George III (1760-1820) | Peintures de la cour de George III (1760-1820) | Peintures de la cour de George III (1760-1820) | Peintures de la cour de George III (1760-1820) |
| ---------------------------------------------- | ---------------------------------------------- | ---------------------------------------------- | ---------------------------------------------- |
|                                                |                                                |                                                |                                                |
| Allan Ramsay (1713-1784)                       | Joshua Reynolds (1723-1792)                    | Peter Francis Bourgeois (1753-1811)            |                                                |

| Peintures de la cour de Victoria (1837-1901) | Peintures de la cour de Victoria (1837-1901)               | Peintures de la cour de Victoria (1837-1901) | Peintures de la cour de Victoria (1837-1901) |
| -------------------------------------------- | ---------------------------------------------------------- | -------------------------------------------- | -------------------------------------------- |
|                                              |                                                            |                                              |                                              |
| George Hayter (1792-1871)                    | La famille royale par Franz Xaver Winterhalter (1805-1873) | Carl Haag (1820-1915)                        | James Sant (1820-1916)                       |

## Cour d'Allemagne

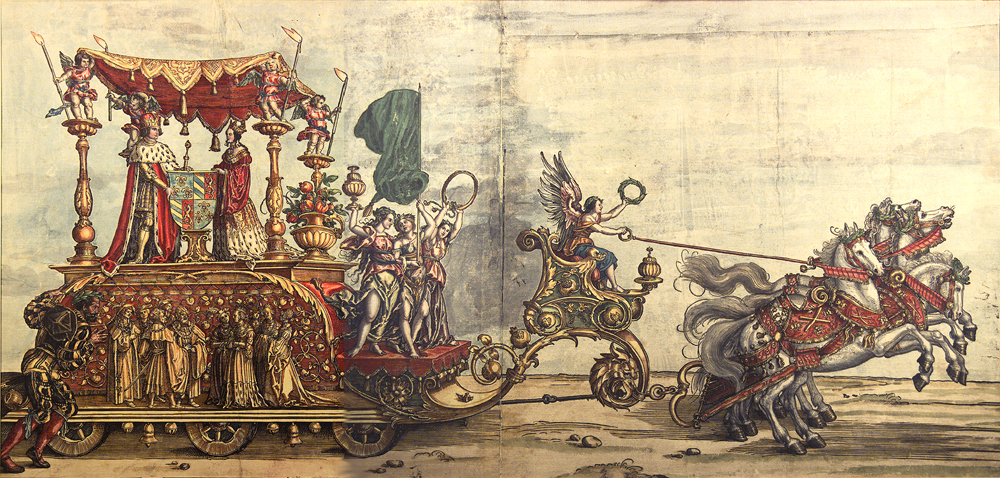
Char triomphal de l'empereur Maximilien Ier, gravure de Albrecht Dürer.

Au cours de la Renaissance, la région du Rhin et du haut Danube sont des centres artistiques de première importance et à la forte personnalité. Elles bénéficient de leur position privilégiée comme couloir de liaison entre le noyau italien et bourguignon-flamand (avec des villes comme Colmar, Augsbourg, Ratisbonne ou Nuremberg; Des artistes comme Altdorfer, Grünewald, les Dürer, les Cranach ou les Holbein - voir Renaissance nordique, peinture allemande et école du Danube - ajoutent à leur dynamisme économique, social et idéologique. Depuis l'invention de la presse typographique par Gütenberg au milieu du XVe siècle, la région acquiert un rôle singulier dans la culture européenne.
Au cours de l'Ancien Régime, le territoire de l'Europe centrale est politiquement organisé en plusieurs entités politiques indépendantes dans la pratique, bien que théoriquement subordonnées au Saint-Empire romain germanique. Les plus importantes d'entre elles sont régies par sept princes-électeurs, laïcs ou ecclésiastiques, qui développent des cours compétitives dans tous les domaines, y compris les arts. Les laïcs sont le roi de Bohême (titre attaché aux Habsbourg de Vienne depuis 1526), le margrave de Brandebourg, le duc de Saxe et le comte palatin du Rhin. Parmi les membres du clergé, le cardinal Albert de Brandebourg (1514-1545) est surtout connu pour son mécénat artistique. L'Électorat de Cologne est depuis 1583 réservé aux ducs de Bavière. Le siège de la troisième élection épiscopale se trouve dans l'Électorat de Trèves. Les autres territoires de l'empire qui ne possèdent pas la dignité électorale atteignent une grande puissance, comme la Bavière et l'Autriche déjà citées, qui sont en mesure de maintenir de fastueuses cours avec des programmes d'art sophistiqués; luxe que peuvent se permettre même les petites entités, comme la principauté de Liechtenstein, ou encore les Fugger par leur grande richesse individuelle et leurs relations politiques.
À partir de 1517, le principal différend idéologique ayant une importante influence sur les arts et leur rôle social et politique, est le choix de la Réforme protestante des territoires allemands du nord et de la Contre-Réforme des territoires allemands du sud; choix déterminé par la volonté des dirigeants depuis qu'a été établi le principe cuius regio, eius religio. Après la guerre de Trente Ans et le traité de Westphalie (1648), les questions religieuses sont reléguées à l'arrière-plan au profit de la recherche de l'équilibre européen.

### Cour de Bavière et de Munich
Les ducs de Bavière de la maison de Wittelsbach, avec leur cour installée à Munich, constituent le royaume de Bavière sur leur territoire au XIXe siècle. C'est le bastion catholique le plus important du Sud du « second Reich » ou « solution petite-allemande » définie dans l'unification de L'Allemagne, soucieuse du maintien respectueux de chaque famille royale dans ses domaines. En particulier, l'excentrique Louis II de Bavière entretient une cour de « conte de fées ».

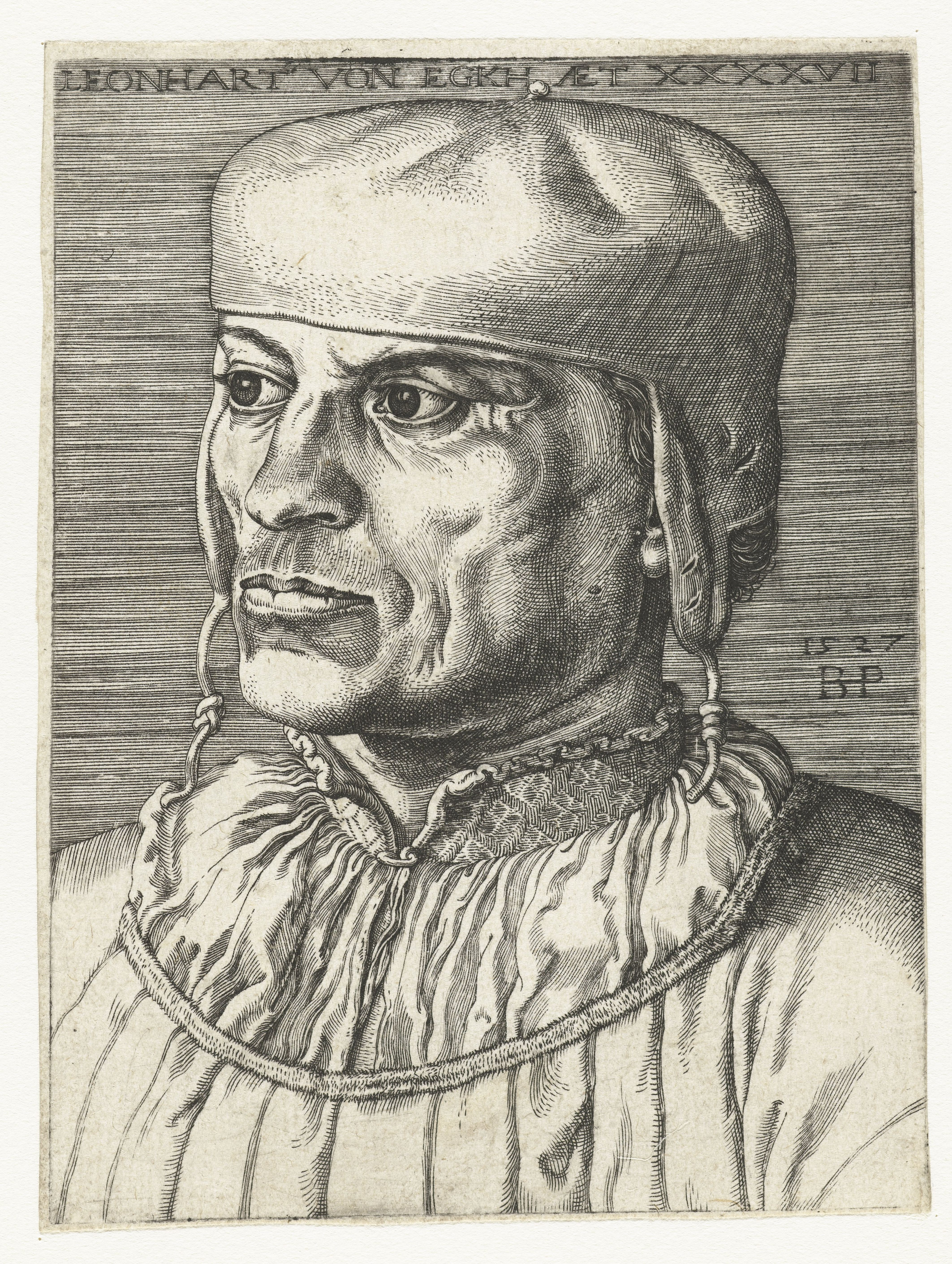
Leonhard von Eck, par Barthel Beham (1502–1540)
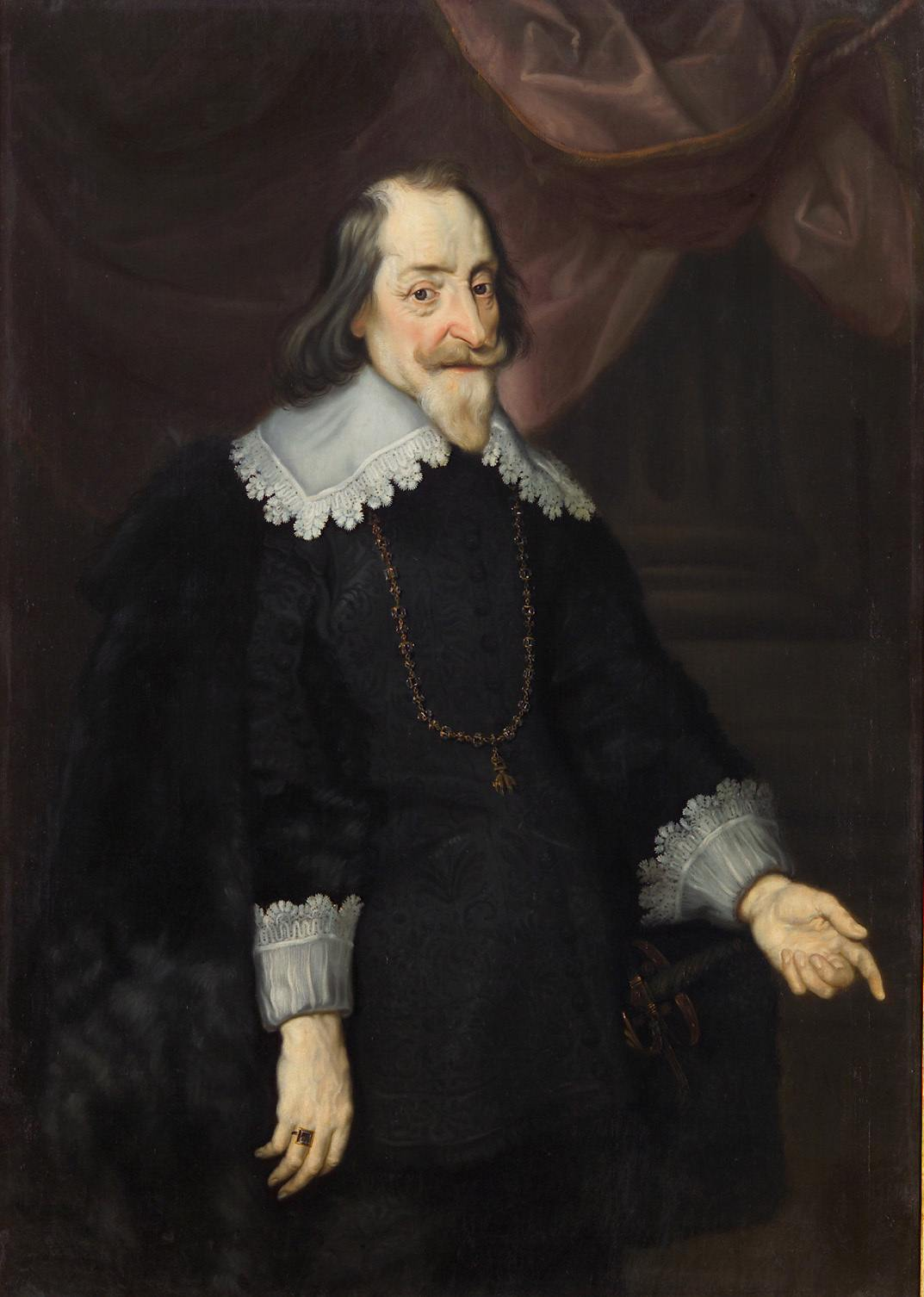
Maximilien Ier de Bavière, duc et électeur de Bavière, par Joachim von Sandrart (1606-1688)
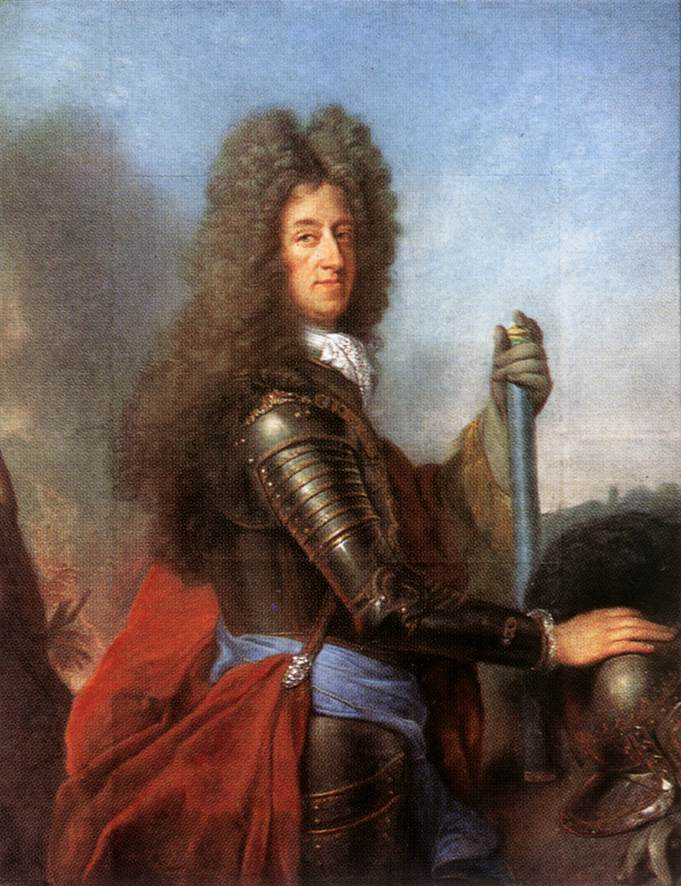
Le duc Maximilien-Emmanuel de Bavière, par Joseph Vivien (1657–1734)
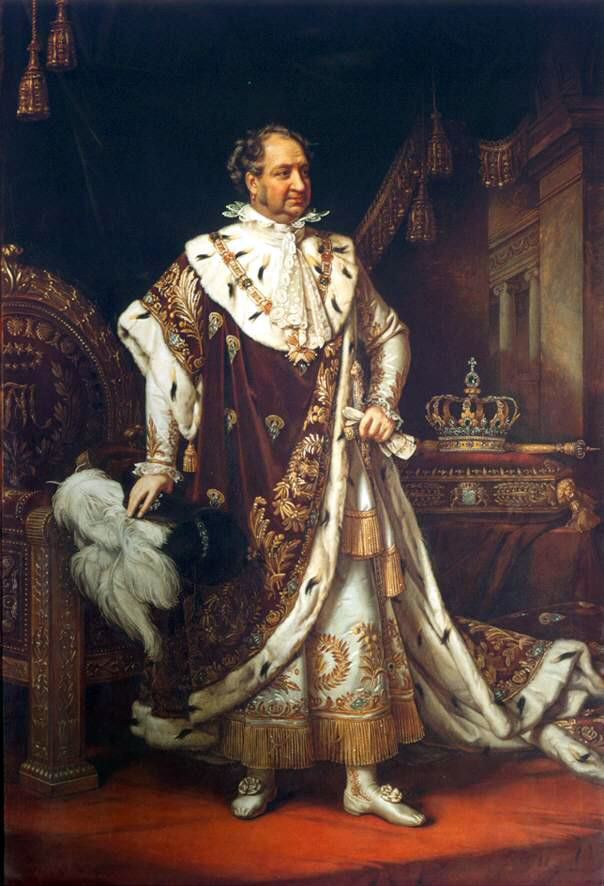
Le roi Maximilien Ier, par Joseph Karl Stieler (1781 - 1858)
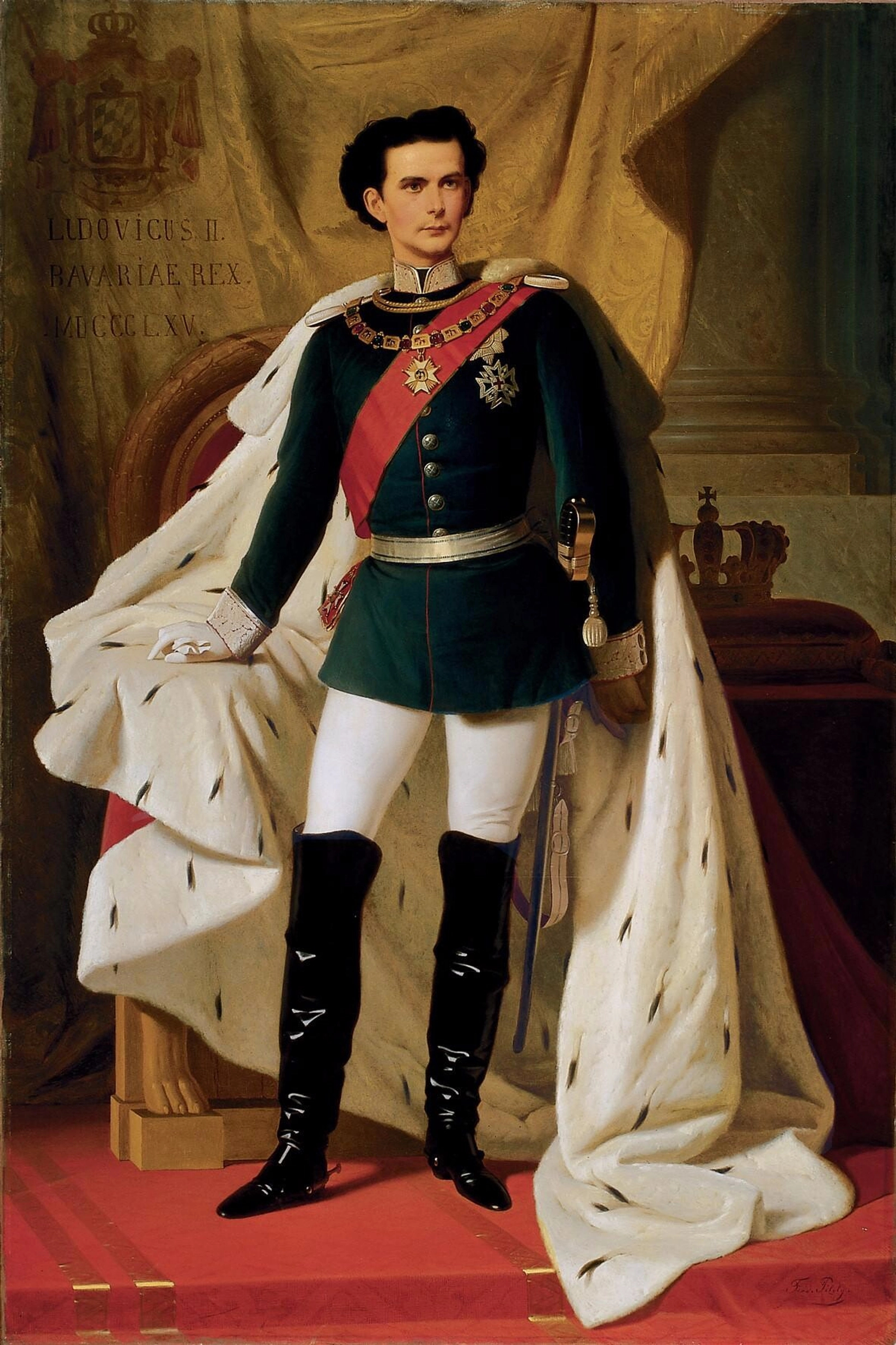
Louis II, par Ferdinand von Piloty

### Cours impériales d'Autriche, de Vienne et des Habsbourg

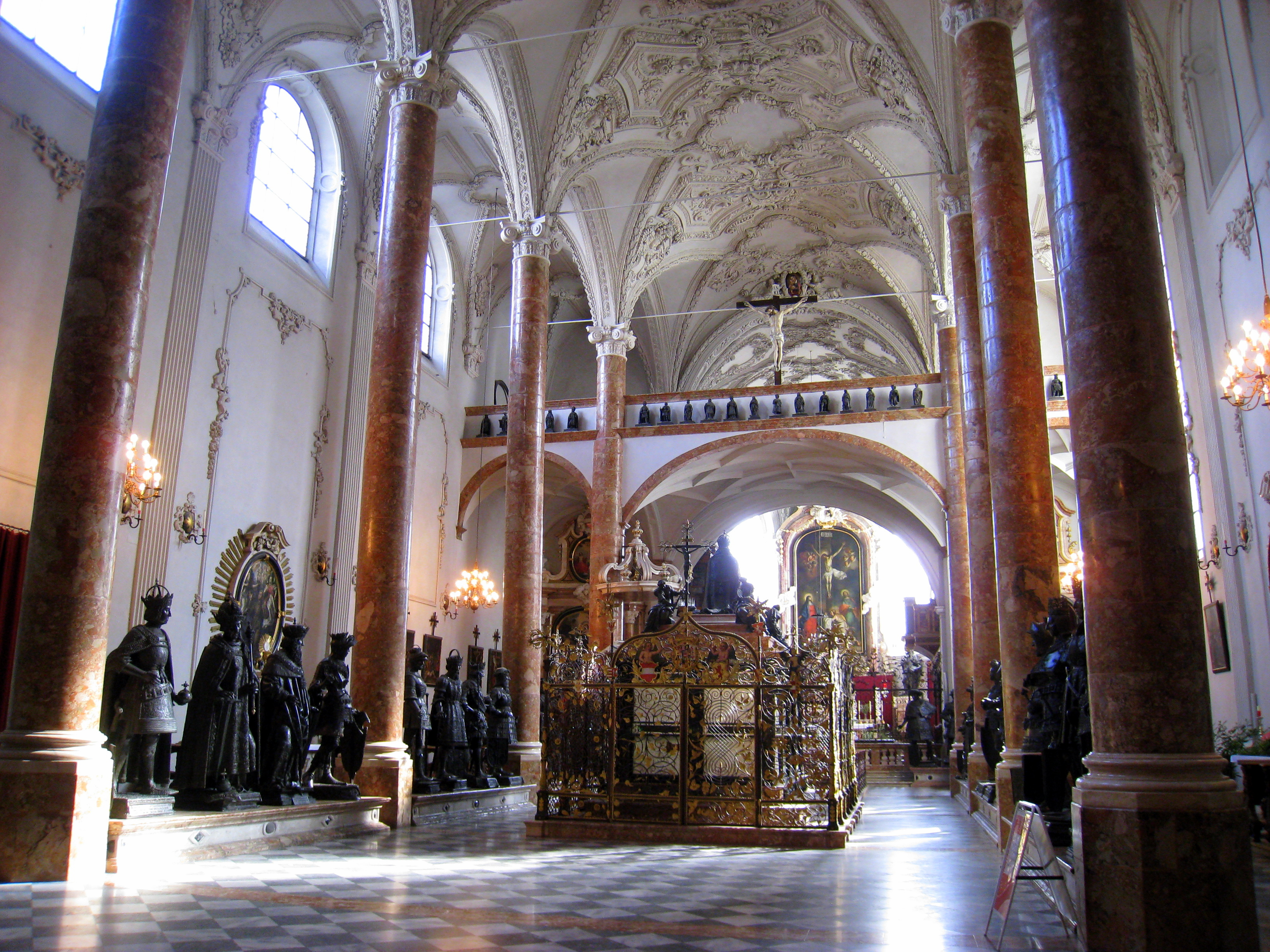
Dans la Hofkirche (« Église de la cour ») de Innsbruck, Gilg Sesselschreiber (1496-1520), peintre et sculpteur de cour, et l'humaniste Konrad Peutinger, entreprennent en 1502, l'impressionnant programme sculptural pour le mausolée de Maximilien Ier, qui occupe une position centrale (en réalité un cénotaphe), et la galerie de statues de bronze de ses ancêtres, qui flanquent la nef. Plus tard y travaillent les frères Abel et Alexandre Colyn (1527-1612). Les parois latérales et le maître-autel sont réservés pour d'autres peintures.

La maison de Habsbourg, en particulier à partir de Maximilien II (qui, après avoir obtenu l'élection impériale, amène sa dynastie à l'hégémonie européenne par des mariages avec la maison de Bourgogne et de Flandre et la monarchie espagnole des rois catholiques), développe des programmes artistiques d'une grande sofistication à Vienne et Innsbruck.
Aux XVIe et XVIIe siècles une relation cordiale entre les Habsbourg de Vienne et les Habsbourg de Madrid est maintenue qui implique l'échange de portraits de cours. À Salzbourg se développe en parallèle une cour archiducale qui rivalise en splendeur artistique avec l'archiduc de Vienne.

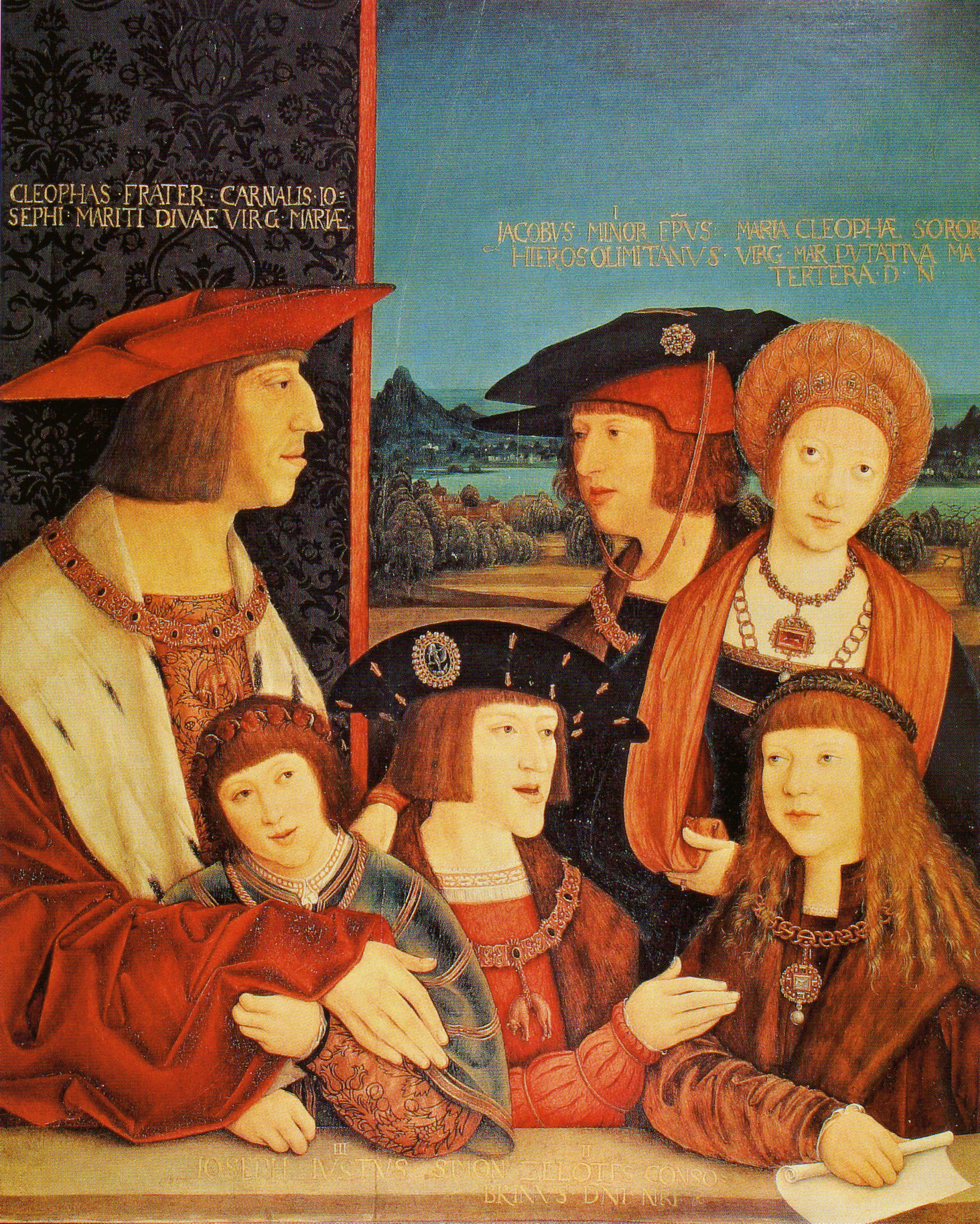
La famille de Maximilien, par Bernhard Strigel (c. 1461–1528).
Albrecht Dürer (1471-1528), qui garde son titre de peintre et graveur de Nuremberg et reçoit une pension annuelle de Maximilien d'Autriche et de son successeur Charles V.
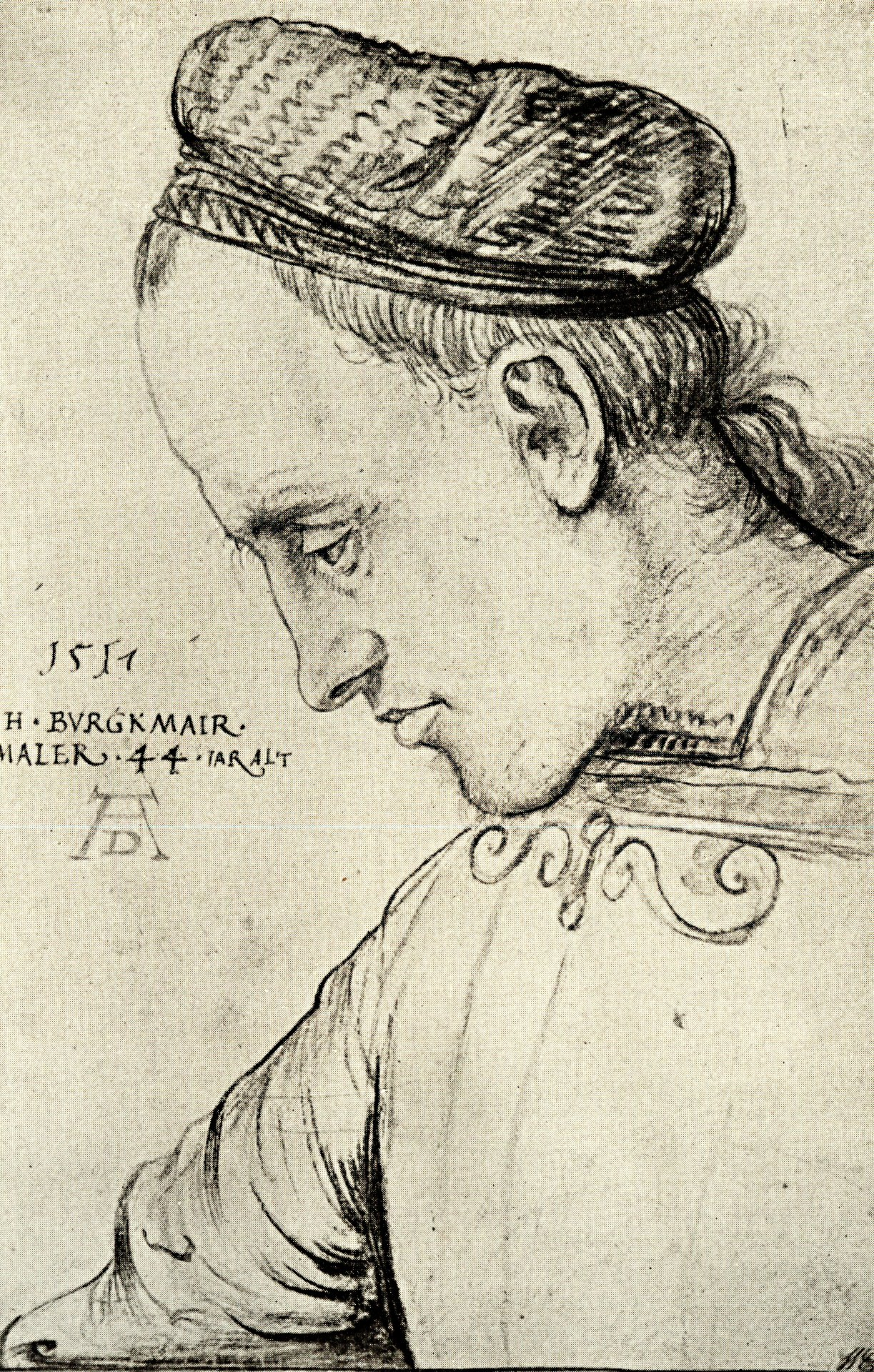
Portrait de Hans Burgkmair (1473-1531), par Albrecht Dürer.
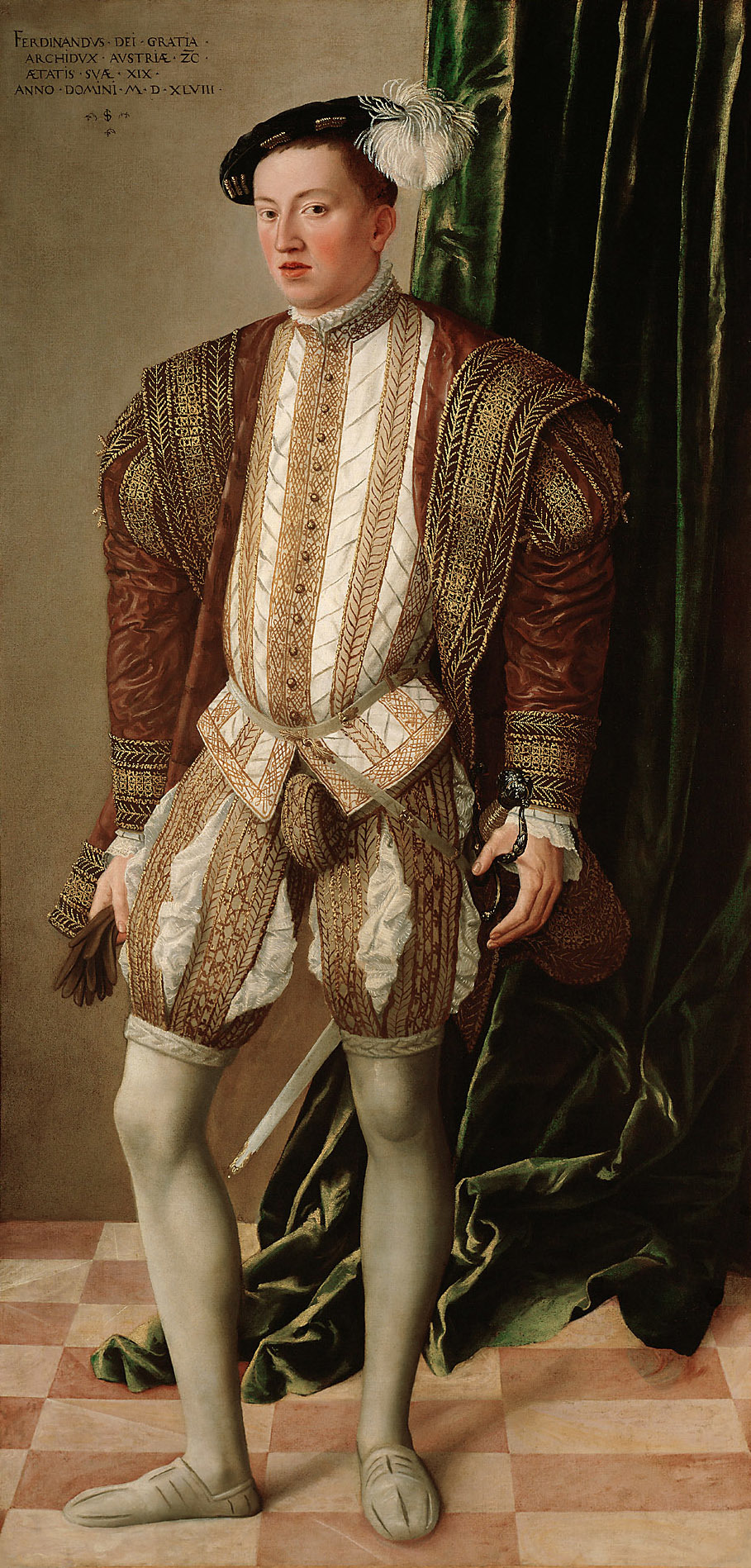
Ferdinand d'Autriche, par Jakob Seisenegger (1505-1567)
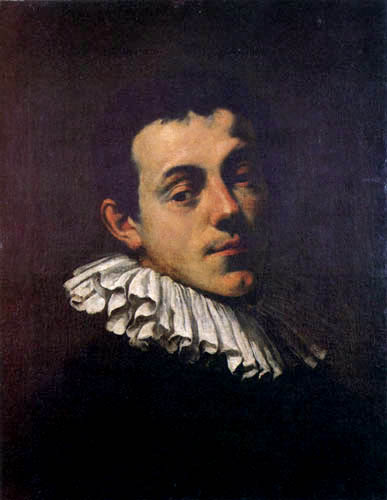
Portrait de Joseph Heintz l'Ancien (1564-1609), peintre de la cour de Rodolphe II du Saint-Empire, par Hans von Aachen.
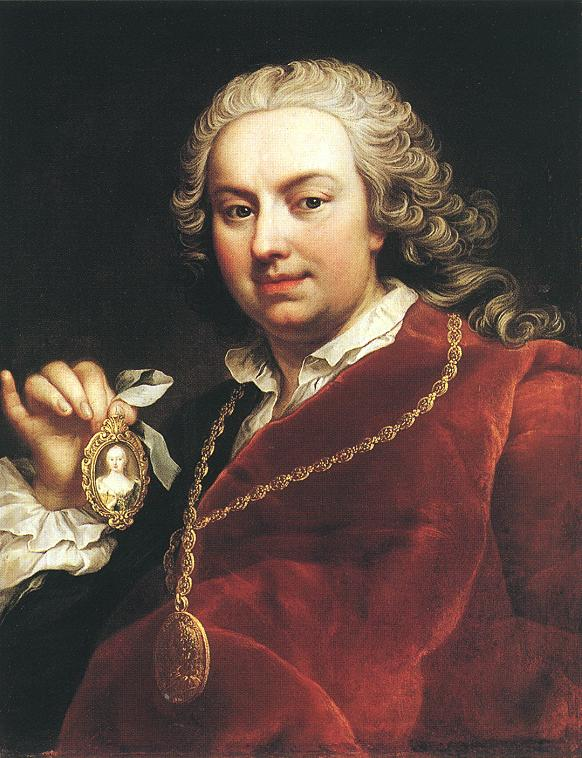
Martin van Meytens (1695–1770)
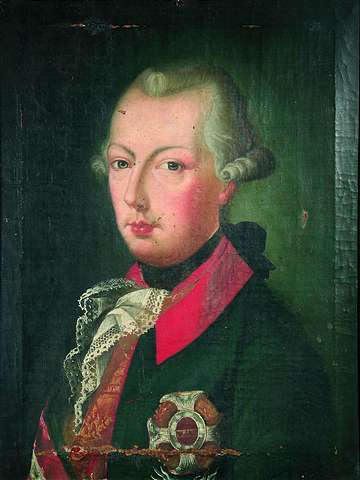
José II, par Joseph Hickel
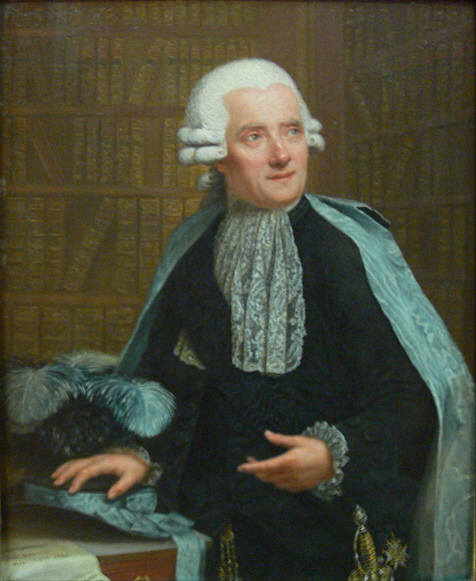
Franz Peter Kymli (1748–1813)
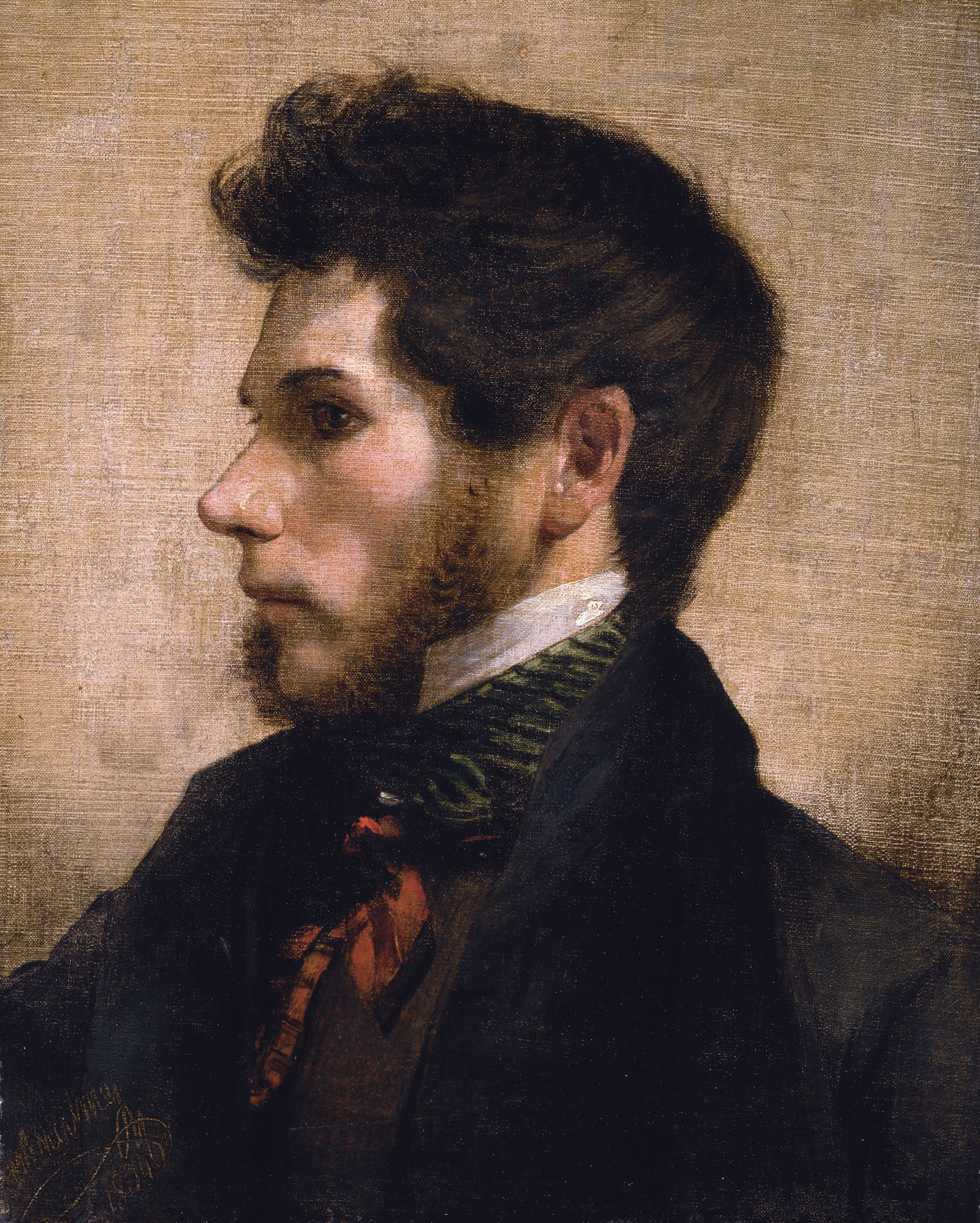
Friedrich von Amerling (1803-1887)

### Cour de Liechtenstein
Les princes de Liechtenstein, qui n'ont pas la dignité électorale, possèdent des territoires dispersés en Suisse et en Bohème, et s'attachent à maintenir un mécénat artistique important, en particulier François-Joseph Ier de Liechtenstein (1772 - 1781).

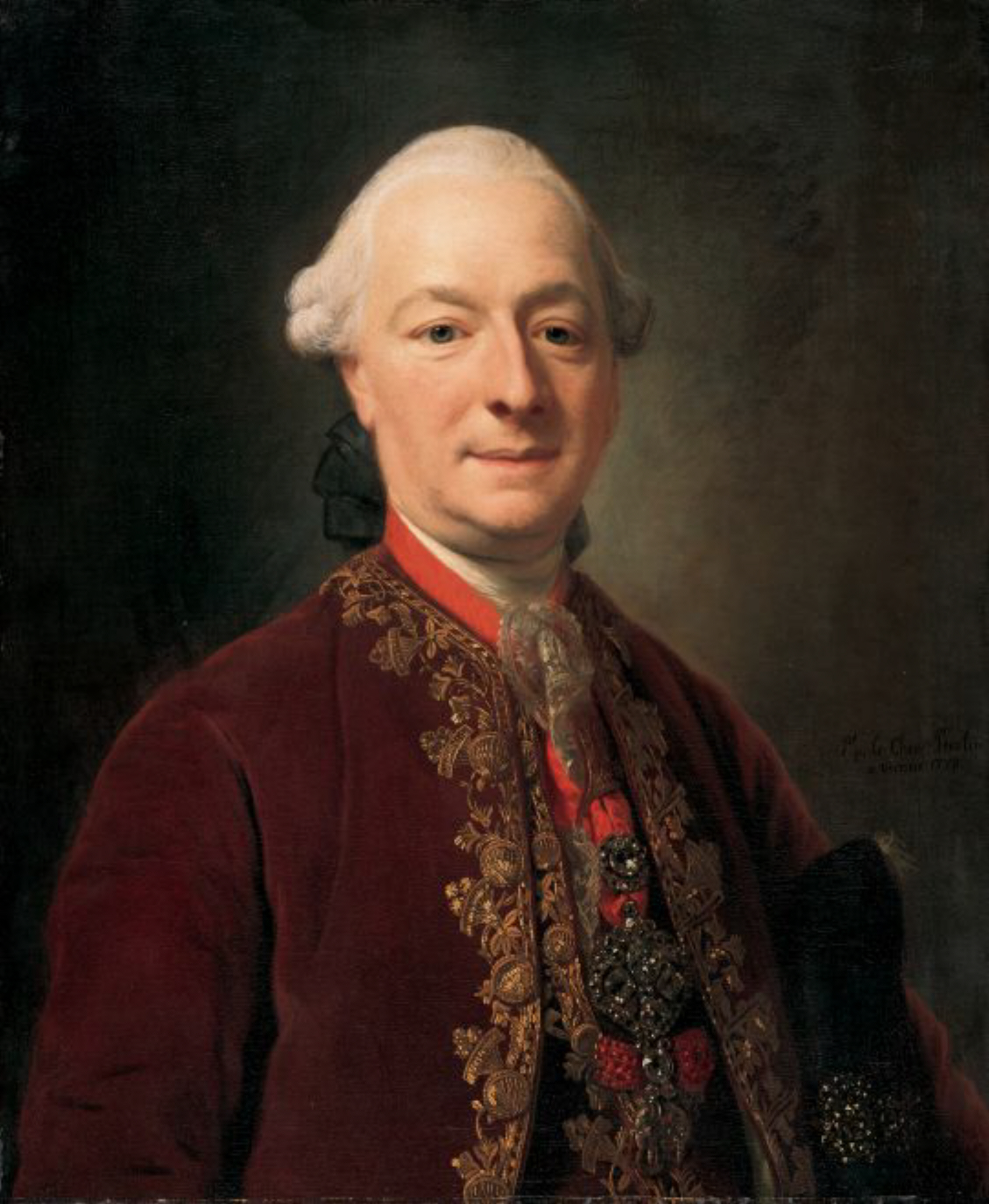
François-Joseph Ier de Liechtenstein, par Alexandre Roslin (1718–1793).
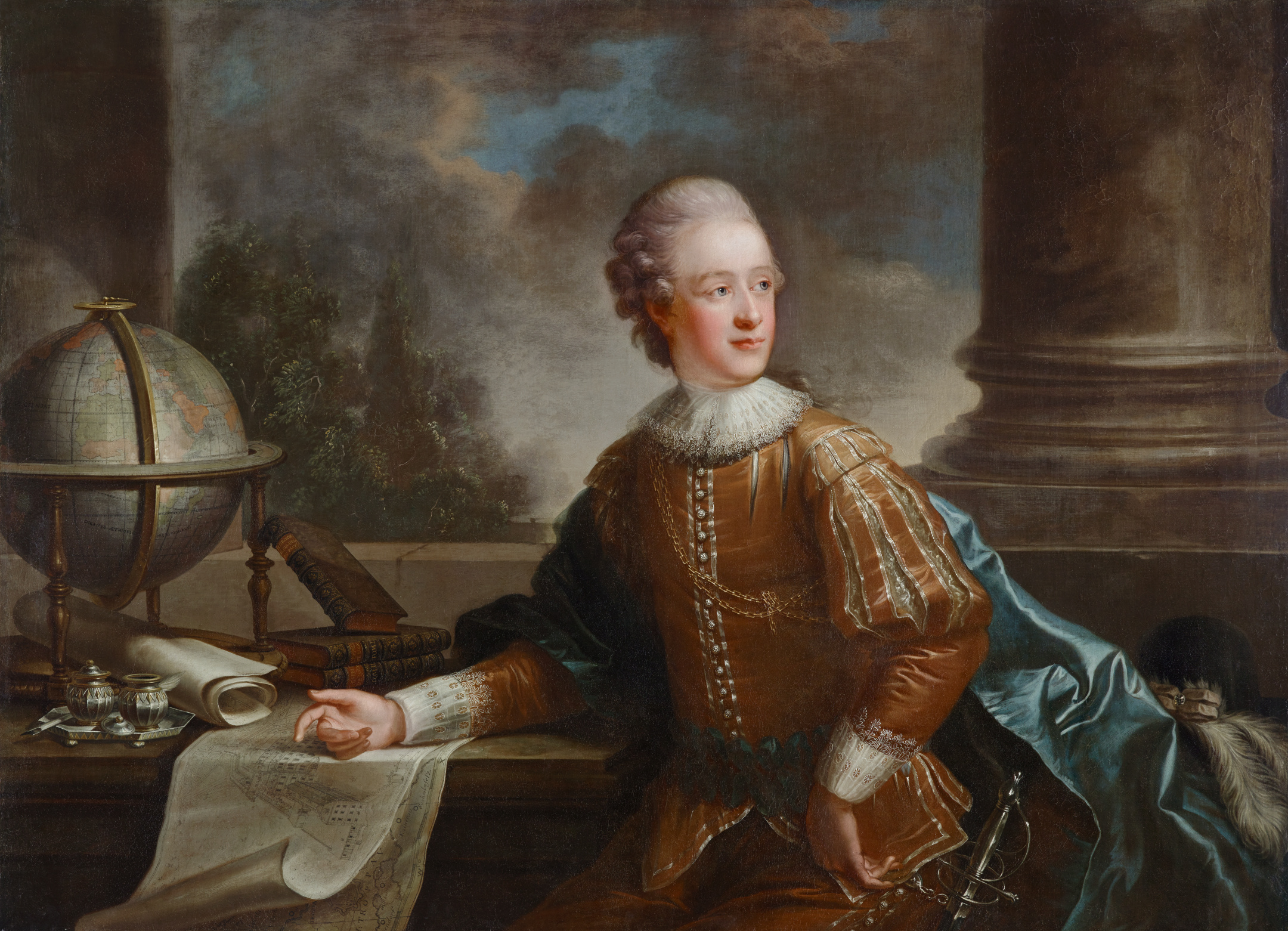
Aloïs Ier de Liechtenstein, par August Friedrich Oelenhainz (1745-1804)
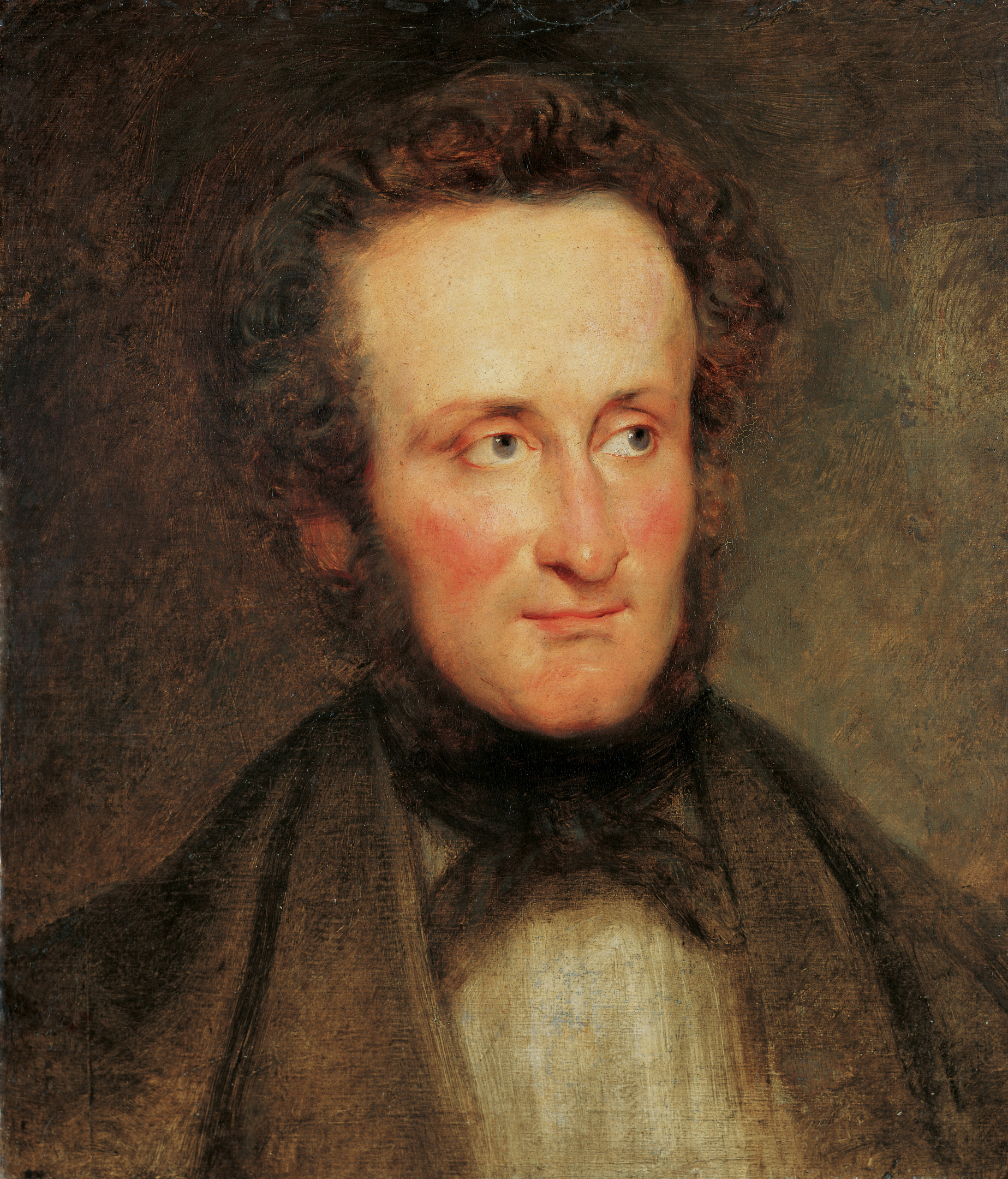
Aloïs II de Liechtenstein, par Friedrich Schilcher (1811–1881)

- Ferdinand Bauer

### Cour des comtes Palatin

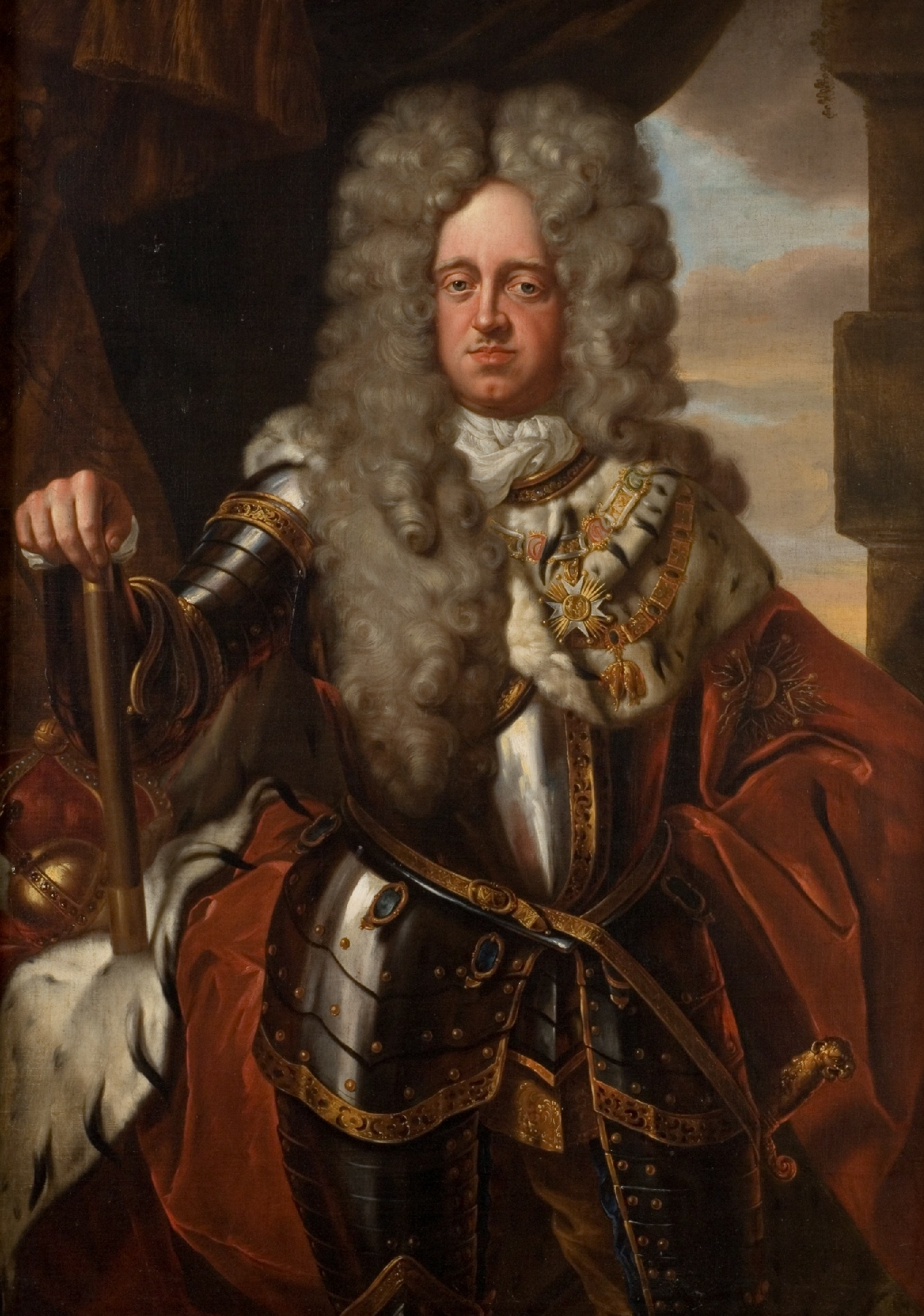
Jean-Guillaume de Neubourg-Wittelsbach par Jan Frans van Douven (1656-1727).

Les électeurs du Palatinat du Rhin, « comtes palatins » de la maison de Wittelsbach, gouvernent un territoire discontinu, dispersé dans les différentes parties de l'Allemagne et tiennent leur cour dans les villes de Heidelberg, Düsseldorf et Mannheim. Cette situation souligne en particulier l'intérêt de Jean Guillaume du Palatinat (Jean-Guillaume de Neubourg-Wittelsbach, Jean-Guillaume von der Pfalz ou Jan Wellem, 1658-1716) pour l'agrandissement de sa collection de peintures et le maintien d'un large éventail de peintres de cour.

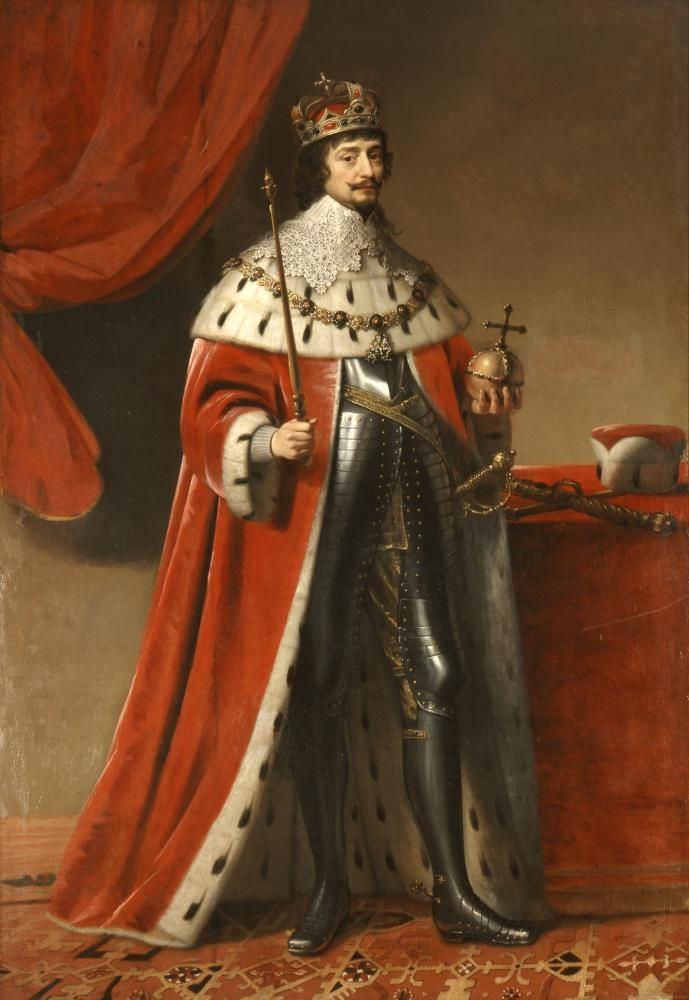
Frédéric V du Palatinat, par Gerrit van Honthorst (1590–1656).
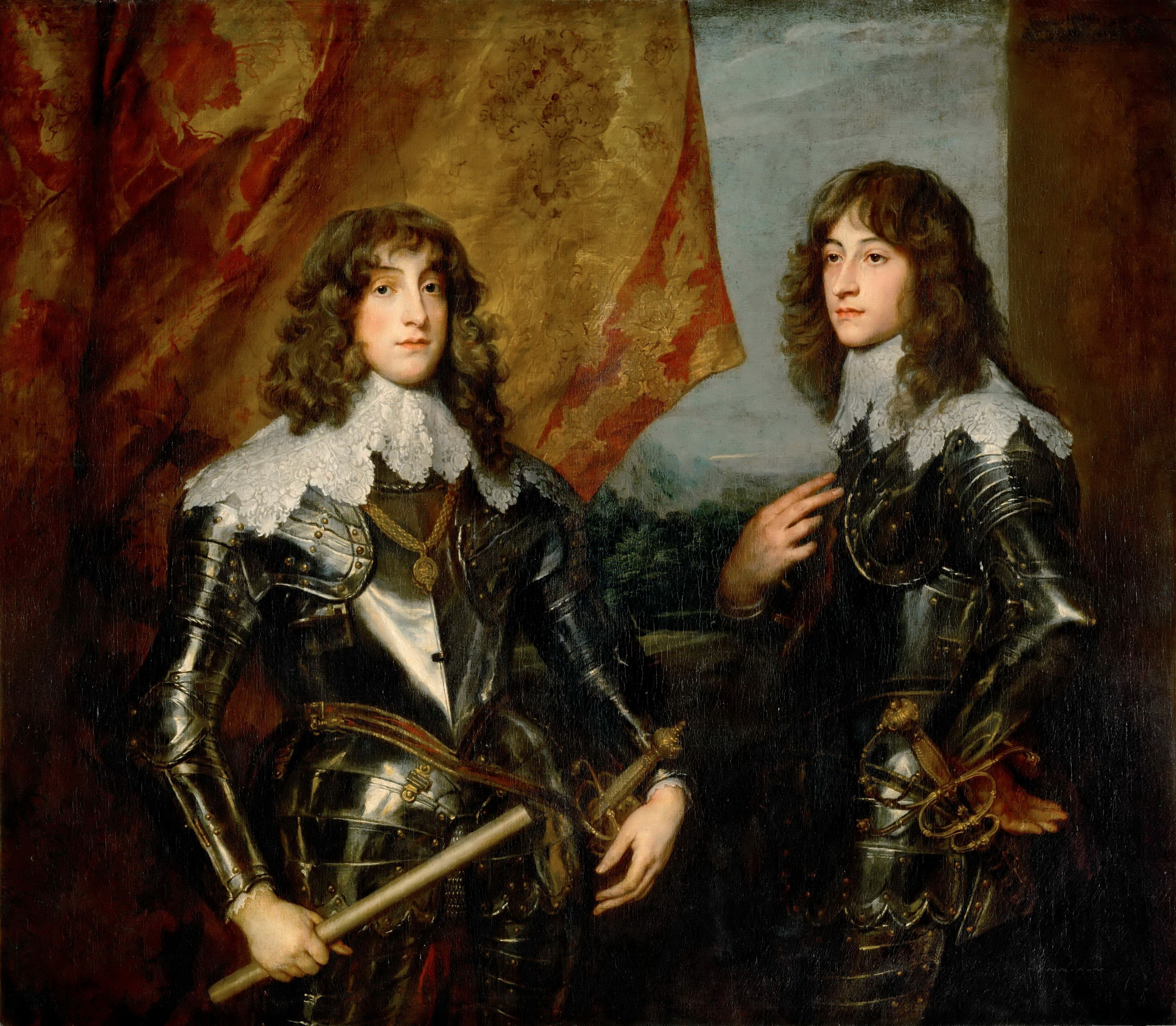
Les princes palatins Charles Louis et Rupert, exilés en Angleterre, portraits par Anton van Dyck en 1637.
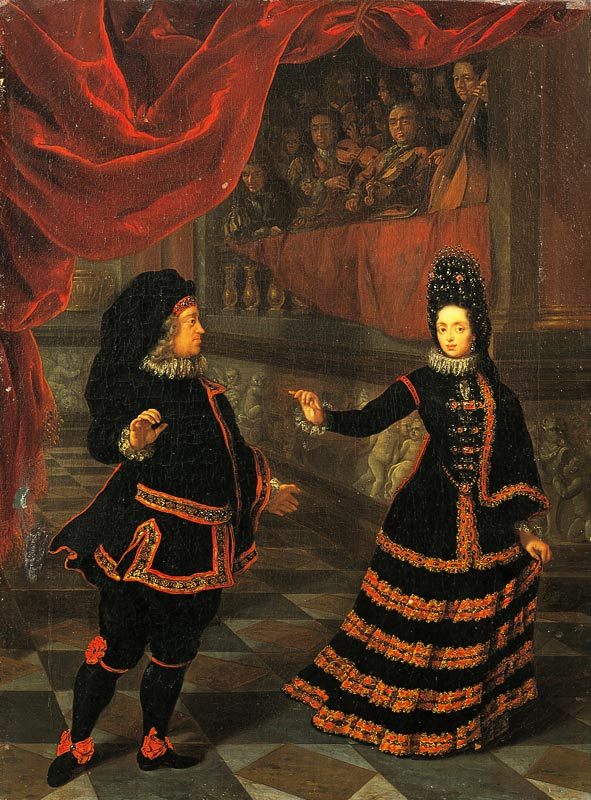
Les électeurs palatins dansent en costume espagnol, par Jan Frans van Douven, 1695.

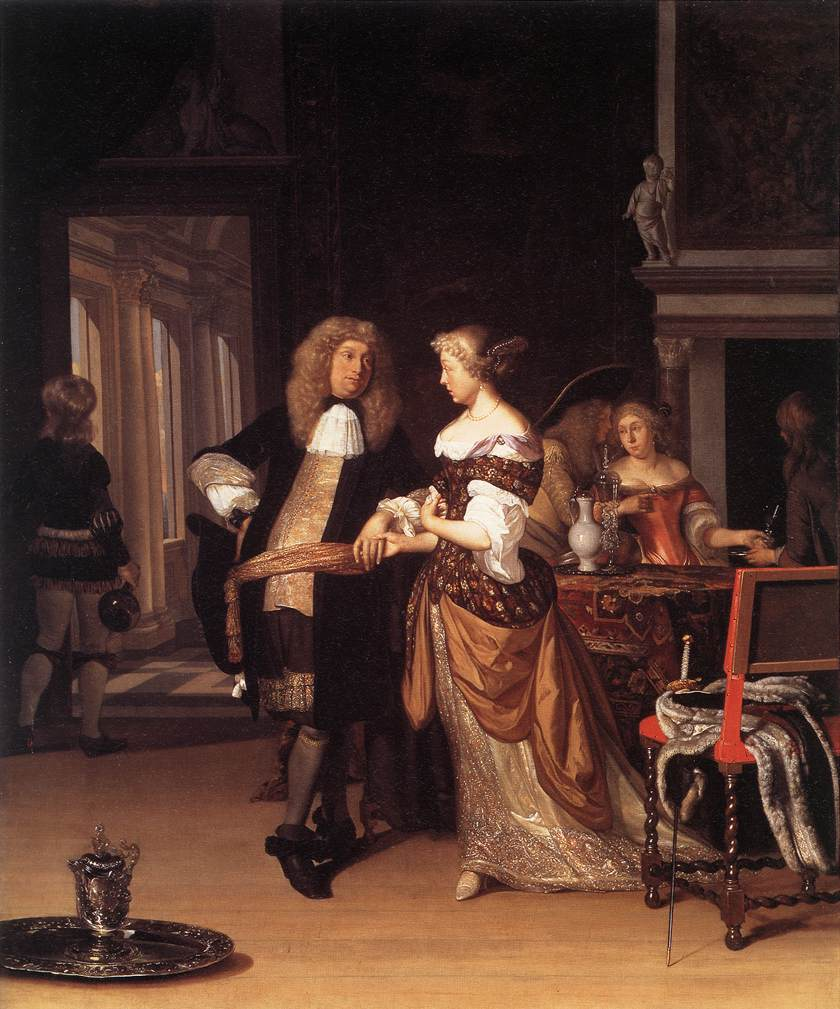
Couple élégant, par Eglon van der Neer (1635-1703), également peintre à la cour de Charles II d'Espagne.
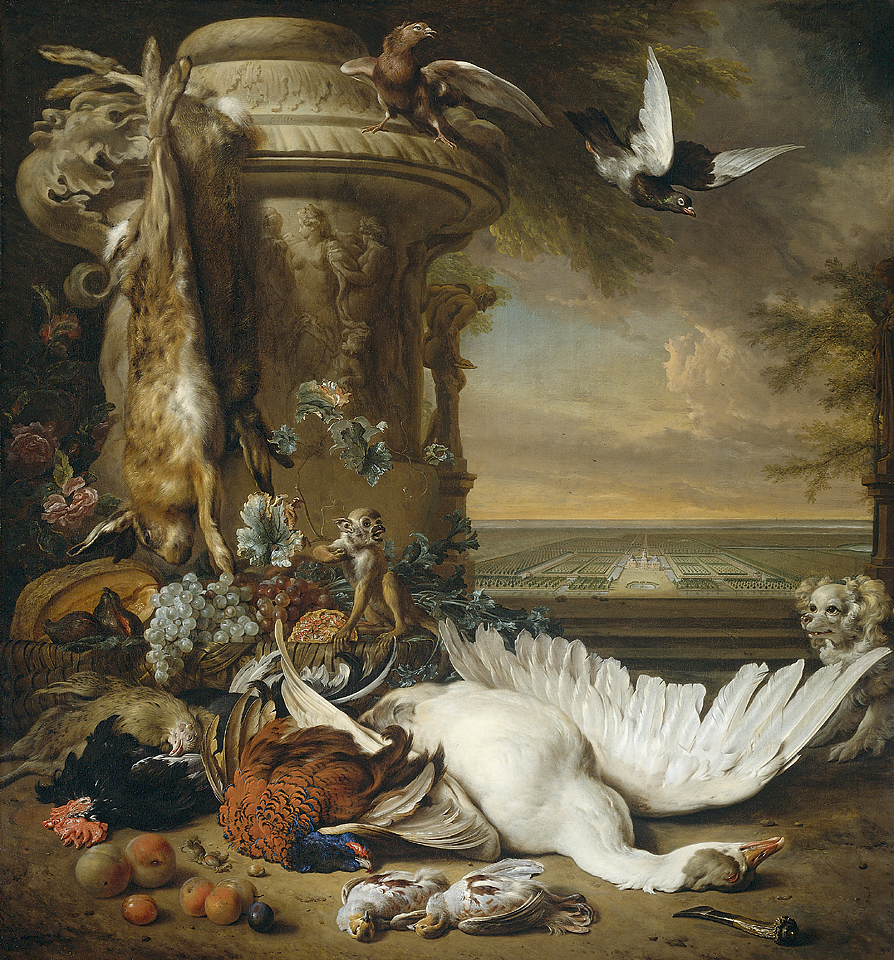
Nature morte, de Jan Weenix (-1719).
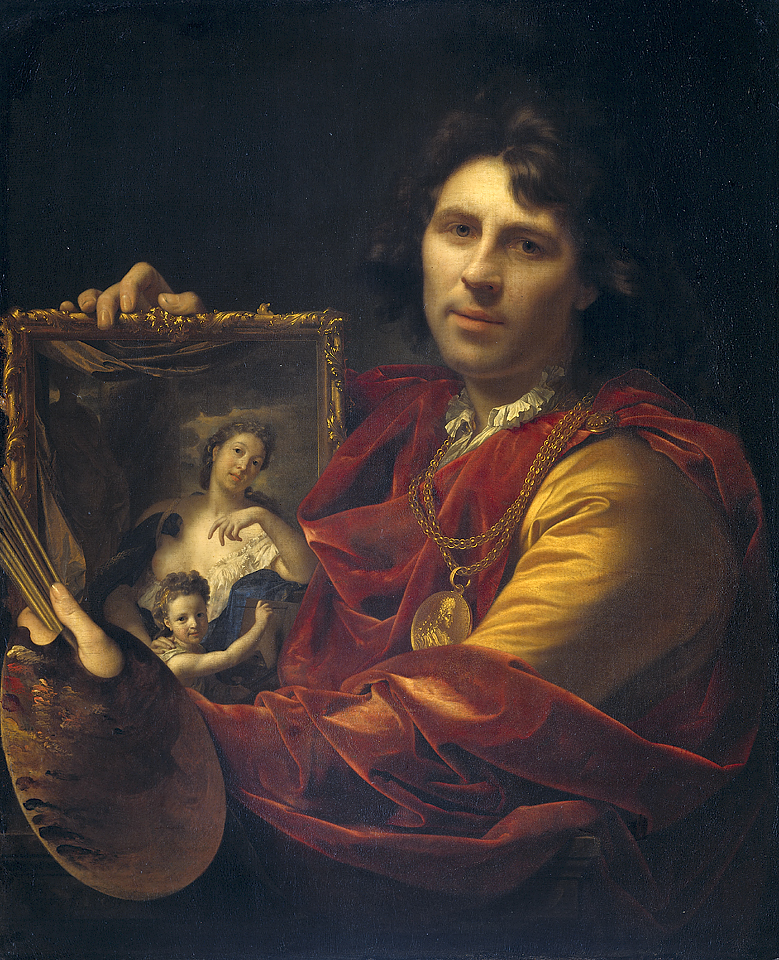
Adriaen van der Werff (1659-1722).
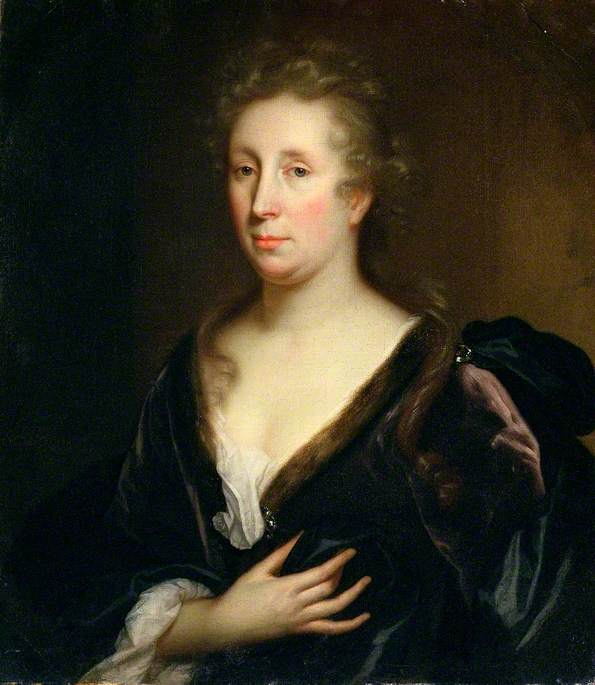
Rachel Ruysch (1664-1750), portrait par Godfried Schalcken. Spécialisée dans la nature morte, il est peintre à la cour de Düsseldorf de 1708 a 1716.

### Cour de Saxe à Dresde et Wittenberg
Au début du XVIe siècle, la cour saxonne de Wittenberg est le point central à partir duquel les ducs électeurs de la maison de Wettin, Jean Ier et Jean-Frédéric Ier, parrainent la réforme luthérienne. Une part importante de la propagation de ce mouvement est le fait de son peintre de cour, Lucas Cranach l'Ancien, qui peint également ses principaux protagonistes : Luther et Mélanchton. Déjà au XVIIIe siècle, lorsque les ducs électeurs occupent à plusieurs reprises les trônes électifs de Pologne, la cour de Saxe à Dresde compte des peintres de talent comme Anton Raphael Mengs et le Vénitien Bernardo Bellotto (Canaletto).

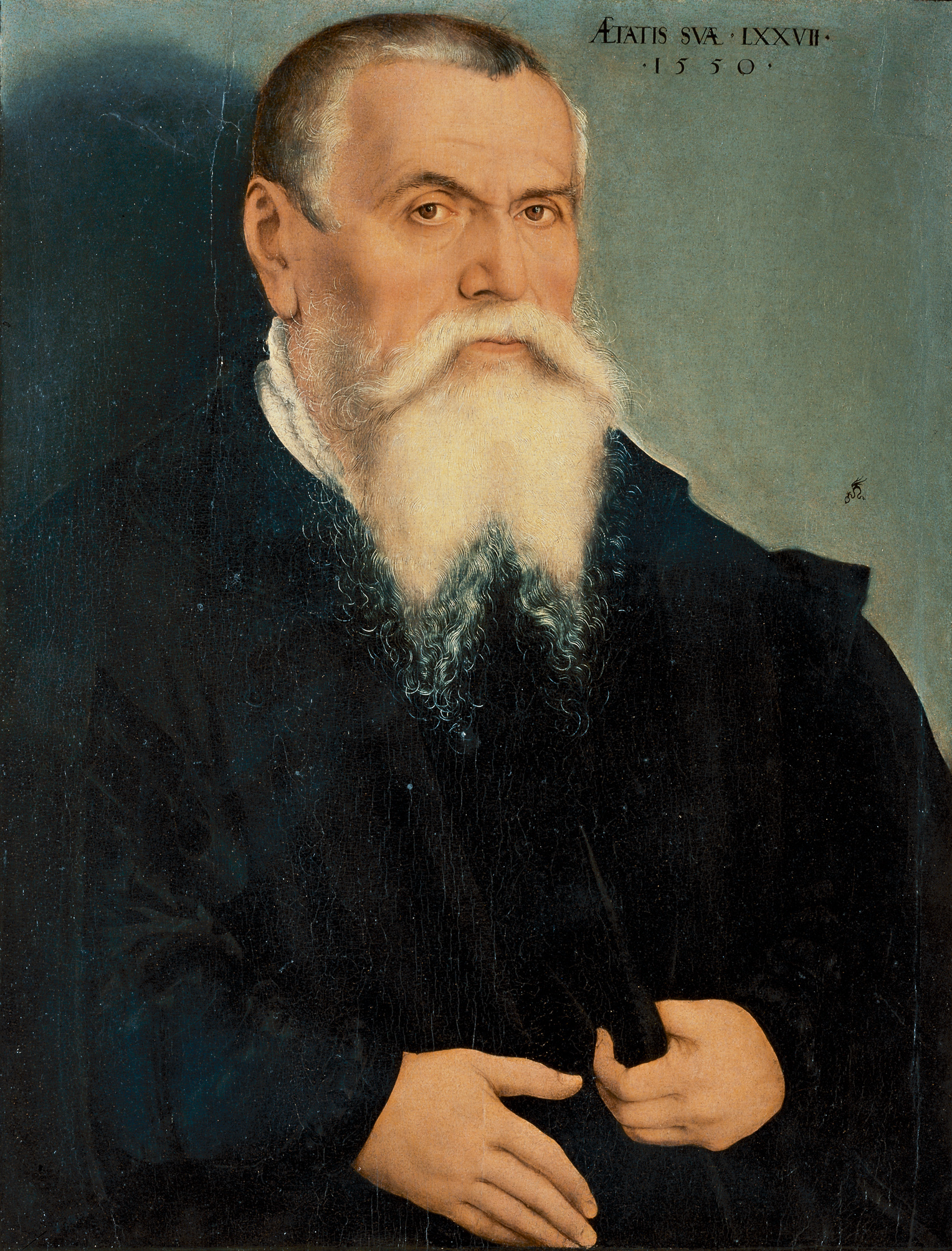
Lucas Cranach l'Ancien (1472-1553).
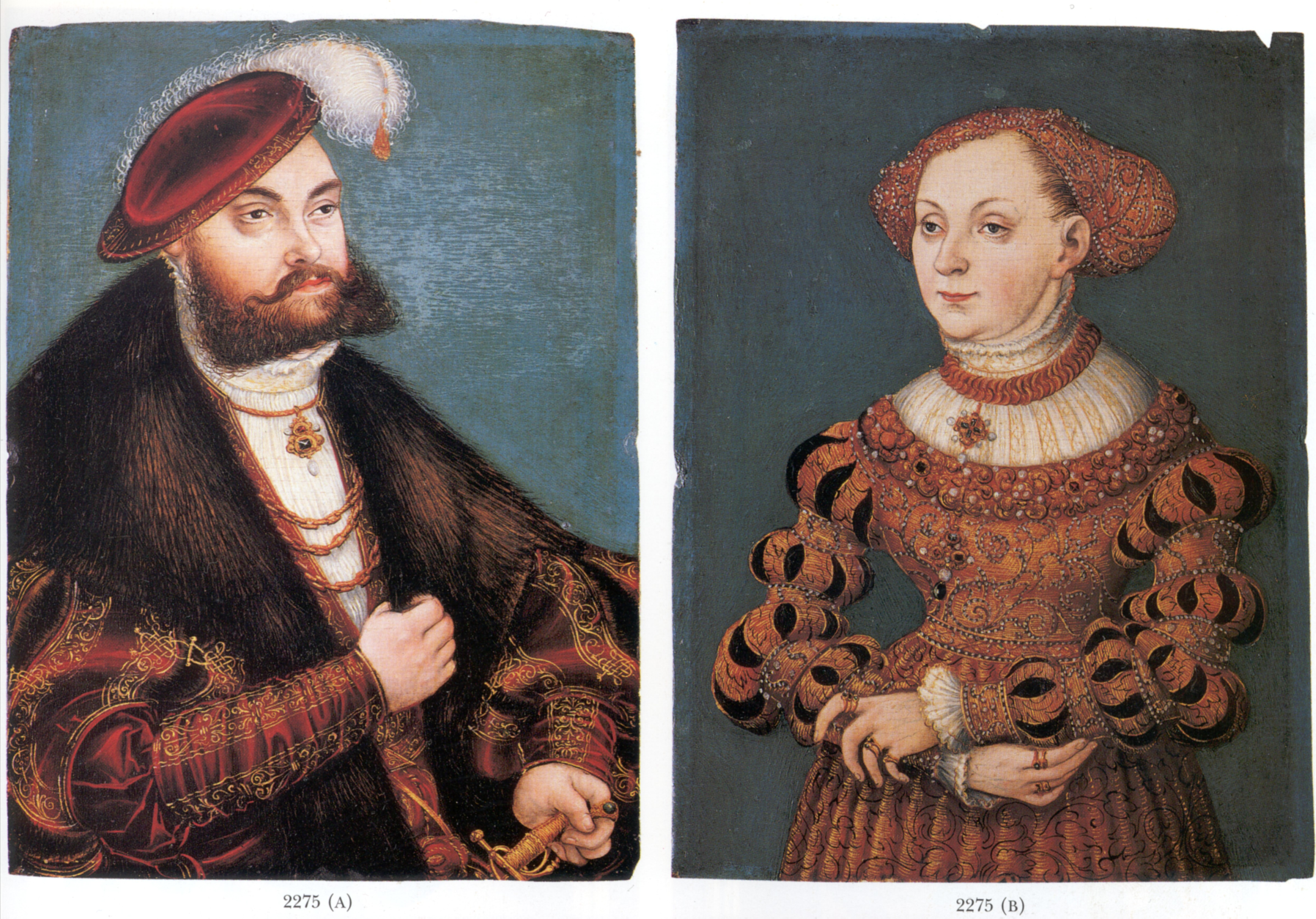
L'électeur de Saxe Johann Friedrich et sa femme par Lucas Cranach le Jeune (1515-1586).
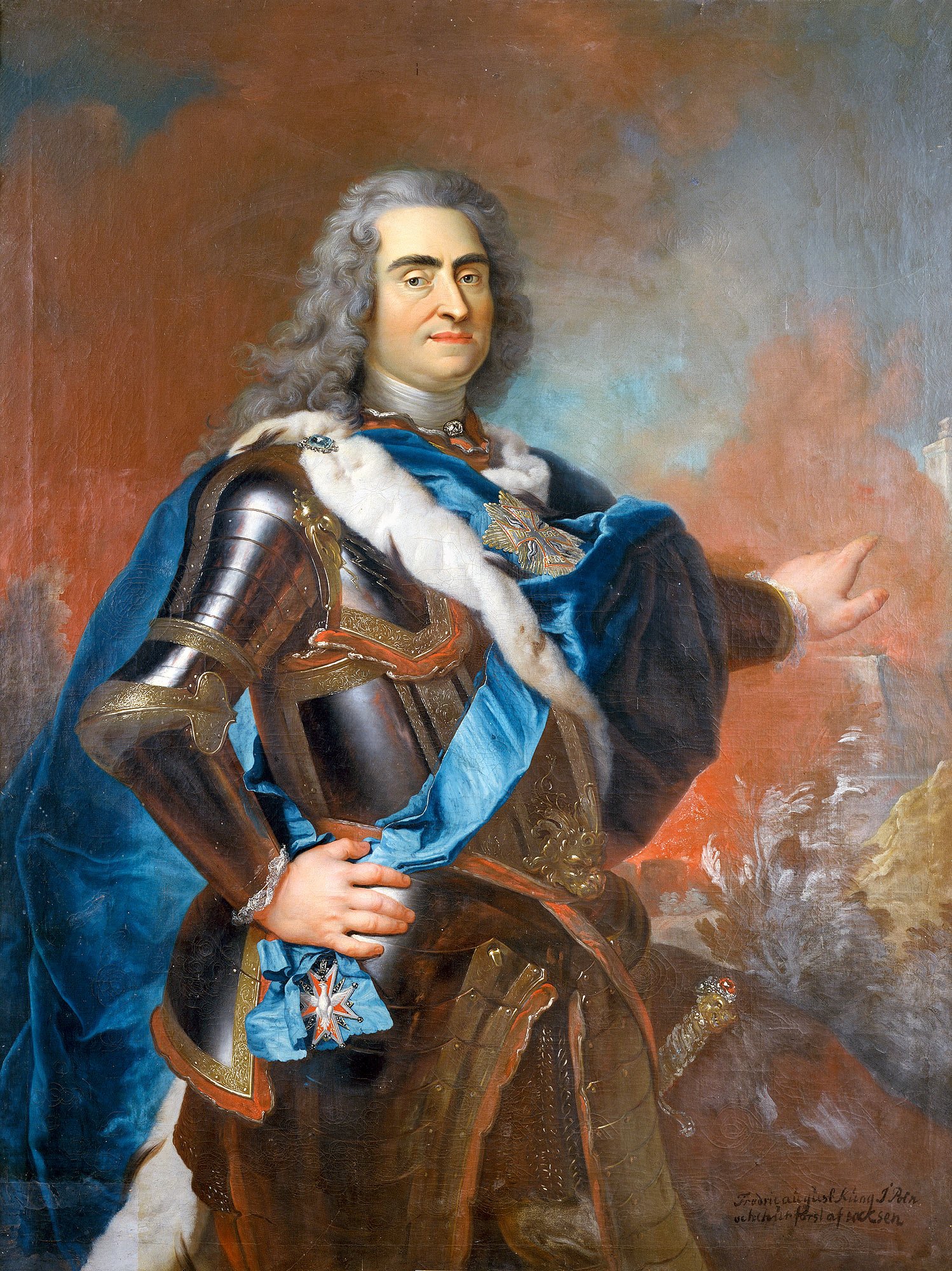
Auguste « le fort », électeur de Saxe et roi de Pologne, par Louis de Silvestre (1675-1760)
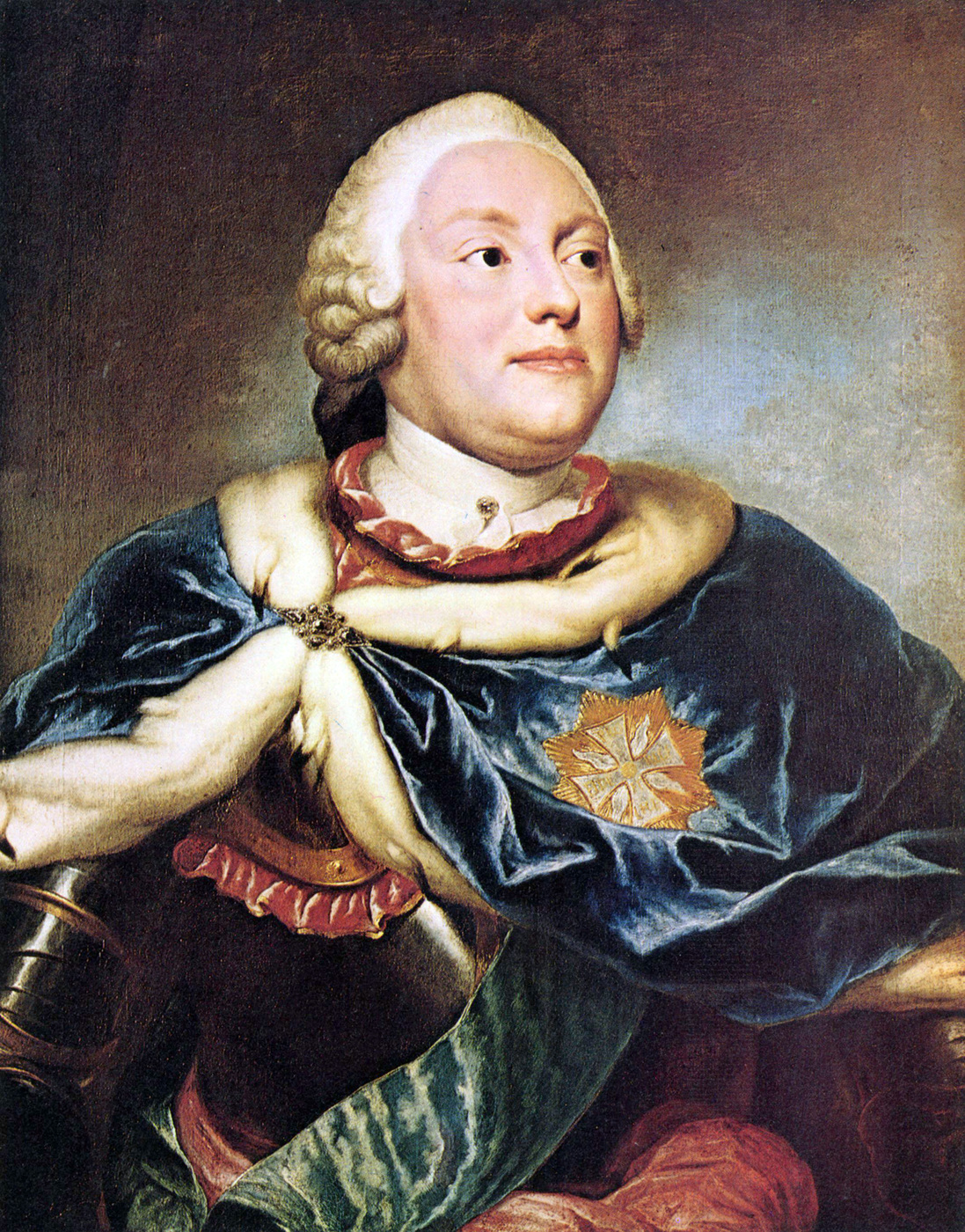
Federico IV, électeur de Saxe et roid e Pologne, par Anton Raphael Mengs
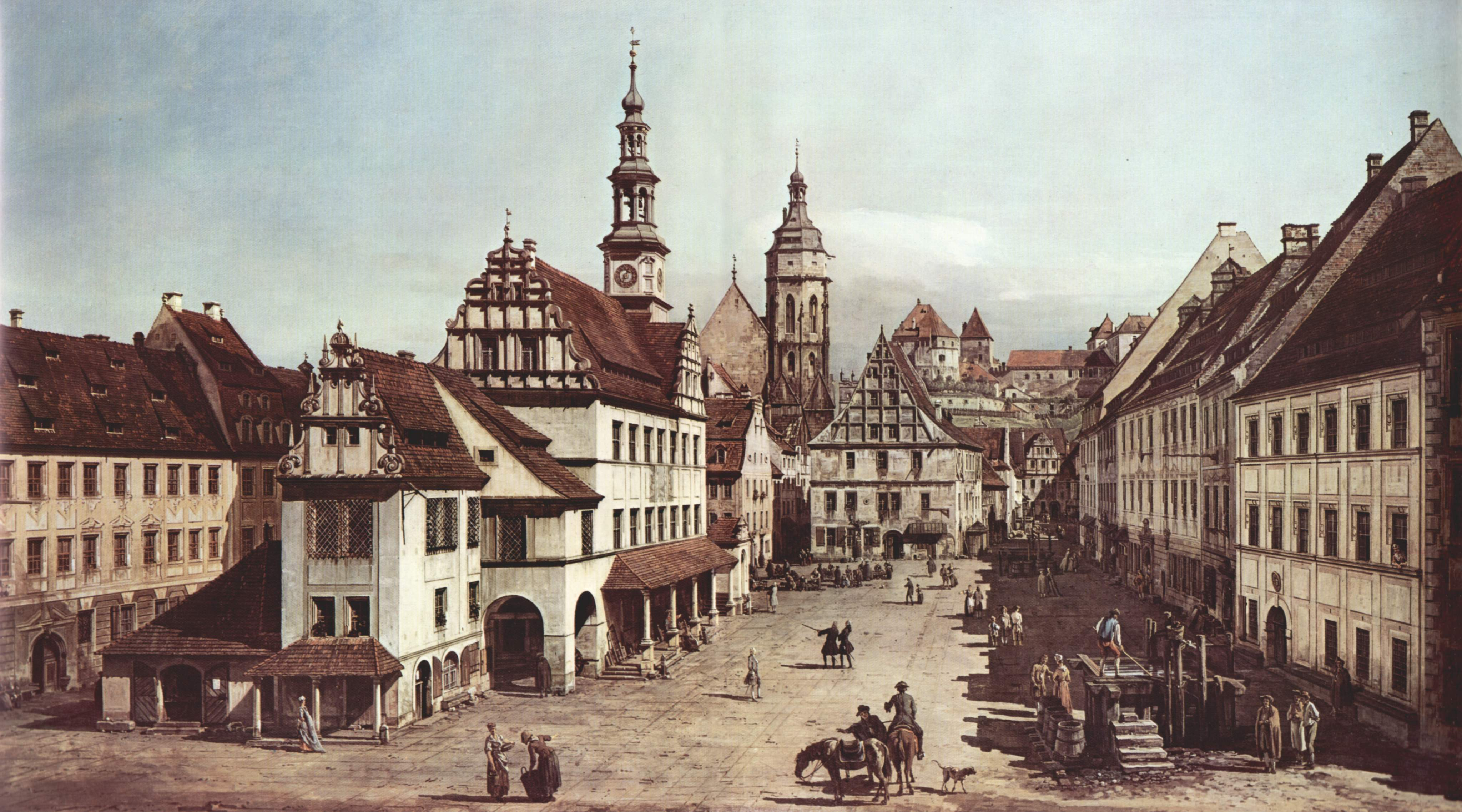
Place du marché de Pirna, par Canaletto, 1753-1754
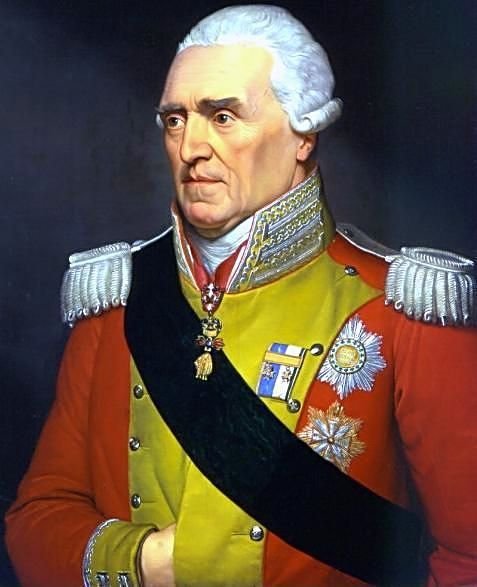
Frédéric-Auguste Ier de Saxe, par Carl Christian Vogel von Vogelstein (1788–1868)

### Cours de Prusse, de Brandebourg et de Berlín
L'électorat de Brandebourg, devenu le royaume de Prusse avec sa capitale à Berlin, se distingue au XVIIIe siècle comme un rival de l'Autriche et finalement finit par l'emporter au bénéfice de l'unité allemande au XIXe siècle.

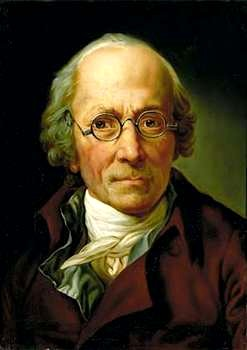
Anton Graff (1736-1813), peintre de Frédéric II de Prusse et Frédéric-Guillaume II de Prusse.
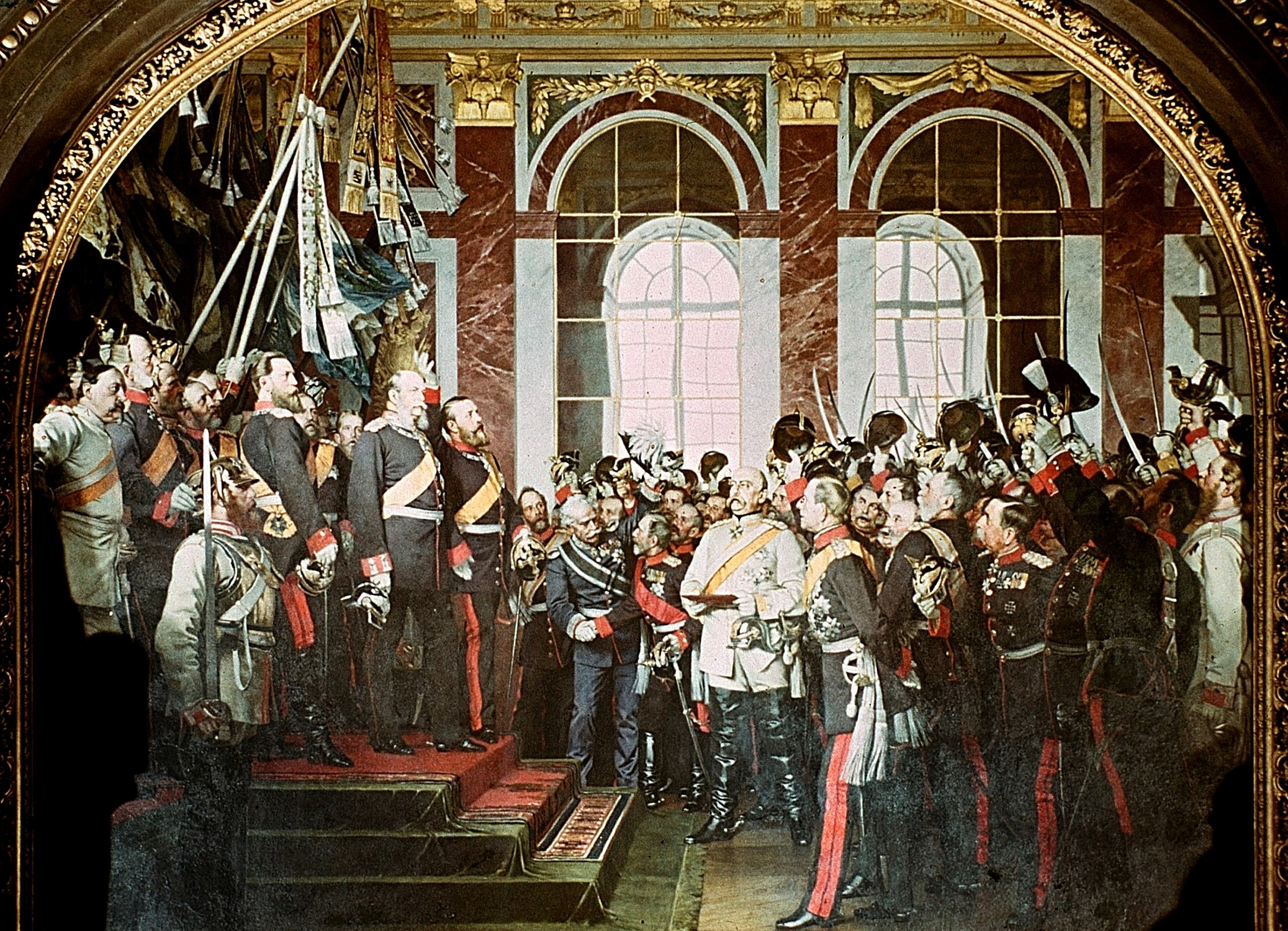
Proclamation de Guillaume Ier comme empereur en 1871, par Anton von Werner (1843-1915).

## Cours d'Europe septentrionalle et orientale

### Cour de Pologne
La maison Jagellon tente d'établir une monarchie autoritaire en Europe centrale et orientale, avec différentes configurations territoriales entre les royaumes de Pologne], Lituanie, Hongrie et de Bohême. Hans Dürer, le cadet d'Albrecht Dürer, est appelé comme peintre de cour de Sigismond Ier de Pologne.
Après être devenue une monarchie élective, la Pologne fonctionne en pratique comme une république aristocratique binationale (république des Deux Nations) dont le gouvernement régional est occupé successivement par les membres de différentes dynasties européennes tels que les Valois français, les Vasa suédois, etc.

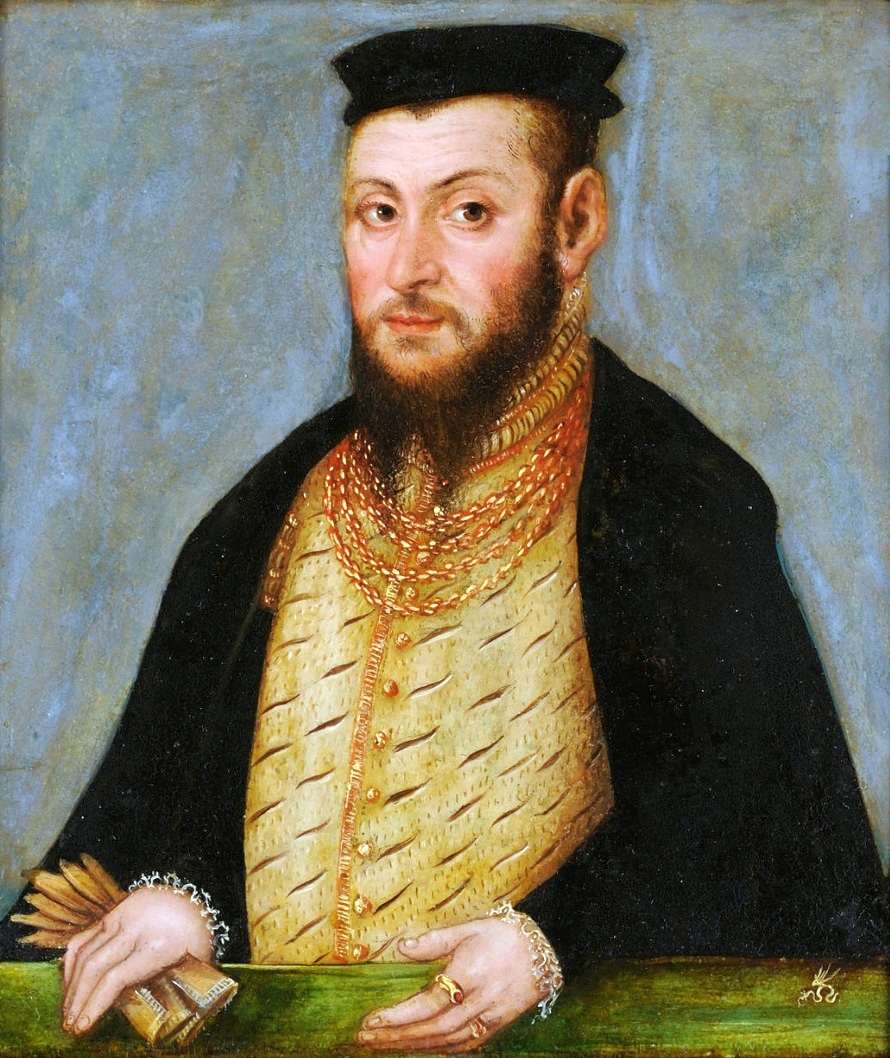
Sigismond II de Pologne « Auguste », par Lucas Cranach le Jeune.
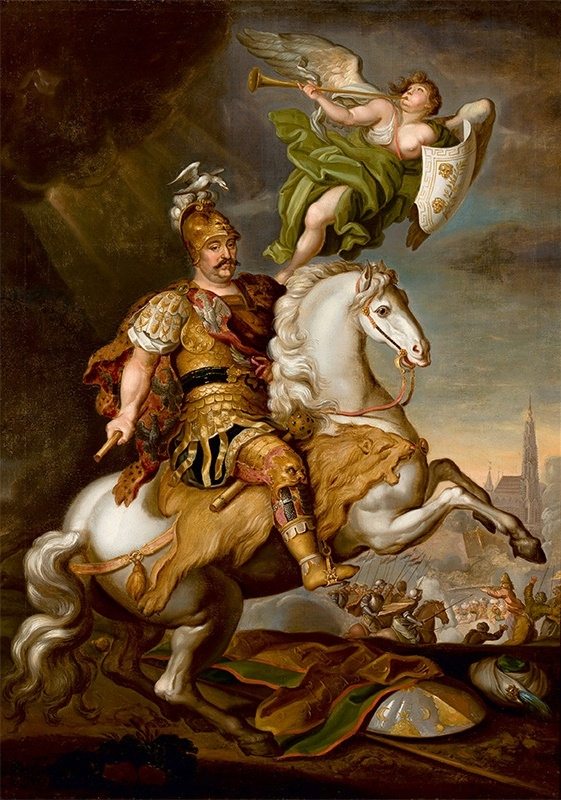
Jan Sobieski à la bataille de Vienne, par Jerzy Siemiginowski-Eleuter, 1686

### Cour de Suède

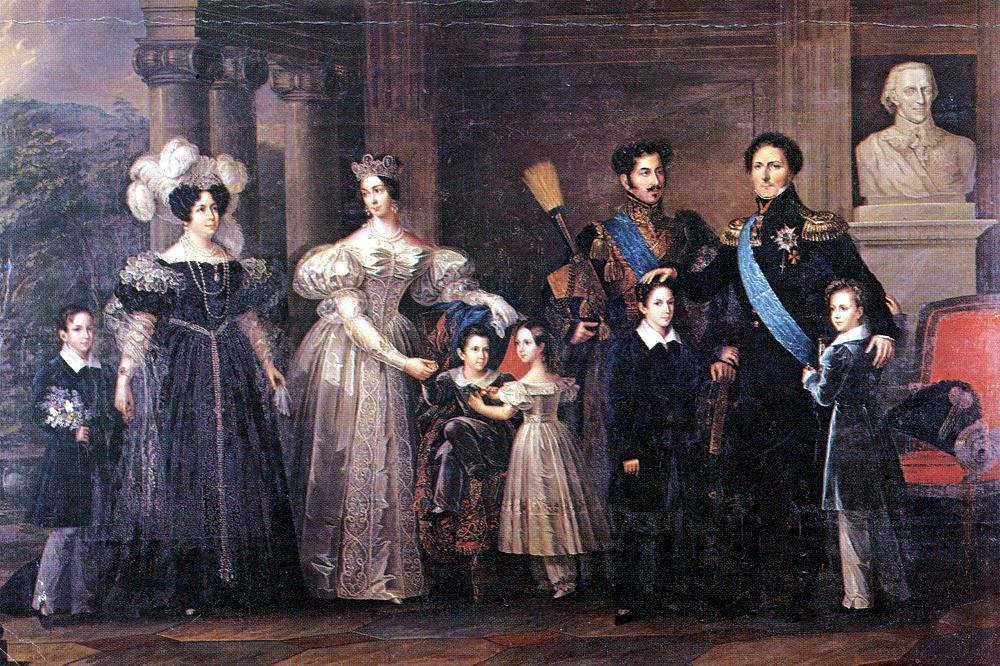
La familia Bernadotte, par Fredric Westin (1782-1862)

La dynastie Vasa réussit à établir une monarchie autoritaire dans le royaume de Suède, en compétition pour l'hégémonie dans la région de la Baltique. Au début du XIXe siècle, les guerres napoléoniennes conduisent à la création de la dynastie Bernadotte.

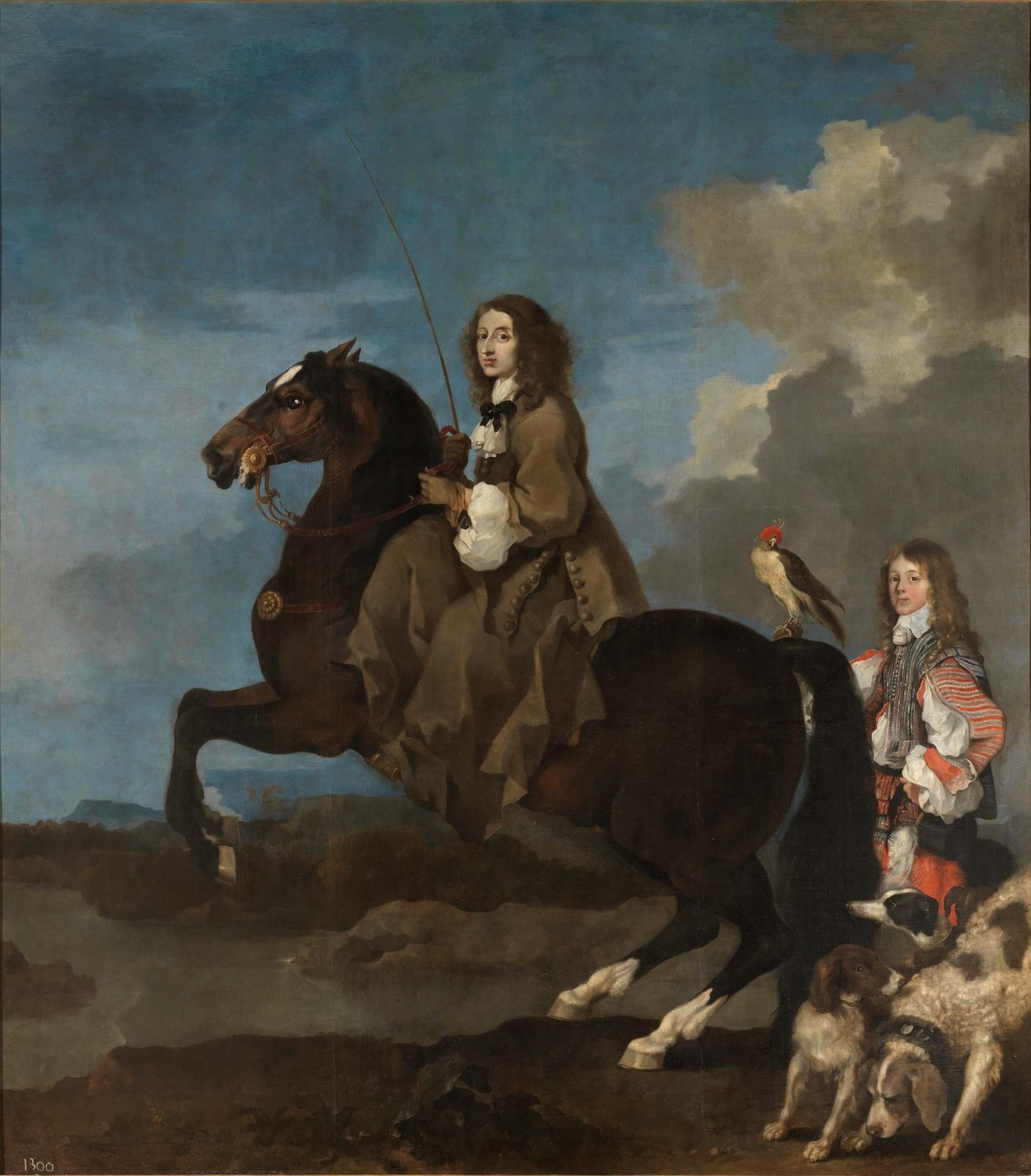
Christine de Suède, par Sébastien Bourdon (1616-1671), également auteur d'un portrait de Charles X Gustave de Suède.
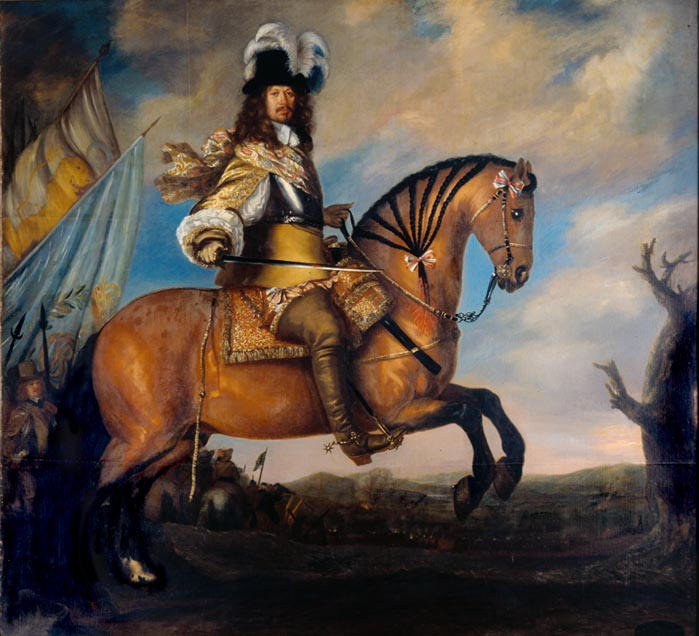
Carl Gustaf Wrangel, par David Klöcker Ehrenstrahl, peintre de cour de Charles XI de Suède.

### Cour du Danemark

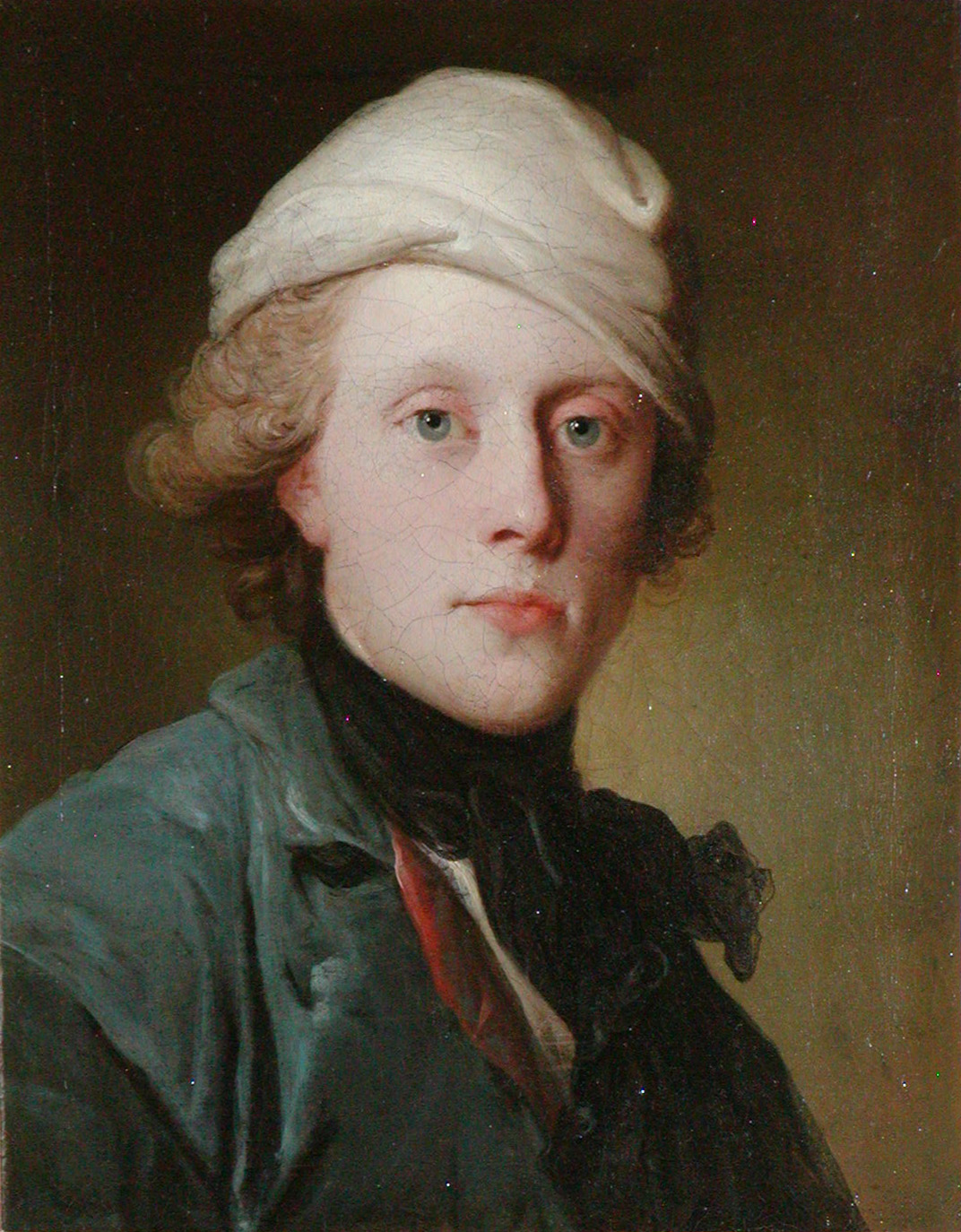
Jens Juel (1745-1802), peintre de cour de Christian VII de Danemark.

### Cour de Russie

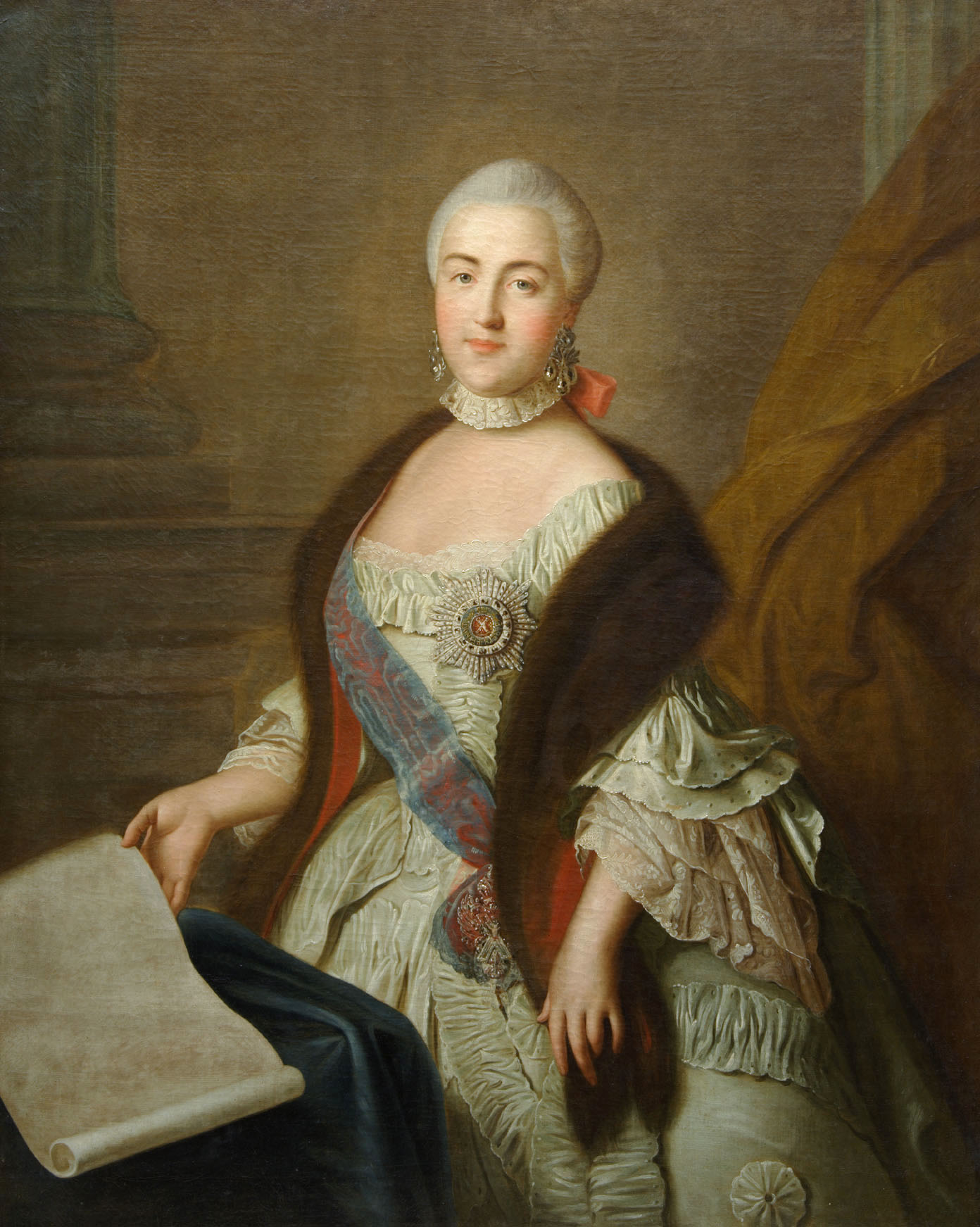
Catherine II de Russie, par Ivan Petrovich Argunov (1727–1802)
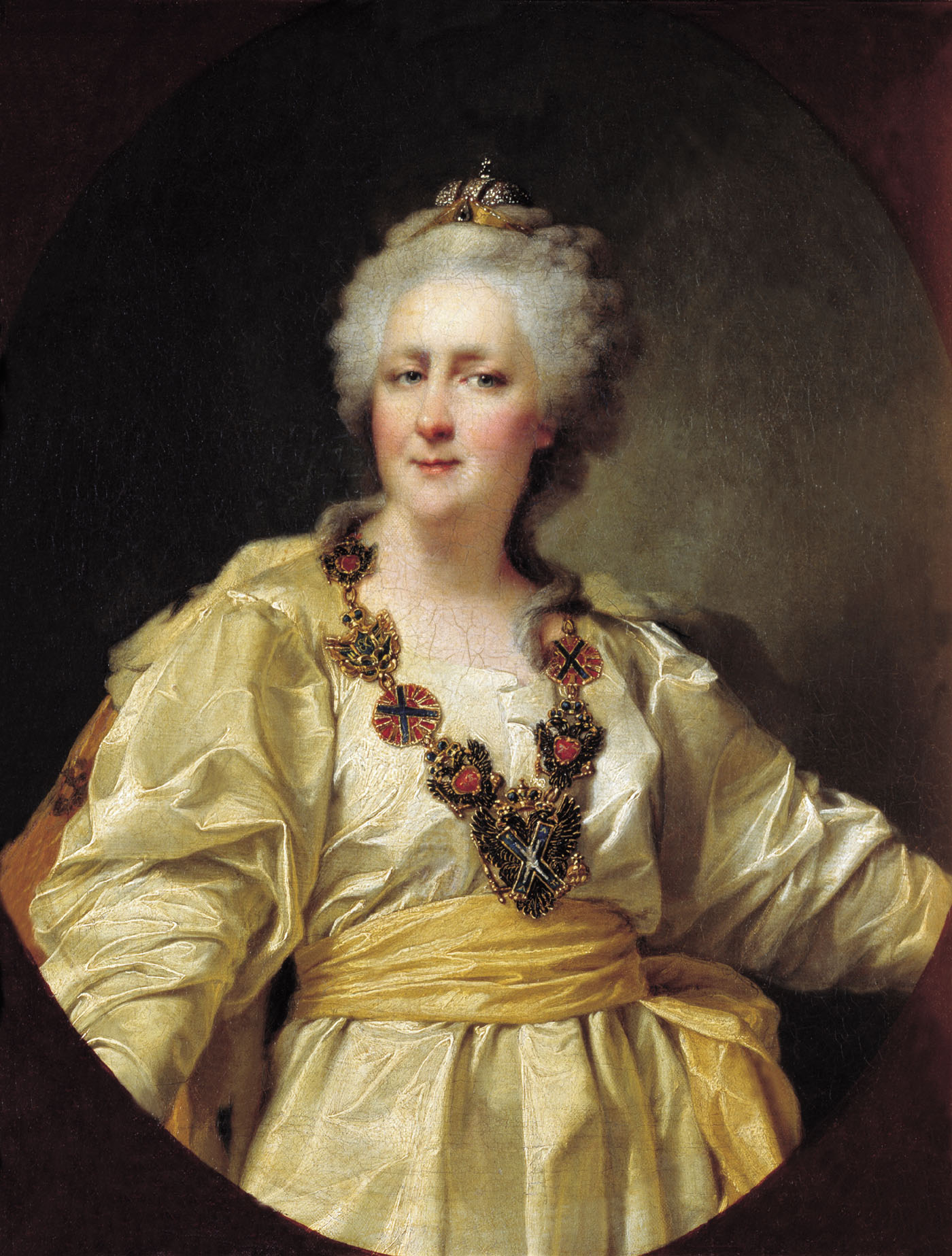
La même tsarine, par Dmitri Levitski (1735–1822)
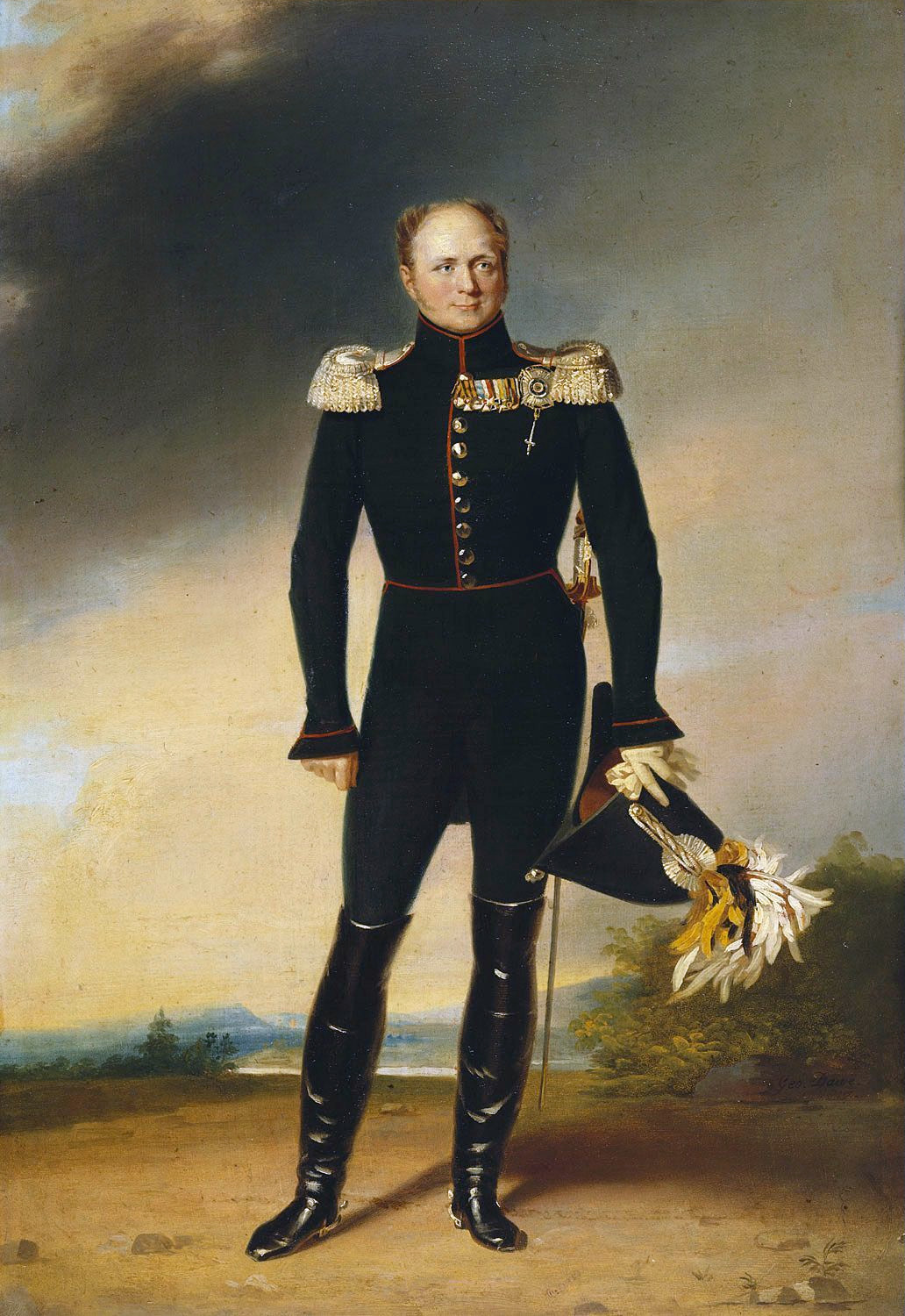
Alexandre Ier de Russie, par George Dawe (1824).
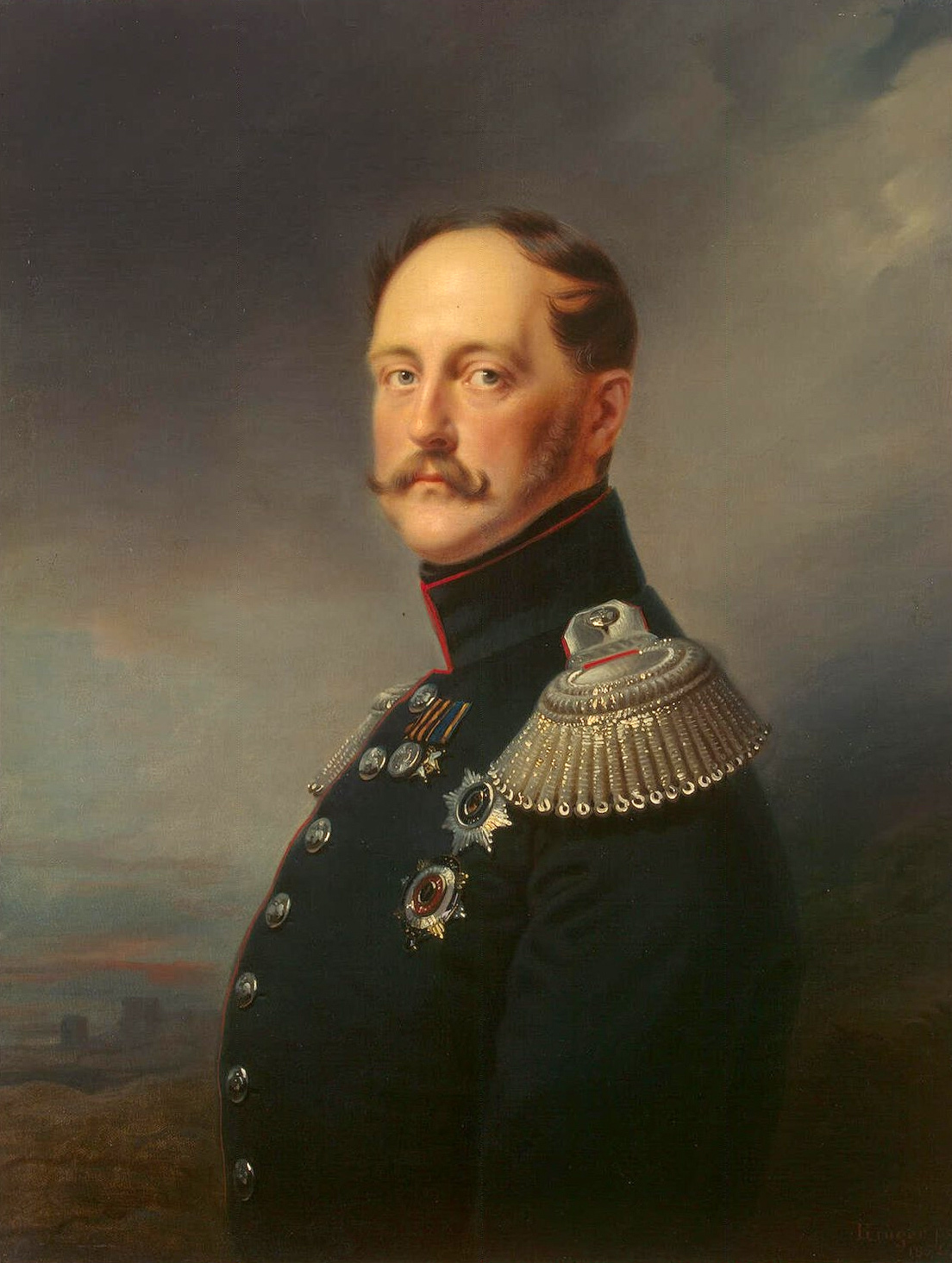
Nicolas Ier de Russie, par Franz Krüger (1797–1857)
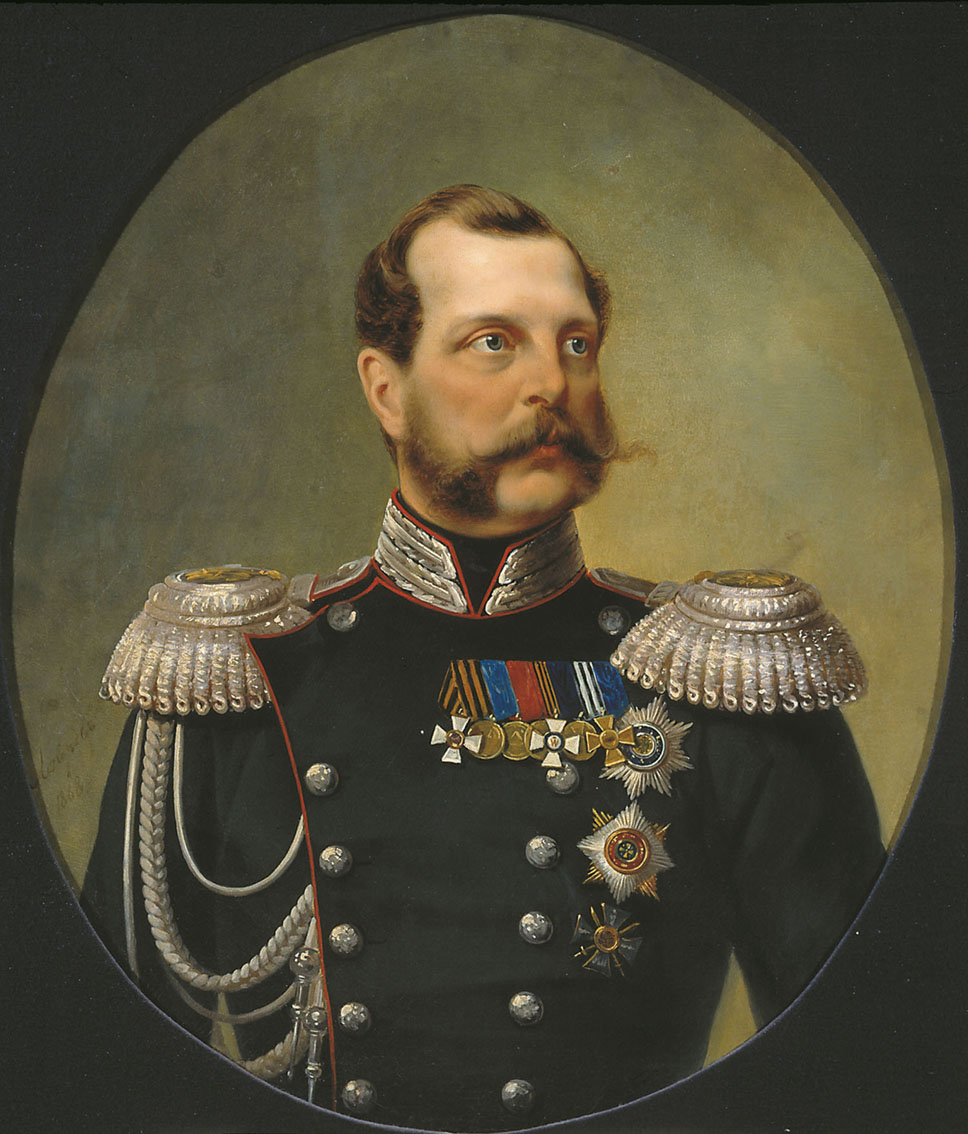
Alexandre II de Russie, par Nikolay Lavrov (1868)
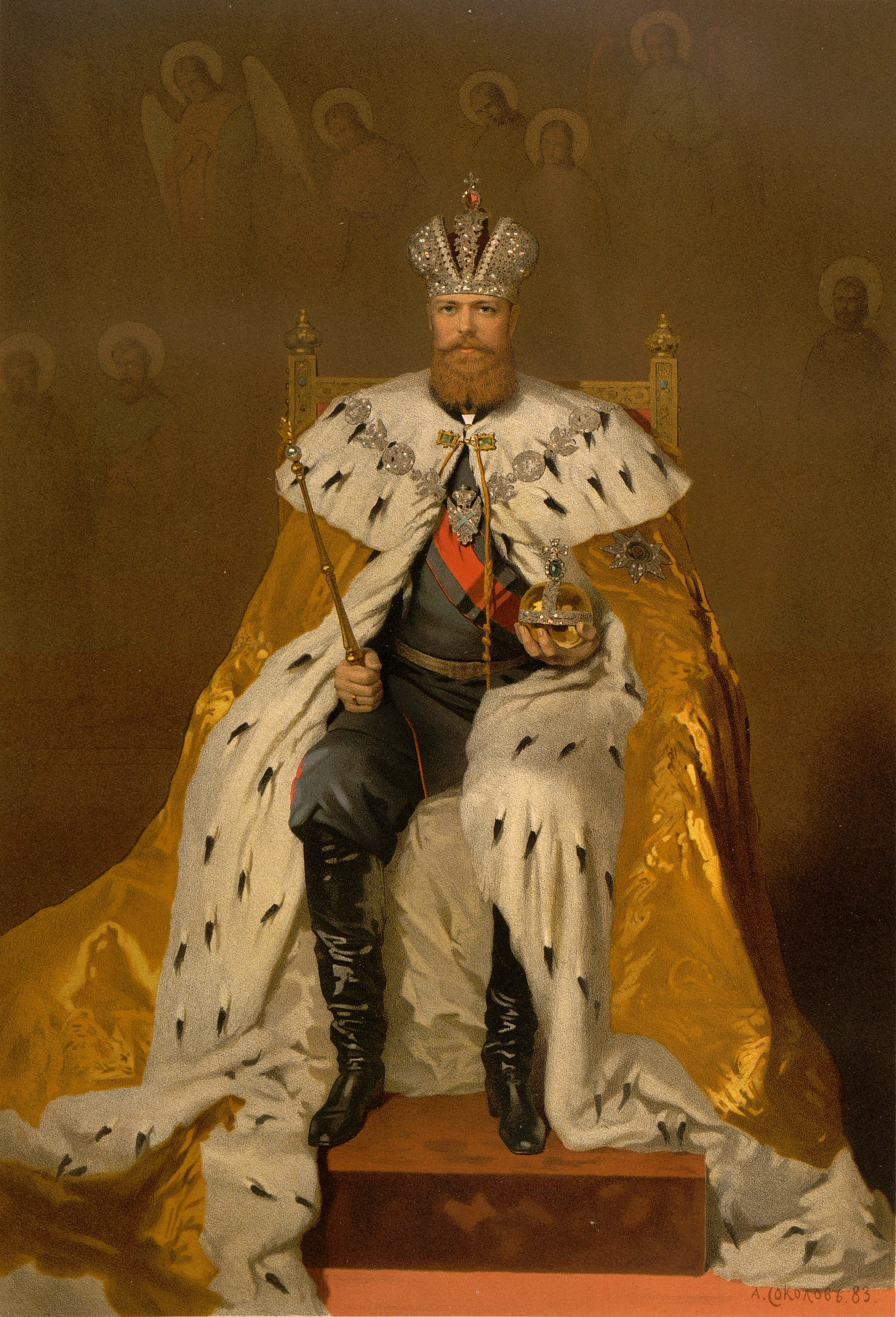
Alexandre III de Russie, par Andrei Sokolov (1883)
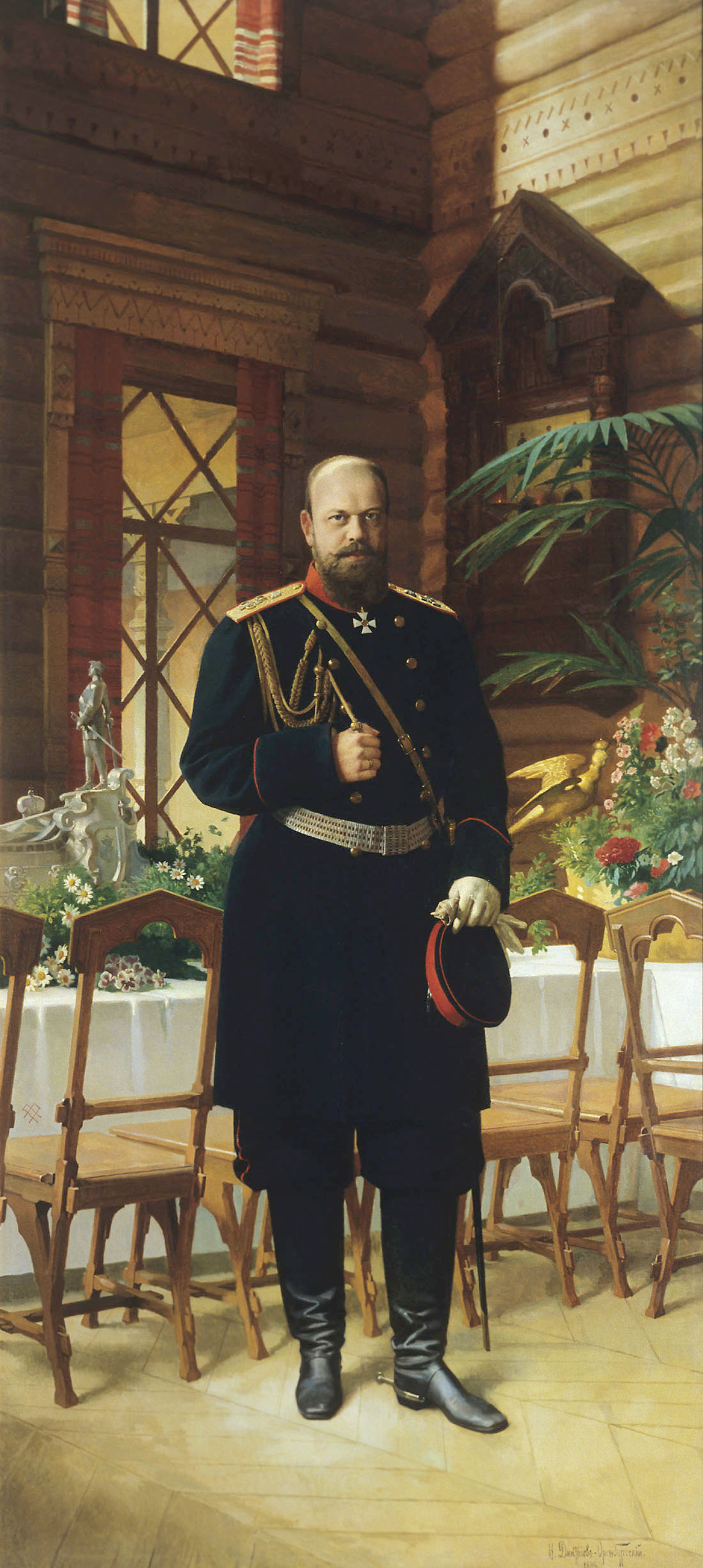
Le même tzar, par Nikolaï Dmitriev-Orenbourgski (1896)

## Peintres de cour d'autres civilisations
Dans les cours des royaumes ou empires appartenant à des civilisations distinctes des civilisations occidentales existe la même fonction de peintre de cour, bien que le rôle des artistes et les contextes socio-économiques, artistiques et idéologiques sont très différents.

### Cour ottomane
L'empire ottoman ou Sublime Porte, empire sur trois continents, domine la Méditerranée orientale, avec une cour dans la ville euro-asiatique de Constantinople, conquise en 1453. Malgré l'interdiction coranique des représentations figuratives, les sultans sont dépeints, d'abord par les peintres occidentaux puis par les peintres turcs.

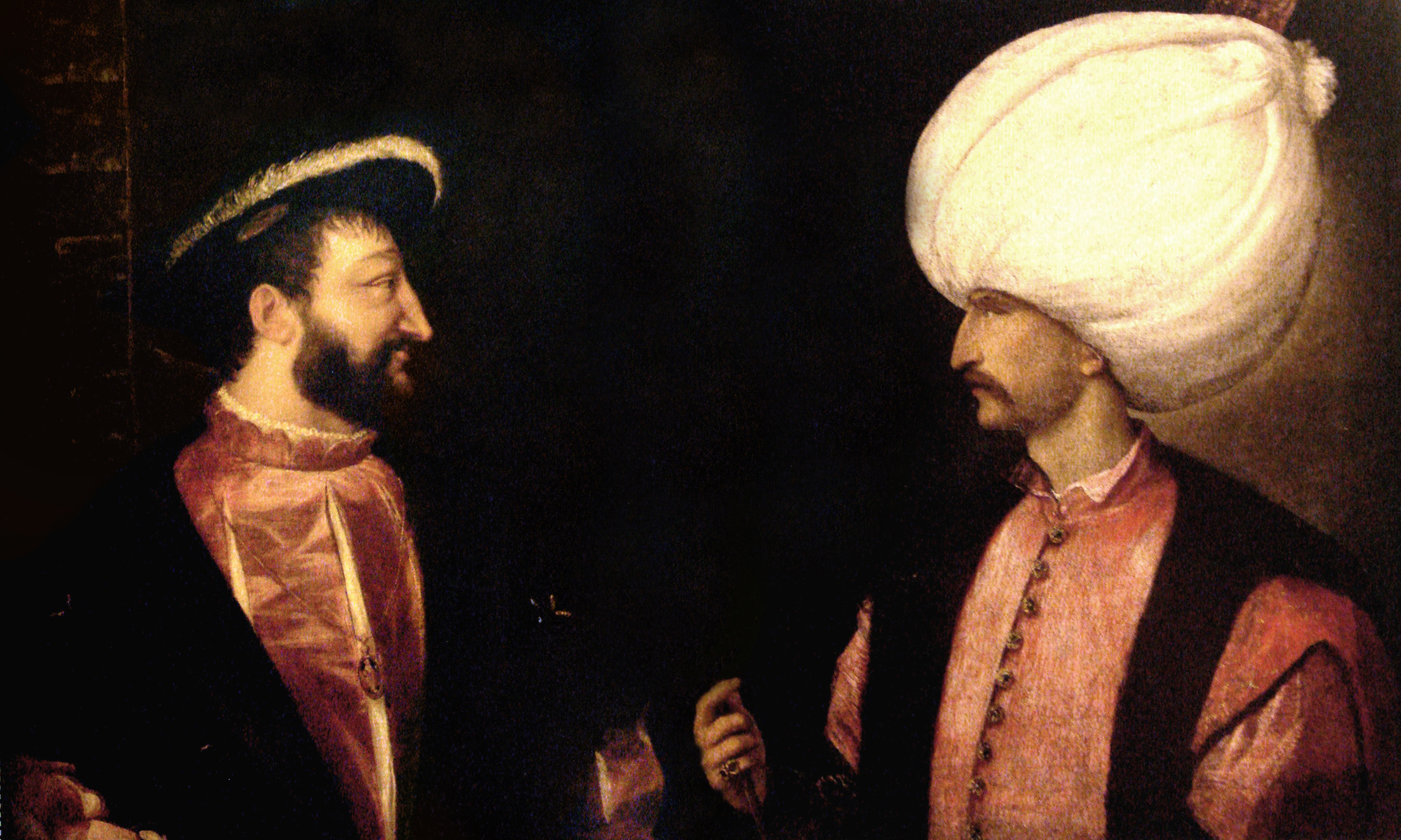
François Ier de France et Soliman le magnifique, portrait idéalisé, par Titien (qui n'a pas peint à la cour ottomane).
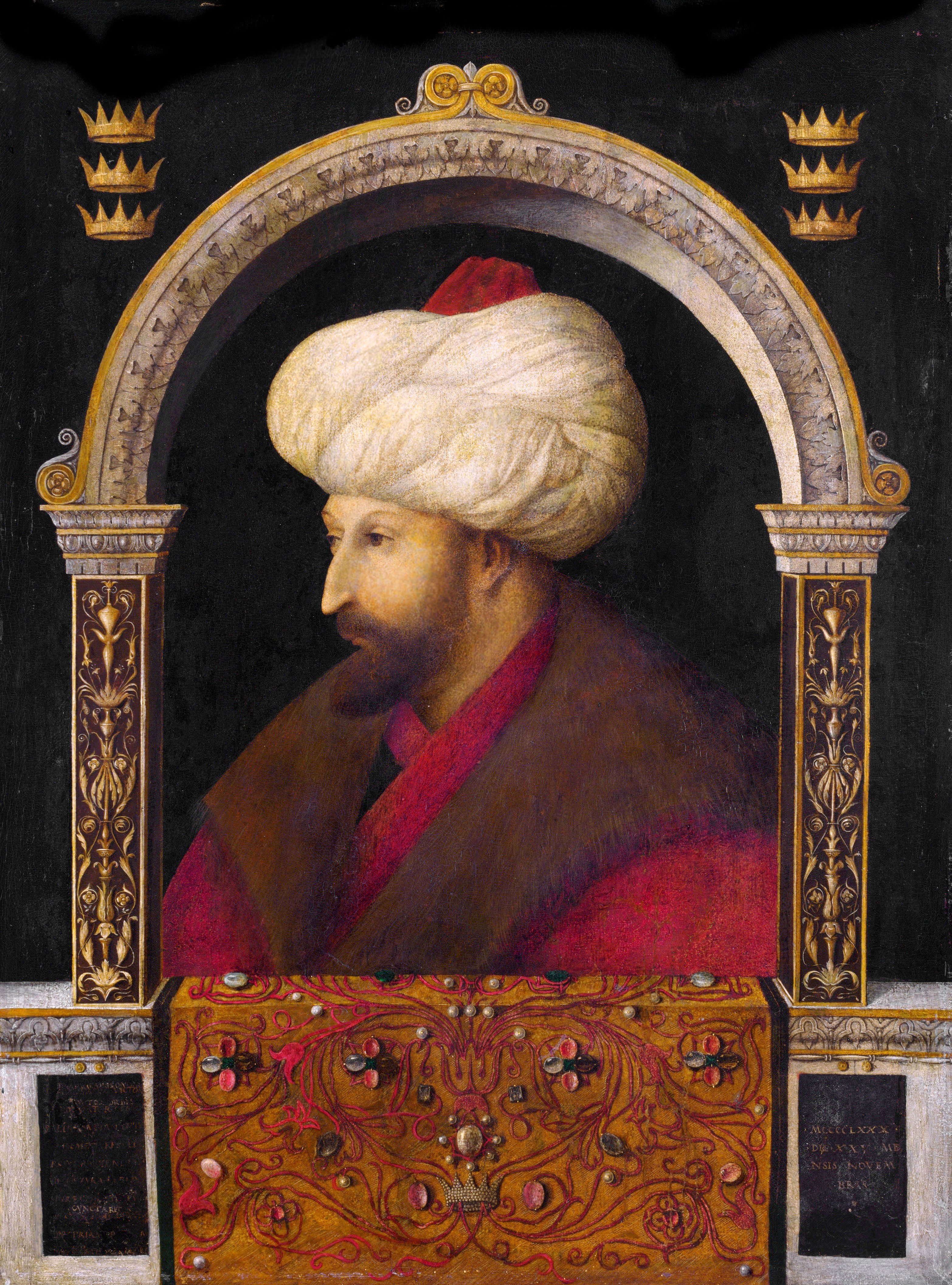
Le Sultan Mehmed II, par Gentile Bellini, 1480. Ce peintre vénitien travaille à la cour de Constantinople entre 1479 et 1481.
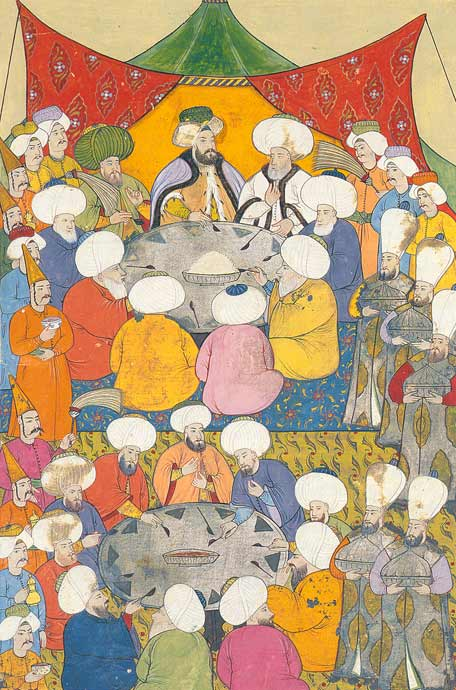
Sultán Ahmed Han ou Ahmed II, par Abdulcelil Levni (-1732), peintre qui travaillait aussi pour Ahmed III et Mustafa II.
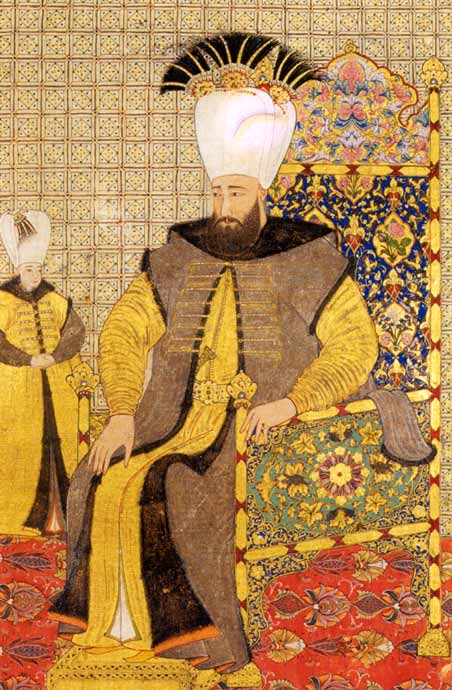
Ahmed III, du même peintre.

### Cours des Indes

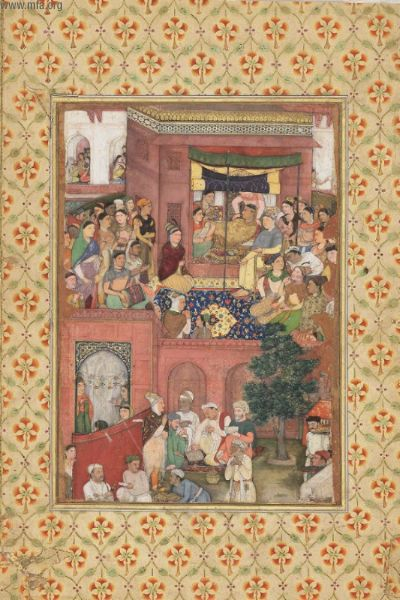
Naissance d'un prince, par Bishandas, peintre de la cour de Jahangir (empire moghol).

### Cour impériale de Chine

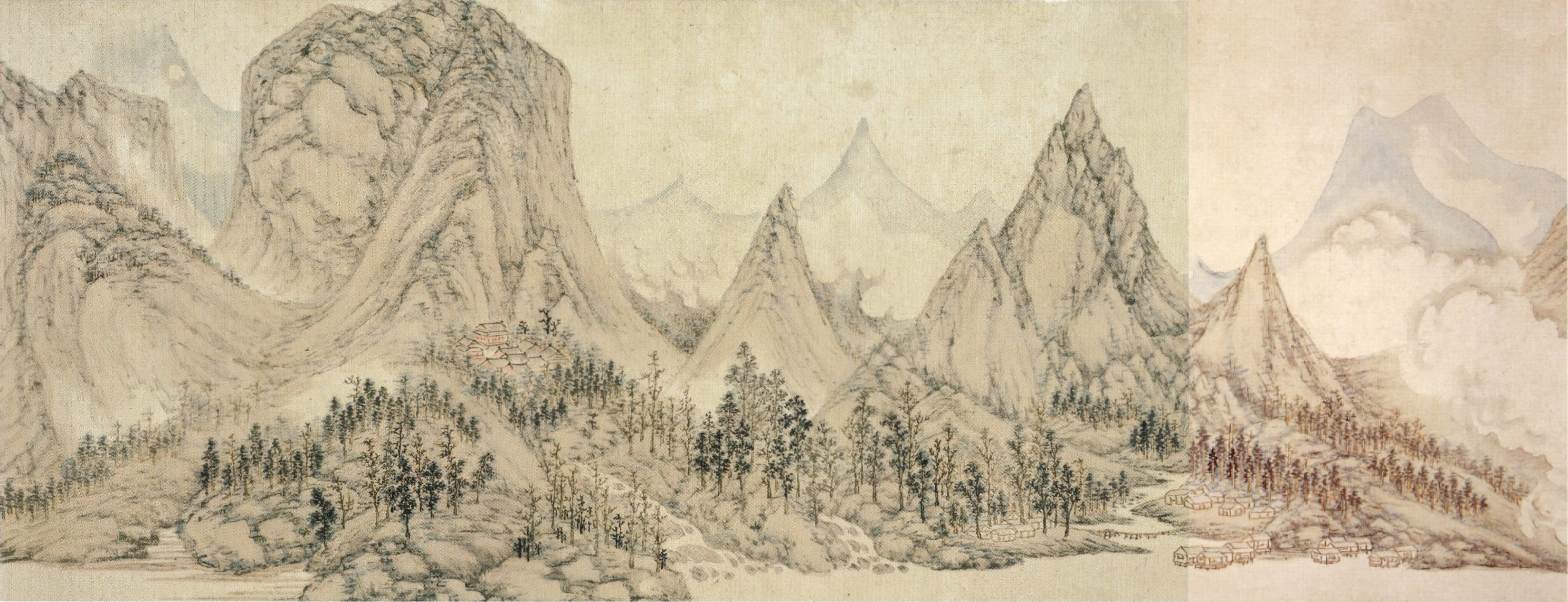
Paisaje, par Wu Bin ou Wu Pin, peintre de cour de la dynastie Ming, 1610.

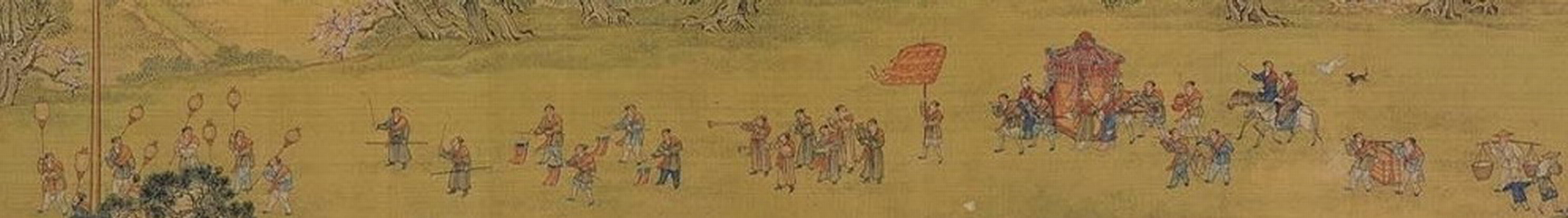
Le Jour de Qingming au bord de la rivière, attribué à Zhang Zeduan (1085-1145), peintre de cour de la dynastie Song septentrionale.

### Cour de Corée
En Corée, ceux qu'on appelle les trois Wons sont des peintres de la cour de la dynastie Chosŏn ou Joseon, de la fin du XVIIIe siècle à la fin du XIXe siècle.

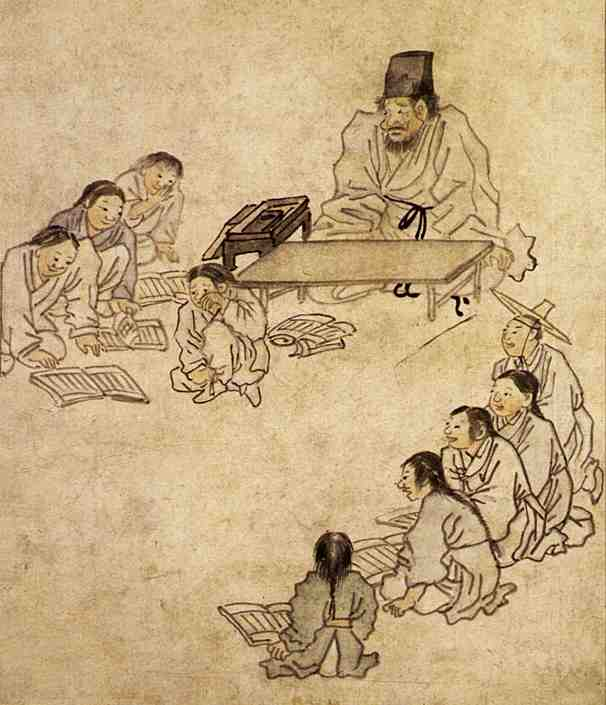
L'école, par Kim Hong-do (1745–c. 1806), plus connu sous le nom Danwon[45].
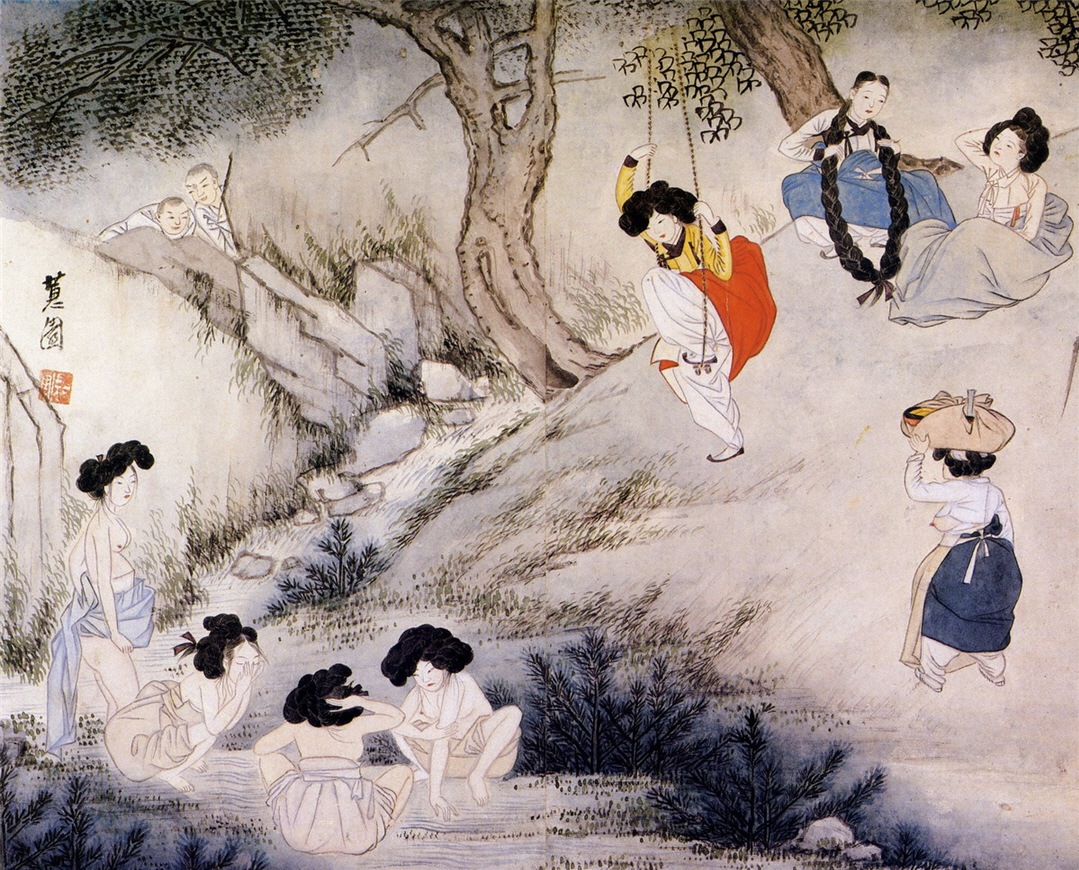
Scène du festival Dano, par Shin Yun-bok (1758-?), plus connu sous le nom Hyewon[46].
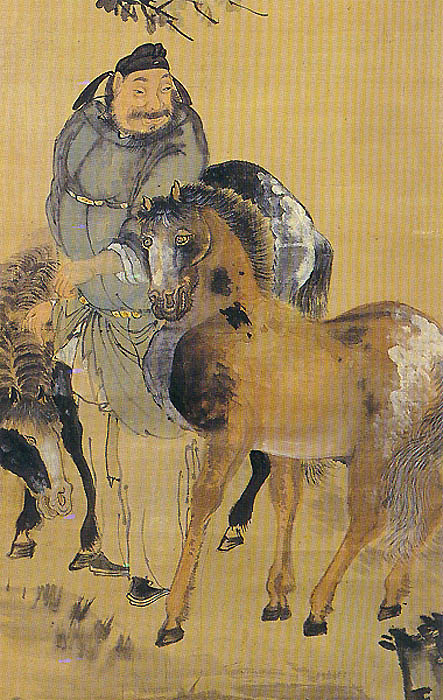
Homme avec deux chevaux, par Jang Seung-eop (1843 - 1897), plus connu sous le nom Owon.

### Cour du Japon

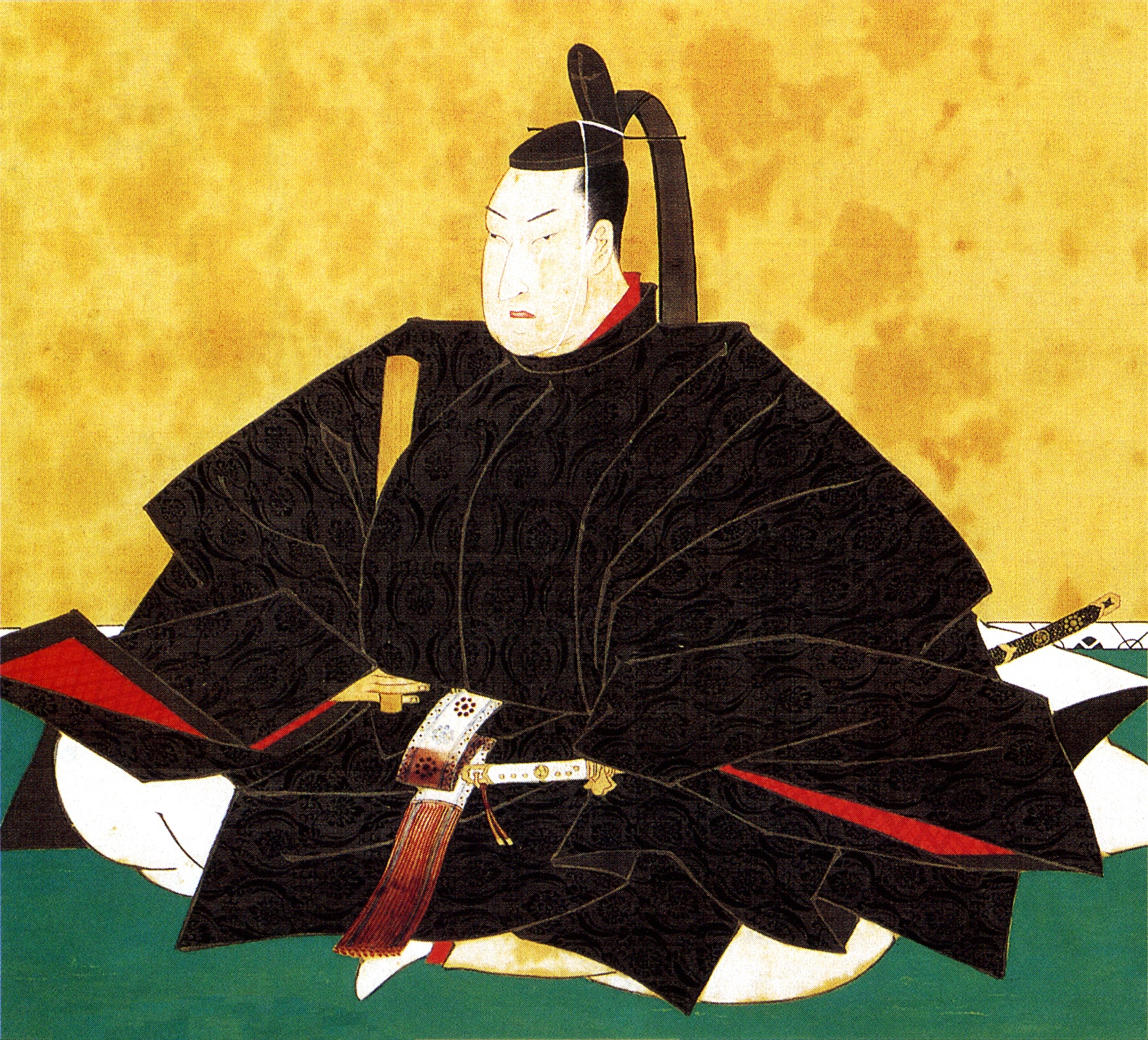
Tokugawa Tsunayoshi, par Tosa Mitsuoki (1617-1691).

## Liste incomplète de peintres de cour (A-Z)
| Peintre                    | Nationalité        | Cour                                                                                                 |
| -------------------------- | ------------------ | --- |
| Sofonisba Anguissola       | Italien            | Philippe II d'Espagne                                                                                |
| Miguel António do Amaral   | Portugais          | Joseph Ier de Portugal Marie Ire de Portugal Joseph de Portugal                                      |
| Jacopo Amigoni             | Italien            | Ferdinand VI d'Espagne                                                                               |
| Friedrich von Amerling     | Autrichien         | François-Joseph Ier d'Autriche                                                                       |
| Ferdinand Bauer            | Autrichien         | Prince de Liechtenstein                                                                              |
| Wu Bin                     | Chinois            | Dynastie Ming                                                                                        |
| Bishandas                  | Indien             | Jahângîr                                                                                             |
| Francis Bourgeois          | Anglais            | George III du Royaume-Uni                                                                            |
| Agnolo di Cosimo           | Italien            | Medici                                                                                               |
| Giovanni Maria delle Piane | Italien            | Élisabeth Farnèse                                                                                    |
| Claude Deruet              | Français           | Charles V de Lorraine                                                                                |
| Jean-Baptiste Debret       | Français           | Jean VI de Portugal Pedro IV and I of Portugal and Brazil                                            |
| Jacques d'Agar             | Français           | Christian V de Danemark                                                                              |
| Dosso Dossi                | Italien            | Alphonse Ier d'Este Hercule II d'Este                                                                |
| Hans Dürer                 | Allemand           | Sigismond Ier de Pologne                                                                             |
| Antoine van Dyck           | Flamand            | Charles Ier d'Angleterre                                                                             |
| David Klöcker Ehrenstrahl  | Suédois            | Charles XI de Suède                                                                                  |
| Jan van Eyck               | Flamand            | Philippe ode Charolais                                                                               |
| Domenico Fetti             | Italien            | Gonzague                                                                                             |
| Jean Fouquet               | Français           | Louis XI de France                                                                                   |
| Nuno Gonçalves             | Portugais          | Alphonse V de Portugal Jeanne de Portugal                                                            |
| Francisco Goya             | Espagnol           | Charles III d'Espagne Charles IV d'Espagne Ferdinand VII d'Espagne                                   |
| Matthias Grünewald         | Allemand           | Retable d'Issenheim                                                                                  |
| Carl Haag                  | Anglo-allemand     | Reine Victoria Ducs de Saxe-Cobourg et Gotha                                                         |
| George Hayter              | Anglais            | Reine Victoria                                                                                       |
| Hans Holbein le jeune      | Allemand           | Henri VIII d'Angleterre                                                                              |
| Hyewon                     | Coréen             | Dynastie Joseon                                                                                      |
| Jens Juel                  | Danois             | Christian VII du Danemark                                                                            |
| Quentin de La Tour         | Français           | Louis XV                                                                                             |
| Abdulcelil Levni           | Turc               | Mustafa II Ahmed III                                                                                 |
| Louis-Michel van Loo       | Français           | Philippe V d'Espagne                                                                                 |
| Vieira Lusitano            | Portugais          | Joseph Ier de Portugal Marie Ire de Portugal                                                         |
| Andrea Mantegna            | Italien            | Mantoue                                                                                              |
| Tosa Mitsuoki              | Japonais           | Edo                                                                                                  |
| Cristóvão de Morais        | Portugais          | Jean III de Portugal Jean de Portugal Sébastien Ier de Portugal                                      |
| Bernard van Orley          | Flamand            | Marguerite d'Autriche Marie de Hongrie                                                               |
| Francesco Raibolini        | Italien            | Mantoue                                                                                              |
| Hyacinthe Rigaud           | Français           | Louis XIV                                                                                            |
| Pierre Paul Rubens         | Flamand            | Vincent Ier de Mantoue Philippe IV d'Espagne                                                         |
| Rachel Ruysch              | Hollandais         | Jean-Guillaume, électeur Palatin                                                                     |
| Alonso Sánchez Coello      | Espagnol Portugais | Jean III de Portugal João Manuel, prince du Portugal Philippe II d'Espagne Sébastien Ier de Portugal |
| Louis de Silvestre         | Français           | Auguste II de Pologne Auguste III de Pologne                                                         |
| Domingos Sequeira          | Portugais          | Jean VI du Portugal                                                                                  |
| Pieter Snayers             | Flamand            | Cardinal-Infant Ferdinand Léopold-Guillaume de Habsbourg                                             |
| Dirck Stoop                | Hollandais         | Jean IV du Portugal Catherine de Bragance Charles II d'Angleterre                                    |
| Le Titien                  | Italien            | Charles II d'Angleterre Philippe II d'Espagne                                                        |
| Giuseppe Troni             | Italien            | Marie Ire de Portugal Jean VI du Portugal                                                            |
| Diego Velázquez            | Espagnol           | Philippe IV d'Espagne                                                                                |
| Jan Cornelisz Vermeyen     | Hollandais         | Marguerite d'Autriche                                                                                |
| Elisabeth Vigée Le Brun    | Française          | Louis XVI et Marie-Antoinette                                                                        |
| Zhang Zeduan               | Chinois            | Dynastie Song du Nord                                                                                |
| Uemura Shōen               | Japonais           | Empereur Shōwa                                                                                       |
| Franz Xaver Winterhalter   | Allemand           | Napoléon III et Eugénie de Montijo                                                                   |